# 仮面ライダー鎧武/ガイム
『仮面ライダー鎧武/ガイム』（かめんライダーガイム、欧文表記:KAMEN RIDER GAIM）は、2013年10月6日から2014年9月28日までテレビ朝日系列で、毎週日曜8:00 - 8:30（JST）に全47話が放映された、東映制作の特撮テレビドラマ、および作中で主人公が変身するヒーローの名称。
キャッチコピーは「ライダー戦国時代」「キミはこの力、どう使う?」「キミはどのフルーツが好き?」。

## 概要
平成仮面ライダーシリーズ第15作。前番組『仮面ライダーウィザード』の放映を1か月間延長し、本作品より番組の開始時期が前年までの9月第1週から10月第1週へと移行した。シリーズで初めて戦国武将を全体のモチーフとし、錠前を使ってフルーツの意匠を持つ鎧や武器を装備して戦う設定となっている。
本作品はストリートファイト色の強い作品である。仮面ライダー同士の対決をメインに据えた作品自体では『仮面ライダー龍騎』のような前例があるが、ライダーが自身の欲望のために殺し合うバトルロイヤル的なストーリーだった『龍騎』に対し、本作品では個々のライダーが個人の私欲ではなく黄金の果実の争奪を繰り広げる各々の団体の代表としてバトルを繰り広げるという、団体規模での勢力争いの要素を取り入れたストーリーとなっている。また、『仮面ライダークウガ』がその時代に合わせた子供たちの怖いものであったシリアルキラーを恐怖の対象にしていたことから、本作品放送当時の子供たちの1番怖いものであった東日本大震災とその後の社会情勢を意識して、この時代の怖いものである大自然の要素としてヘルヘイムの森による侵食という超自然災害が立ち向かう勇気がほしい存在である最大の脅威として描かれ、敵対勢力はこれに翻弄される存在として位置づけられている。
全体のコンセプトとしては『仮面ライダークウガ』から『仮面ライダー555』にかけての平成仮面ライダーの初期に立ち戻ること、それまで続いてきた2話完結前後編構成のスタイルを崩すことを志向している。また、それまでの平成仮面ライダーは、開始時には設定や世界観だけを決め、話を進めながら展開や結末を徐々に固めていくスタイルだったが、本作品は結末までの構成を当初から決めており、序盤から伏線となるシーンが多数挿入されている。俳優のスケジュールや劇場版とのコラボレーション回などでの調整はあったが、最終回までのストーリーはおおよそ脚本の虚淵玄が当初から構想した通りであり、放送中もインタビューなどでたびたびアナウンスされていた。ただし脚本執筆の時点では総話数が全46話になるか全47話になるか確定していなかったため、メインストーリーは第46話で結末を迎え、第47話はその後日談となっている。また、戒斗や光実の顛末、オーバーロードの登場、シドやザックのライダー化など、サブキャラクターに関しては当初の構想から変遷していった部分が多く、第1話冒頭の鎧武とバロン、斬月が大量のインベスを率いて三つ巴の合戦を行うシーンは脚本にはなかったが監督の田崎が足したものである。
「戦国武将」をモチーフとしていることから、劇伴にホラガイなどの和楽器が用いられている他、オープニングのスタッフロールもほぼ縦書きという特徴的なフォーマットが導入されるなど、和のテイストを追求した部分も作品の随所に盛り込まれている。ストーリーはフルーツというモチーフからの発想で『旧約聖書』の禁断の果実を題材としており、デザインや設定にも北欧神話・中国神話・日本神話など神話の要素が取り入れられている。
玩具ではベルト側ではなく、ベルトに装着するロックシード側に音声が仕込んであることにより後から新規の音声を追加することが可能となり、また仮面ライダーの撮影用スーツもアーマーの交換などでバリエーションを増やすことが容易であったため、玩具売り上げも好調となったことで従来の作品では新規キャラクターが登場しない終盤でも新フォームや新ライダーが登場している。

## あらすじ
西暦2013年。巨大企業ユグドラシル・コーポレーションの企業城下町沢芽市（）。
企業の介入によって急速な発展を遂げたことで人々が豊かな暮らしを送る一方、閉塞感を覚えた若者たちはストリートダンスに熱中していた。彼らはフリーパフォーマンスのためのステージを取り合い、特殊な錠前ロックシードを用いた対戦競技インベスゲームに没頭していた。そうしたショーのための陣取りに参加する若者たちビートライダーズが熾烈なランキング争いに身を投じる一方、その一人だった青年葛葉紘汰は大人への変身を願い、ダンスをやめてアルバイトに励んでいた。
そんな紘汰のもとに、かつてのチームメイトである高司舞が現れ、リーダーである角居裕也の失踪とチームの窮状を訴えて救援を要請してくる。紘汰は自分の現状に悩みながらもチームメイトの頼みを断れず、捜索の最中、裕也に呼び出されて向かった倉庫街に空間の切れ目を発見する。その向こうには奇妙な森が広がっており、普段は競技に使用している獣インベスが制御されない状態で跋扈していた。踏み込んだ紘汰と舞に対して敵意を剥き出しに襲いかかってくるインベス。紘汰は、突如現れた舞に似た謎の女性が発する「あなたは今、運命を選ぼうとしている」という警告に、迷いなく舞を救うことを選択、森で拾ったベルト戦極ドライバーにロックシードをはめ込み、アーマードライダー鎧武へと変身。インベスの撃破に成功する。
裕也が見つかるまでという条件で一時的にチームに戻った紘汰は、インベスゲームにも参加する。所属するチーム鎧武は破竹の勢いで勝ち進めるものの、新たなアーマードライダーが続々とランキング争いに参加しはじめる。次第に激化するダンスチーム同士の抗争には、若者たちを利用せんとするユグドラシル・コーポレーションの陰謀が深く根ざしていた。さらに世界を脅かすヘルヘイムの森の侵攻と、その奥深くに住まう人間ならざる存在フェムシンムの思惑が、沢芽市へと影を落とし始める。たったひとりだけが手にすることを許された、世界を思うままに変える大いなる力禁断の果実。その存在がビートライダーズたちを子供の遊びでは済まされない、地球全土を巻き込んだ戦いの運命へと誘いこんでいく。

## 登場人物

### ビートライダーズ
沢芽市にて活動しているダンスチームに属する若者たち（#ビートライダーズ関連も参照）。

#### チーム鎧武
葛葉 紘汰（） / 仮面ライダー鎧武
本作品の主人公。1993年1月30日（みずがめ座）生まれの20→21歳。
元チーム鎧武メンバー。ドルーパーズでの定番メニューはフルーツパフェ。第5話以降、戦闘開始前は、「ここからは、俺のステージだ!!」と叫ぶ。不器用だが、自分自身の戦う理由に葛藤しながらも、「思うがままに守る」という希望を胸に抱く心優しい青年。
幼いころに両親を亡くし、育ての親となった姉である晶の支えになるためにチームを脱退しアルバイトに明け暮れていた。鎧武のメンバーからは未だ慕われており、性格上本人もチームに何かあった際には助け舟を出す生活を送っていた。人間的な意味での変身に憧れていた中、偶然迷い込んだヘルヘイムの森で戦極ドライバーを入手し、鎧武に変身する資格を獲得。リーダーの裕也が行方不明になったことから当時掛け持ちしていたバイトを全て辞めて、用心棒としてチームに一時復帰し、戦いの日々に足を踏み入れる。変身せずとも元々高い身体能力を持つことに加え、直感力と適応能力に優れるため、ドライバーの力にも短期間で順応。さらにより強い相手との過酷な戦いを経ざるを得なくなった（後述）ことで、より洗練された戦闘技術を身に付けるに至っている。
明るく優しい心と強い正義感を併せ持つ熱血漢。他人の危機を見過ごせない気質で、自身の損得を考えない行動によって憂き目に遭ってしまうことを、幼馴染である舞に心配されている。また正直者ゆえ隠し事は苦手だが、他人に心配をかけまいと問題は一人で抱え込む傾向にある。
変身当初は憧れていた変身から調子に乗り、自分ではなく「他人を守る」という意志は一貫しながらも、インベスゲームの挑戦を受けインベスを倒すのみと無自覚に戦っていたが、ライバル関係となった戒斗にその姿勢を否定されると共に、再びヘルヘイムの森に迷い込んだ際に斬月の襲撃に遭い、力の恐ろしさを学び戦意を一時喪失。しかし自分自身のために戦う光実の強さに心を動かされての復活を経て、力を持つ者の責任に目覚める。
後に光実と共にユグドラシルが自分たちをモルモット扱いしてきたことをいち早く知り、彼らに強い疑問と憤りを抱く。その後ヘルヘイム活性化によるインベス侵出に伴い、襲い来るインベスの危機から沢芽市民を守るために奮闘するも、それにより自身の思惑を優先する光実との亀裂、守ろうとした市民からのインベス侵出原因の疑いによる非難、そして初瀬のインベス化に加えユグドラシルによる排除を目の当たりにするという数々の悲劇に見舞われる。しかし目的の一致から協力関係を結んだ戒斗との共闘、そして彼の意志を見込んだDJサガラからの物資供給を経て、ビートライダーズの抗争終了を見届けたことで用心棒としての務めを果たした後、戒斗と共にビートライダーズから脱退しインベスやユグドラシルとの戦いへと気持ちを新たにする。
斬月・真との再戦を経て、光実同様にヘルヘイムによる地球侵略やユグドラシルの本分について知らされ動揺するも、人類繁栄のために犠牲を当然とするユグドラシルの在り方に疑問を抱くと共に、事実上の人類削減計画であるプロジェクト・アークの全貌を知りユグドラシルとの敵対を改めて決意。しかし自分が鎧武としての初陣で排除したビャッコインベスの正体が、森の果実を食べて変異した裕也である事実を貴虎によって突きつけられ、友を殺めた自責の念と、ユグドラシルと同じく犠牲による選別を行っていた自身の在り方から深く絶望する。しかし現れたサガラから、自分の戦う相手が「希望の対価に犠牲を要求するこの世界のルールそのもの」であること、そしてヘルヘイムの侵略から生き延びたオーバーロードの存在を教えられ状況を打開する希望を見出し、後悔せず前進を続ける決意を固める。しかし、沢芽市に侵出し無差別破壊を行うデェムシュの姿から、残忍極まりないオーバーロードと交渉の余地がないことを悟る。その後サガラから事態を打開する本当の術が「自分がオーバーロードになること」と教えられ、舞の制止を振り切りサガラの誘導に乗る形で黄金の果実の一欠片たる極ロックシードを獲得、黄金の果実を求めての前進を望む。
人類の敵として居座るレデュエおよび光実率いるインベス軍団から市民を救うため、戒斗やビートライダーズと協力しオーバーロードを駆逐していくが、黄金の果実自体は正しく使える人間がいれば譲ってもいいと考えるなど、自分が世界を救う未来と覚悟に関しては甘さを見せていた。しかしレデュエの揺さぶりから極ロックシードの効能による体のオーバーロード化、そして黄金の果実による破壊と創造の力を現世界の固定に使うという矛盾した行動が、自身が化け物として排斥される未来を招く事実を知ったことで、その逃れようのない運命を逆に覚悟に変えるに至り、迷いを完全に捨て去り運命へと踏み出す。数多の試練を経て培った覚悟は頑なだったロシュオに認められると共に、極ロックシードを使い続けていく過程で無自覚に獲得したオーバーロードの能力を能動的に発揮するに至り、その力を以てレデュエをも瞬殺した。また、オーバーロード化が進むにあたってヘルヘイムの果実以外の食物に対する食欲が落ちていき、負傷からの回復が異常なまでに早まるなど、身体的変化がみられる。
フェムシンム滅亡後、凌馬の口車に乗せられた光実と交戦。黄金の果実を埋め込まれた舞を救うために命を捨てる覚悟を以て戦う彼と戦闘の末、重傷を負わされるも「誰も見捨てない」という覚悟の元で、これまで罪を犯して来た光実を赦した。回復後は、思念体と化した舞から戒斗が自分とは違う別の未来を望むことを知り、彼自身からも弱者が踏みにじられない世界の創造のために今の世界を滅ぼす決意を聞かされる。自分が守ろうとしてきた人間と世界を守るため、黄金の果実を手にする選ばれた者として自らの未来を見据える決意を固め、ロード・バロンとしての力を手に入れた戒斗との最終決戦に臨む。死闘の末、戒斗に勝利し、舞から与えられた知恵の実を食べたことにより、始まりの男として覚醒。ヘルヘイムの森とインベス、舞と共に、新天地へ旅立った。その7か月後、コウガネの復活を察知し、一時的に地球に帰還。光実との共闘で、邪武ことコウガネを撃破。戦い終えた後、光実を激励し、晶への伝言も頼み、新天地に帰っていった。
- 脚本を担当した虚淵玄は、紘汰のキャラクターについて演じる佐野岳自身の明るさに影響を受けたと述べている。

始まりの男
最終決戦で戒斗に勝利した紘汰が舞（始まりの女）から受け取った知恵の実を食して変化した姿。性格は優しさをそのままに、落ち着きのあるものになり、外見は紘汰とほぼ同等で、金髪に右目が赤い瞳のオッドアイになった。極アームズ似の南蛮胴とマツボックリアームズ似の胸装甲を纏っている。
地球を変えるよりも一から新世界を作るという道を選び、地球上に繁茂したヘルヘイムの植物やインベスを、生命の存在しない荒れ果てた惑星に飛ばした。変身前でも、ロシュオが使用したものと同種の念力攻撃を放つことができ、邪武との戦いでは念力によりコウガネ精神体と少女を分離させている。
その他登場作品
特筆がない限り始まりの男となって以降の登場。
『鎧武外伝』
葛葉紘汰として登場。「斬月編」と「バロン編」の両方に登場するが、どちらの話でもストーリーの本筋には関わらず、鎧武には変身しない。
『仮面ライダー×仮面ライダー ドライブ&鎧武 MOVIE大戦フルスロットル』
『進撃のラストステージ』では、舞（始まりの女）と一緒に移り住んだ惑星でメガヘクスの襲撃を受け、捕らわれた舞を救うべく鎧武極アームズに変身して立ち向かうも、始まりの男の力をも凌駕するメガヘクスの惑星との融合を許してしまい、メガヘクスが次の標的として地球に向かうのを追撃するが、交戦中に胸を貫かれて変身が解除されたところに止めを刺され、極ロックシードを遺して消滅してしまう。
遺された極ロックシードは、メガヘクスの体内に取り込まれるが、呉島兄弟の捨て身の攻撃により奪還され、紘汰が消滅する前に極ロックシードの中にバックアップとして残していた肉体と意識・記憶が、舞と呉島兄弟の思いに応えるかのように、「絶対に諦めない!!ここからは、俺のステージだ!!」という紘汰の叫び声が鳴り響いた直後に復活を果たす。
『MOVIE大戦フルスロットル』にて、仮面ライダードライブ＝泊進ノ介と初めて会った時は、自身を「宇宙の神様」と名乗ったことからお互いに変身を解除した姿で対面するまでドライブより「神様」と呼ばれるが、ドライブがベルトさんと会話しているのを見て驚いたり、メガヘクスの本体へ向かうために宇宙仕様となったトライドロンに乗る際、慣れない五点式のシートベルトを探したりするのに四苦八苦するなど、人間だったころのコミカルな一面を見せた。メガヘクスとの最終決戦後は変身を解除し、進ノ介と手をとり合い、お互いに健闘し合った。その後、別れの挨拶をすることなく新天地に帰還しようとしたが、呉島兄弟、ザック、城乃内、凰蓮からの誘いで地球の沢芽市でひと時を過ごすことにし、舞と共に人間のころの姿に戻った。
『小説 仮面ライダー鎧武』
狗道供界の虚無の世界に大団円の英雄（デウス・エクス・マキナ）として呼び出され、光実たちを地球に送り返し、超越者としてではなく一人の人間として狗道供界と向かい合った。
供界との戦いで自身の力の源が仲間であることを再確認し、助けを求める誰かの声に応えるために新たな戦いに向かった。
『仮面ライダー平成ジェネレーションズ Dr.パックマン対エグゼイド&ゴーストwithレジェンドライダー』
故郷の危機に再び地球へ来訪。4人のライダー（エグゼイド、ゴースト、ドライブ、ウィザード）が変身前の姿でDr.パックマン一味と戦っている最中に突然登場し、ドライブピットの地下深くに封印されていたベルトさん（ドライブドライバー）を泊進ノ介に手渡し加勢した。ベルトさんも進ノ介も、その行動に驚いていた。劇中ではエピローグの後ろ姿を除くと変身後の姿のみ登場。
『仮面ライダー平成ジェネレーションズ FINAL ビルド&エグゼイドwithレジェンドライダー』
故郷を救うためビルド世界の地球に来訪し、戦兎とパラドに加勢する。変身前は人間のころの姿になっている。

呉島 光実（） / 仮面ライダー龍玄 / 仮面ライダー斬月・真
ユグドラシル・コーポレーションの重役を父に持つ御曹司。チーム鎧武にビートライダーズとして所属している紘汰の後輩。愛称はミッチ。仮面ライダー龍玄に変身する。16歳。
ユグドラシル傘下の進学校である私立天樹高等学校に通う高校生。家柄・能力ともに申し分ない優等生で、兄の貴虎からは自身の片腕としての将来を嘱望されているが、本人は他人に敷かれたレールを歩く人生を快く思っておらず、兄に内密にビートライダーズとして放課後の時間を費やす。同時にビートライダーズらにも自分の素性を伏せていた。紘汰をヒーローとして強く尊敬し、舞には異性としての憧れを抱いている。自分の居場所であるチーム鎧武を守ることに固執し、斬月に敗北して心を折られた紘汰に代わりチーム鎧武を守護するため、自分の立場をちらつかせてシドから戦極ドライバーを脅し取り、アーマードライダー龍玄へと変身する。大事な人を守るために戦いに身を投じるものの、そのために嘘と裏切りを繰り返し、次第に道を踏み外していくこととなり、やがて舞への思いを募らせる余り、暴走してしまう。
年齢の割に大人びた雰囲気の持ち主で、持ち前の明晰な頭脳によって仲間たちからの信頼を勝ち得ている。だが狡猾な一面も持ち、兄や同級生に見せる優等生としての姿と、ビートライダーズとしての姿を使い分けた二重生活を器用にこなしていた。真実を明かすことでの現状の変化を恐れ、嘘を必要なことと割り切っている。しかしそうやって騙し通すことを当然と思うなど、優秀であるがゆえに自分の判断を過信してしまう部分があり、自分の思い通りに動かない人物に対してはたとえ身内であっても苛立ちを覚えたり冷徹な態度をとったりする。家柄に縛られることを嫌う反面、他人を思うように操る権力を求め、それを手にした時から少しずつ純粋な少年としての人格を忘れ、視野狭窄に陥ってしまう。総じて、優秀で自分を理屈で押さえつける兄への反発心からの行動をすることや、器用に動いているつもりでも自身を客観視することができないなど、高い能力に反してかなり未熟な精神を持っているという風に描かれている。
最初期は紘汰の良き後輩であり頼れる仲間として活動するものの、一方でユグドラシルの関係者であることを利用した戦極ドライバーの入手や、貴虎が自宅に持ち込むロックシードの奪取なども紘汰や舞のためとして平然と行っていた。ビートライダーズ掃討が始まった直後、貴虎からヘルヘイムの森の侵略の真実を見せつけられ、兄の部下としての活動を開始。紘汰が裕也を殺害したことも知りながら彼にそれを伏せ、チーム鎧武における自分のポストと紘汰を守るために凌馬に取り入って彼の走狗をもこなすようになるなど暗躍と隠蔽工作に徹する。当初は自分こそが紘汰たちを守っていると自負していたが、その守られる立場からの逸脱を続ける紘汰に対する苛立ちが次第に募っていく。彼が舞を沢芽市で起こっている異変と陰謀に巻き込んだことが原因でついに怒りが爆発し、紘汰を「ヒーローの資格はない」と非難するも、紘汰を庇って激高した舞に殴打と叱責をされたことで面目を潰される。物事が自分の思い通りにいかないことを紘汰のせいだと逆恨みし、彼を目の敵にすると同時に殺意を抱くようになる。さらに凌馬たちに裏切られた貴虎をも見捨て、彼のゲネシスドライバーとメロンエナジーロックシードで自ら斬月・真に変身して、紘汰を貴虎に裏切られたと思い込ませ抹殺しようとする、その紘汰抹殺のために単独行動を始めたシドと陰で結託するなど、本格的に暗躍を開始する。シドは結託の直後でロシュオに殺されたが、彼の死にショックを受けることはなくむしろ見殺しにするような態度であり、その過程で出会ったレデュエと手を組むことを即断した。その後、黒いスーツを着て活動し、フェムシンムが侵略を開始する中、ノアの方舟になぞらえて自分の大事な人間だけを生かそうとするも、戦いを続ける紘汰を放っておけない舞だけには賛同されず、彼女と紘汰の言う希望を脆い物と蔑み、舞を守ることを優先しながらも彼女の気持ちを一切考慮しなかった。その後、舞に賛同されなかった憎しみも兼ねて、人気のない所に紘汰を呼び出して、「希望はタチの悪い病気」でありそれを広める紘汰は排除されねばならない、という鬱憤と本心をぶつけて襲いかかるが、陰から様子を見ていた貴虎に制止される。その後貴虎との一騎討ちで自分の想いを語るものの、貴虎は光実を理解できず拒絶。そんな貴虎がとどめを躊躇した一瞬の隙を突いて必殺の一撃を叩きこみ海へと突き落とした。
一応の勝利を収めた後は、舞を確保するために動き出すが、その妨害をしたペコを「クズ」と呼んでオーバーロードに暴行させたり、笑いながら紘汰と戒斗に襲いかかるなどの狂気や奇行が見られるようになり、また貴虎が自分の行いを責めるという幻覚をたびたび見るようになるなど、情緒不安定な状態となっていった。そのような状態でもフェムシンム陣営に組し戦うが、フェムシンムは全滅、始まりの女となり昏倒した舞を見て、ようやく自分が自分のためにしか戦ってこなかったことを自覚する。舞を救いがたいがために、凌馬の力を借り龍玄・黄泉となって、命を蝕む力に耐えながらどうにか紘汰を無力化するが、凌馬の下に戻ると、身体から黄金の果実を抜きだされた舞は既に絶命していた。利用された怒りを凌馬にぶつけようとするが、キルプロセスでゲネシスドライバーを破壊され、変身不能に。これまでの自分の行動すべてを嘲笑するような侮蔑の言葉を浴びせられながら凌馬に一蹴された。この結果、自らの手で自分の大切なものをすべて壊してしまった事実に打ちのめされたことで完全に心が折れてしまい、後悔の慟哭を上げ、サガラからの舞を取り戻す誘いには「人間の舞さんは死んだ」と乗ることなく戦線を離脱。戒斗から「いつまでも這い蹲っていればいい」と吐き捨てられる。
紘汰と戒斗の最終決戦時にも沢芽市に残ったが、その現場に居合わせることはなかった。また一年間の戦いを通して、「前に進む周囲に置いて行かれただけ」「何者にもなれなかった無価値な存在」と兄の幻影に断じられてしまう。
ヘルヘイム事件後、昏睡状態で発見された貴虎を贖罪のように看病し、彼が意識を取り戻した後、兄との生活を再開するも、自身の犯した罪の重さに苦しみ、自分の道を見つけられずにいた。そんな時、復活したコウガネの襲来で沢芽市は再び危機に見舞われる。この事態により「紘汰さんがいない今、僕たちがヒーローにならなければならない」と、紘汰の意思を継ぐ決意を固め、最後のアーマードライダーとして奮戦。コウガネを倒すべく地球に帰還した紘汰との共闘でコウガネを撃破した。戦い終えた後、完全に和解を果たした紘汰を見送り、ザック、城乃内、凰蓮、貴虎に出迎えられる。
- 脚本を担当した虚淵玄は光実の挫折を作品テーマの一つに掲げており、現代の子供からは格好良く見えるかもしれない「賢く上っ面だけを取り繕う立ち回り方」に対して大人の立場から異を唱えることを意識している。当初は3クール目の終わりごろに退場する予定であり、初期プロットでは一線を越えるための描写としてシドを殺害することも検討されていた。当初は、46話か47話で最終回になる予定だったため、46話で話そのものを光実が立ち直れたかは想像に任せて畳む形で作っていたが、1話延びたことでその後日談を描くこととなった。

その他登場作品
『ドライブ&鎧武』
『進撃のラストステージ』では、大学生になっており、復興に携わる兄の手伝いをすべく勉学に励む傍ら、ビートライダーズやドルーパーズにも時折顔を見せている。メガヘクスの襲撃で紘汰が消滅し、舞も捕らわれ、自身も復活した凌馬の攻撃で負傷しても立ち上がり、斬月の力を取り戻した貴虎と共にメガヘクスへの反撃を開始。罪滅ぼしと称して、命を懸けて舞を救出した。
『鎧武外伝』
『斬月編』では、再会した朱月藤果との交流に心安らぐ貴虎の姿に驚いていた。藤果との戦いを終えた貴虎から「親しい人物と戦うことになったらどうする?」と問われて「それでも大切なものを守るために戦う」と返答した。
『ナックル編』では、貴虎と共に海外へ行っていたが、一時的に日本へ帰国。ザックと城乃内を襲っていたネオ・バロンの構成員が変身した黒影トルーパーを退け、ザックに量産型戦極ドライバーとクルミロックシード、マロンエナジーロックシードを託した。
『小説 仮面ライダー鎧武』
大学に通っていたが、兄からの連絡を受けザックとともに黒の菩提樹の調査を行うために休学している。供界によって肉体を失った後に通りすがりの『ライダー』によって紘汰の言葉を思い出したことで精神を繋ぎ止め、英雄として供界との戦いに挑んだ。
『仮面ライダー×スーパー戦隊 超スーパーヒーロー大戦』
ゲンムをリーダーとするチームゲンムに参加。決勝でチームエグゼイドと戦う。

高司 舞（）
本作品のヒロイン。17歳。紘汰の幼馴染でチーム鎧武の現役メンバー。黄金の果実を巡り戦うアーマードライダーたちを見守り続け、やがて黄金の果実の担い手となる少女。
姉御肌な性格で積極的にメンバーの面倒を見ている。当初は大人の仲間入りをしてチームを抜けた紘汰に心を閉ざし、突っけんどんな態度を取っていた。彼が復帰した後もしばらくはその態度を改めなかったが、内心では慕っていた様子で、戦意喪失した紘汰を励ますなど多少は心を開くようになった。一流パティシエである凰蓮を「凰蓮様」と呼び慕うなど、ミーハーな一面もある。
高司神社の巫女の跡取りだったが、ユグドラシルの再開発で神社が空き地にされたため、ユグドラシルには戒斗同様の嫌悪感を抱いている。幼少期に子供たちが毎夏楽しみにしていた夏祭りで奉納する巫女の舞を踊ることを夢見ており、形は違っても昔と変わらぬ思いを地元民に伝えたいとの考えからダンスに熱を入れている。
インベスの病原菌事件でインベスゲームを用いているビートライダーズが非難されるようになったことで、各チームにインベスゲームの中止を訴えるも断られるが、それでも諦めず、和解の合同ダンスイベントを企画し、ブラーボの妨害に遭いながらもイベントを成功させた。
第26話冒頭では最近の紘汰の様子から、彼が裕也について隠し事をしているのを察し、「私にも真実を知る必要がある」と食い下がったことで裕也の事実を聞かされた。これにショックを受けながらも紘汰を責めることはせず、互いに涙を流しあった。そしてヘルヘイムの森の真実も知り、チーム鎧武およびチームバロンのビートライダーズと共にその事実を沢芽市民に公表しようとするが、沢芽市民を呼び集めた広場でチラシを配り始めた途端、舞をこれ以上巻き込みたくないと考えた光実が密かに召喚したインベスに妨害され、皮肉にもビートライダーズが沢芽市民からインベス事件との繋がりを再び疑われるきっかけとなってしまう。
第29話以降は、アーマードライダーとして沢芽市の防衛のためにお店を空ける紘汰の分まで頑張るため彼の代わりに「ドルーパーズ」で働き始め、第33話以降は凰蓮、耀子を加えたビートライダーズたちの市民の避難支援活動の司令塔的存在となる。
光実から好意を寄せられていることにはずっと気づいておらず、自分に心酔し、豹変した後の彼にユグドラシルタワーへ連れ去られ、さらには「自分が価値を認める唯一の存在」としてロシュオの元に預けられてしまった。そこでのやり取りでロシュオに気に入られ、彼がずっと隠し持っていた黄金の果実を託される。沢芽市に戻った後、凌馬による摘出手術で心臓に埋め込まれていた果実を取り出され、肉体が死亡・消滅したが、始まりの女に覚醒した。
- 舞の髪型は演じる志田友美が毎回考えていた。
- 脚本の虚淵は、「絵に描いたようなツンデレ」をイメージしており、実際に舞を演じた志田も自分自身に近いキャラクターであると語っている。

始まりの女（運命の巫女）
地球へのヘルヘイム侵食により誕生した始まりの女。
顔立ちは舞に瓜二つだが、金髪でオッドアイ。正体は物語終盤で黄金の果実を体に宿した舞が、それを受け入れ精神を果実に移し形を変えて復活した存在である。
戦い続けて傷つききった紘汰、戒斗、光実の3人の運命を変えるために過去へと時間跳躍し、ドライバーを入手したばかりの3人に接触、後戻りできない戦いの運命に足を踏み入れかけていることを警告する。そして沢芽市に骨を埋める決心を固めた自分自身にも、「今ならまだ、沢芽市から出て、やり直しが利く」と警告している。しかし時間修正の強制力を受けて発言が制限されているため、抽象的な発言しかできない上、いずれの登場時も突然目の前に現れて突然消えることしかできなかったため、警告をされた相手は夢や幻と判断するに留まってしまった。結果的に、警告に耳を貸す者は誰一人としていなかった。
その後、本来とは違う時間軸の世界に迷い込み、そこで最終決戦の結末を見届けることになったが、最終決戦後に元の世界に戻り、始まりの男となった紘汰と共に新世界となる星のもとへ旅立った。
- 番組終盤で舞と同一人物であることが明らかになるが、演じる志田友美は二役という扱いで、志田も始まりの女の正体については知らされていなかった。

その他登場作品
特筆がない限り始まりの女となって以降の登場。
『鎧武外伝』
『バロン編』に高司舞として登場。シャプール扮する戒斗と踊ったり、シャルモンに来店した。
『ドライブ&鎧武』
『進撃のラストステージ』では、紘汰と一緒に移り住んだ惑星がメガヘクスの襲撃を受けた直後に飛んで来たトーチワームの中に捕らわれる。
その後は、メガヘクスが次の標的として狙いを定めた地球（沢芽市）に、トーチワームごと突き刺さる形で留まっていた。メカ戦極凌馬＝仮面ライダーデュークとの戦いで重傷を負った光実の夢の中に姿を現した際は、メガヘクスの侵攻を止められなかったことを詫び、自分がトーチワームの中に捕らわれていることを告げた上で、自分もろとも装置を破壊するよう涙ながらに懇願した。光実によって救出された後、呉島兄弟が捨て身の攻撃でメガヘクスから奪還した極ロックシードのエネルギーで紘汰が復活すると同時に、再び始まりの女の姿に戻った。
『MOVIE大戦フルスロットル』では、メガヘクスZZZと交戦する鎧武とドライブのもとへ駆けつけ、二人の力を合わせるように告げ、鎧武 ドライブアームズとドライブ タイプフルーツの誕生のきっかけを作った。彼女の姿を見た進ノ介は「女神様」と呼んだ。

チャッキー
チーム鎧武のメンバー。ダンスの実力はチームの中ではトップレベル。沢芽市がインベスに占領された後はペコと行動を共にすることが多くなり、舞たちと共に避難支援活動を行う。事態収拾後は舞に代わってチーム鎧武のリーダー的存在となっている。
その他登場作品
『小説 仮面ライダー鎧武』
信徒として黒の菩提樹に潜入し、光実たちに情報を伝えた。
リカ
チーム鎧武のメンバー。マイペースだがダンスはチャッキーに引けを取らない腕前を持つ。ユグドラシルタワーがレデュエに占拠された後、光実によってユグドラシルタワーに連れて来られる。晶を救助しようとした際にレデュエに見つかり、王妃のための生贄の一人にされてしまうが、乗り込んできた戒斗たちに助けられる。
ラット
チーム鎧武のメンバー。派手なパフォーマンスを含めたダンスを好むムードメーカー。ヘキジャインベスに変貌した初瀬に遭遇し、同行していたリカをかばって負傷してしまうが、ヘルヘイムの植物が発芽することなく退院した。ユグドラシルタワーがレデュエに占拠された後、光実によってユグドラシルタワーに連れて来られる。リカ同様に、晶を救助しようとした際に生贄の一人にされてしまうが、乗り込んできた戒斗たちに助けられる。

角居 裕也（）
チーム鎧武のリーダー。紘汰やチームのメンバーを暖かく見守る落ち着いた性格の持ち主。その一方、紘汰曰く「身勝手なところもあり、行先も言わず、どこかに行くこともあった」という。シドから最初の被検体としてドライバーを授かったが、行方不明になる。
ヘルヘイムの森にドライバーが落ちていたことからチーム鎧武のメンバーには森で失踪したと思われていたが、実は第1話の時点で森の果実を食べたことでビャッコインベスに変異していた。裕也としての意識を失い、同じく森に迷い込んだ経緯と正体や事情を全く知らない紘汰たちを襲撃、鎧武によって倒され死亡した。
その一部始終は戦極ドライバーのテストデータとしてユグドラシルにより記録・隠蔽されていた。第14話でユグドラシルタワーに忍び込んだ光実が凌馬のデータを盗み見たことで真実を知ることになり、後に第22話で貴虎の証明により自ら手を下した紘汰に、そして第26話では紘汰を通じて舞にも知られることとなった。
第40話ではレデュエが作り出した世界にて鎧武に変身し、ビャッコインベスと化した紘汰に襲い掛かる。レデュエに唆され、一時的に化け物としての自己を受け入れかけた紘汰に敗れるも、「自分がやられても俺の仲間たちがいつかお前たちを倒す」という言葉が紘汰に正気を取り戻させ、その後の覚悟を決めるきっかけとなり、笑顔で紘汰を見送った。

#### チームバロン
駆紋 戒斗（） / 仮面ライダーバロン
チームバロンのリーダー。20歳。仮面ライダーバロンに変身する青年。
強豪チームのリーダーとしてビートライダーズの頂点に君臨していた男で、メンバーから強い信頼を得ているものの、その振る舞いから敵も多い。ただ守るためだけに力を使う紘汰に対し「力の使い方がなっていない」と不快感を抱いていた時にシドから戦極ドライバーを譲渡され、第二のアーマードライダーとして参戦する。たとえ格上の存在相手でも恐れずに立ち向かうため戦績自体は振るわないものの、多人数のアーマードライダーを戦闘で見事に指揮するなど優れたリーダーシップの持ち主であり、誰かと肩を並べての戦闘では息のあったコンビネーションで勝利をつかみとることも多い。ダンスは目的ではなく手段として行っているため、ダンスそのものに興味はない。趣味はトランプ。
幼少期を沢芽市で過ごした出戻り組で、かつて存在した駆紋工業所の一人息子。ユグドラシルが再開発による支社建設のために父が支えた工業所を半ば強引に土地ごと買収したことや、後述する両親の件から社会に強い反骨心を抱き始め、弱者が一方的に虐げられる世界として既存の社会の否定、ひいてはその破壊と新世界の創造を目指すようになる。強硬な姿勢と意見の相違から紘汰とは物語全編を通して反発し合うが、共通した正義を持つ存在としても描かれている。また舞とは昔馴染の関係にある。
無愛想で威圧的な性格の持ち主で、たとえどんな苦境であっても屈することのない強靭な精神力を持つ。自らの中にある強さと弱さという哲学に従って行動し、強者と認めたものであればたとえ自分と考えを違えるものであっても強く評価して力を貸し、逆に弱者であるなら強い嫌悪感を露わにして接する。この強弱は社会的権力を度外視したもので、作中では優しさや屈しないことを強さ、偽りや卑怯を弱さとしており、また優しさと同居できない力に対しても怒りを示す。その態度に反発的な感情を抱く者が少なくない一方で、強い信頼を向ける者も多い。本人もザックや舞の精神を高く評価しており、紘汰に対しても決して相容れない意見を持つと知りながら「邪魔者であるが敵ではない」と、徹底して自らの揺るがぬ価値観に生きている人間として描かれている。自らを強いと思っておらず、弱さという痛みを抱えながら常に何かと戦っている不器用な男で、時に容赦のない言葉を浴びせることもあるが、他人に対して素直でない優しさを持つ青年。しかし、自身の目的のためなら他人の大事なものを奪う行為や破壊行為も行う独善的な人物であり初瀬が破滅する一因を作ったこともある。
物語開始時から力を示すための方法を模索しており、沢芽市においてはビートライダーズのランキングに目をつけて参戦していた。ランキング王者としての振る舞いで紘汰らチーム鎧武と反目しながらも、自ら同盟を組んだ城乃内と初瀬らに裏切られた時には紘汰に助けられるなど、序盤から因縁を作っている。ユグドラシルによるビートライダーズ掃討開始後は、自らがビートライダーズの不和の原因となっていると悟ってザックに後を託しチームバロンを脱退。市民を顧みないユグドラシルに対して反撃するため、図らずも紘汰と手を組んでの行動が増え始めるものの、凌馬から知らされたヘルヘイム侵略の真実から自分の動くべき方針を定め、混乱に乗じて世界の破壊と、新世界の創造を目論み、黄金の果実を得ることを指標に行動を開始した。以降、ユグドラシル、オーバーロードと敵を変えながらも紘汰の良きライバルにして相棒として戦い続けるが、そのさなかにレデュエによって種を植え付けられ、ヘルヘイム症を発症してしまう。以後はゲネシスドライバーで侵攻を抑制しながら、常人では耐えられないほどの苦痛に苛まれ、それを周囲に隠匿しつつ行動していた。終盤はその秘密も知った耀子と行動を共にし、舞を殺害した凌馬に戦いを挑んだ際にゲネシスドライバーを破壊され、あわや敗北という窮地においても屈しないことを選び、その場に生えていたヘルヘイムの果実を口にした。ヘルヘイムの毒にゲネシスドライバーによる抑制効果で長期間耐え続けた結果耐性が出来ていたため、初瀬のように通常のインベスにはならず、その知性を失わずにオーバーロードインベスロード・バロンへと進化、凌馬の理解を超えた存在となる。インベスを支配する手段を得たことで耀子とともに、舞をめぐっての紘汰との決戦に乗り出す。同じオーバーロードとなった紘汰と互角以上に戦うが、自分を止めようとする彼にすんでのところで敗北し、紘汰の腕の中で「お前は本当に強い」と心からの賞賛を送り、生涯を終えた。手段は違えていたが、弱者を守ろうとした正義は紘汰に引き継がれることになる。それから7か月後、空き地に出現した新たな御神木に霊体となって現れ、舞との会話の中で平和となった沢芽市と彼女の言葉に微笑みを残して消えていった。
- メインライターの虚淵玄は、戒斗を紘汰の壁となる強者として描写することを希望していたが関係者からの要請により鎧武を勝たせなければならない場面が多く、結果として序盤では戒斗を負けるために登場させざるを得ず当初の構想からずれていったと述べている。

その他登場作品
『鎧武外伝』
『バロン編』では主役を担当。自身と瓜二つのシャプールのトラブルに巻き込まれ、仮面ライダータイラントと交戦する。
父親が工場を失った後の少年時代も描かれ、父親は失ったものの大きさと金を騙し取られたことから妻子に暴力を奮うようになり、その果てに母親は薬物自殺、父親は首吊り自殺をした。シャプールの騒動の日は両親の命日であり、事件解決後、墓参りに赴き、投げ捨てる形で花を供えた。
『ナックル編』では、ザックやペコとの出会いや、チームバロン結成までの経緯が語られる。

ザック / 仮面ライダーナックル
チームバロンのNo.2、後にリーダーとなるビートライダーズ。仮面ライダーナックルへと変身する青年。
戒斗から強い信頼を勝ち得ている副官であり、彼と対等に話せる立場にある。戒斗がチームを抜けた際にリーダーの座と量産型戦極ドライバーを託され、沢芽市を襲うインベスに立ち向かうアーマードライダーナックルへと変身する。
作中初期はチーム拡大やインベスゲーム勝利のためには手段を選ばない一面が描かれていたが、それは仲間を思う熱い心から来る行動であり、チームバロンのリーダーに就任してからは強い責任感と正義感に目覚め、戦いのなかで人を守る誇らしさを知っていく。
物語中盤までは常に戒斗と行動を共にしていたが、アーマードライダーとなってからは独自に行動を開始。時にユグドラシルに寝返った戒斗を諌めるなど、常に沢芽市民やビートライダーズの味方であり続け、紘汰の良き仲間として活躍した。フェムシンム全滅後にオーバーロードとなった戒斗に寝返るものの、その胸中には彼の掲げる世界破壊に反する正義感が芽生えており、凰蓮に開発を依頼した小型爆弾での奇襲を試みるが失敗。耀子を討ったものの変身した戒斗に敗北し、戦極ドライバーを破壊され戦線から離脱する。
事態収束の3か月後には松葉杖をついた状態だが生存しており、復興した沢芽市でビートライダーズのステージを見守る傍ら、同じ戦いを生き抜いた光実を自分たちの輪に呼び戻そうと声をかけている。それから4か月後にはダンスを踊れるまでに回復し、ビートライダーズ全体のまとめ役となっている。
- ナックルの変身者には新規キャラクターを登場させる案も存在したが、脚本を担当した虚淵玄がザックを気に入っていたことから選ばれた。

その他登場作品
『鎧武外伝』
『バロン編』では戒斗（シャプール）を捕まえようとするブラーボを制止するが、仮面ライダータイラントに敗北。人質として捕らわれるが、戒斗に助けられ、勝手を承知で敵討ちを頼む。
『ナックル編』では主役を担当。戒斗やペコとの出会いも描かれている。ヘルヘイム消滅から1年後、自身の力量を試すために渡米していたが、ペコが行方不明になったことを知って緊急帰国する。ネオ・バロンの本拠地に乗り込み、ペコやシュラと再会したが、追い詰められ、城乃内と凰蓮に助けを借りて脱出する。量産型戦極ドライバーとクルミロックシード、マロンエナジーロックシードを光実から託されると、「バロンの名を汚すものは許さない」とペコに語り、ネオ・バロンの本拠地に再び乗り込んでシュラが変身したブラックバロンと交戦。一時は変身が解除させられてしまうが、ペコが持ってきた戒斗のゲネシスドライバーのゲネシスコアを使ってジンバーマロンアームズに変身すると、ブラックバロンを撃破した。
『小説 仮面ライダー鎧武』
ネオ・バロンを壊滅させた後は他のビートライダーズと共に沢芽市に存在する黒の菩提樹のアジトを捜索している。ネオ・バロンを壊滅させたためか裏社会に人物にも顔が知れ渡っている。

ペコ
チームバロンのメンバー。小柄だがダンスのキレがよく、チームに対する忠誠心が高い。
インベスゲームではザックと示し合わせてスリングショットで相手の手を狙い、持っているロックシードを落とさせるなどの汚い手口を使って相手チームを次々と敗退させていたが、第2話でのインベスゲームで紘汰に対して同様の行為をしたところを戒斗に見つかり、彼の怒りを買った。それと同時に戒斗にスリングショットを破壊され、それ以降はこの手段での妨害行為を行う描写は見られなかった。
ダンスへの情熱は非常に強く、第18話では戒斗の意向に背いてまでチーム鎧武が提案した合同ダンスイベントへの参加を熱望した。合同ダンスイベント後はチーム鎧武とダンスの練習を共にするなど、よりダンスに励んでいる。
インベスとの戦いに関してはアーマードライダーとなったザックを補佐し、フェムシンムが現実世界に侵攻を開始してからはチーム鎧武と共に市民の避難支援活動を行う。舞を狙う光実によって重傷を負わされたり、凌馬に騙されてチャッキーと共に病院内に幽閉されたりと、手酷い目に遭うことも多かった。そのような目に遭いながらも自分に出来ることを諦めず、舞がさらわれた際には、重症により意識を失う前に紘汰と戒斗に連絡を取り、幽閉時にはチャッキーと共に辛くも脱出した後、チーム鎧武のガレージに戻り、戒斗と耀子に舞の危機を知らせた。
事態収拾後は、光実のビートライダーズへの復帰を素直に望むザックやチャッキーたちと違い、上記のことを簡単には割り切れず複雑な心境を見せた。
その他登場作品
『鎧武外伝』
『バロン編』では人が変わった戒斗（シャプール）に戸惑いながらも、嬉しい顔を見せた。チームがタイラントに襲撃されて自身も負傷しながらも、戒斗に助けを求める。
『ナックル編』では戒斗やザックとの出会いも描かれている。ヘルヘイム消滅から1年後、渡米を決めたザックからチームバロンを任される。ネオ・バロンの存在を知り本拠地に乗り込むも、シュラに共感していきネオ・バロン側に回ってしまうが、再会したザックの言葉で目を覚ます。「バロンの名を汚すものは許さない」と語ったザックのために、持ってきた戒斗のゲネシスドライバーのゲネシスコアを彼に託す。
『小説 仮面ライダー鎧武』
テレビシリーズでは描かれなかった、光実との和解についても記されている。

#### その他のビートライダーズ
城乃内 秀保（） / 仮面ライダーグリドン
チームインヴィットのリーダー。8月30日生まれのおとめ座。度が入っていないメガネを掛けている。
基本的に単独で陣を構えることはなく、協力相手を利用して策を弄し漁夫の利を狙う、日和見主義な側面が強い。それゆえに他チームからは卑劣漢として悪名高く、チームメイトからの人望も厚い訳ではないが、当の本人は「策士」を自称し、こうした周囲の評価を歯牙にもかけていない。
アーマードライダーとなって以降も、あえてインベスにロックシードを与えて成長させたり、物陰から隙をうかがって漁夫の利を得ようとするなど、前述した策士ぶりを折に触れて発揮しており、初瀬とのコンビプレーでは、不意打ちによるものとはいえバロンに勝利し、クリスマスゲーム時には互いに生身でのコンビプレーでインベスを退けたりもした。一方、アーマードライダーとしては黒影に変身中の初瀬に振り回されたり、戦いに及び腰になっていたりと、策士ぶりとは相反するコミカルな描写も度々見られる。
シドから戦極ドライバーを入手し、戒斗からもらったドングリロックシードによってアーマードライダーグリドンへ変身した後、初瀬と共にバロンの傘下から脱退。しばらく彼と行動を共にした後、ドライバーが使えなくなった初瀬を見限り凰蓮との共闘を画策するが、彼の弟子としてシャルモンで働かされることとなり逆に利用されることになった。その後、光実による紘汰の戦極ドライバー奪還作戦に凰蓮と共に参加した際に戦極ドライバーの実態を知り、バージョンアップしたドライバーを与えられた。合同ダンスイベントが行われた際には、凰蓮の指示で影からイベント妨害するも戦いの最中にインヴィットのメンバーに見つかり、チームに連れ戻されるかのように強制的に参加させられている。
インベスゲームが終了し、チームメイトたちとも疎遠になったことで自分の本当にやりたいことがわからなくなり、一時は凰蓮の元から逃げ出すが、インベスの大群に苦戦する鎧武とブラーボを身を挺して守った。その後に自分に目をかけてくれていた凰蓮とも和解し、彼がインベスの出現するクラックを発見するきっかけを作った。オーバーロードが侵略してきた際、戒斗の助太刀として参戦。その際には生身でも飛び蹴りを決めたり、デェムシュの猛威に戦意喪失しかけた他のライダーたちに諦めないよう呼びかけるなど心身ともに成長した姿を見せた。ユグドラシルタワー潜入作戦を実行した時も凰蓮とともにインベスの足止めをすべく真っ先に変身している。
ロード・バロンと化した戒斗の野望を止めるため、凰蓮と共にロード・バロンに挑むが戒斗側についたマリカとナックルの二人がかりの猛攻を受け、ドライバーとロックシードを破壊された。ヘルヘイムの脅威が去った後はビートライダーズのステージには復帰せず、シャルモン2号店のオープンに凰蓮の弟子として立ち会っており、パティシエの腕も貴虎に凰蓮が作ったものだと勘違いさせるほど向上した。
初瀬がインベス化した末に死亡したことについては邪武の襲来の際に貴虎から聞かされるまで知らず、彼と組んでいた時が一番楽しかったと紘汰に本音を漏らしていたり、破壊から復興する街の中で彼の捜索願いを出していた。初瀬の死を知った際には、彼を追い詰めたのは自分のせいだと自責の念に駆られ、罪滅ぼしを決意。貴虎が隠し持っていた量産型ドライバーとロックシードを自らが使用して、黒影トルーパーに変身。邪武とイナゴ怪人に立ち向かったが、力及ばずドライバーを破壊されてしまった。
その他登場作品
『鎧武外伝』
『バロン編』ではシャプールから「グリドンの人」と呼ばれ、彼にグリドンの名前をからかわれた際には「俺は気にいっている」と返答した。しかし、シャプールを厨房に入れたことに激怒した凰蓮に叱られ、偽のドングリロックシードでの変身同様落下してきた盥に頭を打たれる。
『ナックル編』では、スイーツのコンクールで優勝したことが語られる。ネオ・バロンの情報をザックに教えたほか、本拠地に単身乗り込んだ彼を凰蓮と共に救出した。
『小説 仮面ライダー鎧武』
凰蓮が貴虎と行動を共にしているため彼から店を任されており、そのため黒の菩提樹の調査には参加できず、光実たちに売れ残りのケーキを差し入れする形でサポートをしていた。決戦直前に凰蓮から戦極ドライバーとドングリロックシードを受け取り再びグリドンへの変身能力を得る。

初瀬 亮二（） / 仮面ライダー黒影
チームレイドワイルドのリーダー。 血気盛んでかなりの野心家だが、思慮に欠ける猪突猛進タイプ。勝算もないのにあちこちのチームにインベスゲームを挑んでは敗れることの繰り返しでチームは伸び悩んでいる。
城乃内と行動を共にすることも多く、彼からは「初瀬ちゃん」と呼ばれている。城乃内の提案を鵜のみにし、彼に良いように利用されることが多い。戒斗がヘルヘイムの森で回収したロックシードを渡す条件として城乃内と共にチームバロンの傘下になるが、城乃内の誘導によって彼と共に傘下を抜ける。同時にシドから戦極ドライバーを入手し、戒斗からもらったマツボックリロックシードによってアーマードライダー黒影となる。アーマードライダーになって以降は黒影とグリドンの名付け親になったり、城乃内との特訓を行うなど、以前とは逆に城乃内を振り回すようになった。クリスマスゲーム開始直前までは城乃内と共にトナカイの格好をしてのアルバイトも行う。
ヘルヘイムの森を舞台としたクリスマスゲームにて、斬月と交戦。負けん気の強さで食らいつくも敗北し、斬月が加減を誤ったために戦極ドライバーを破損。チームバロンとの戦いで黒影の力を失ってしまったことが公になると、城乃内やチームメイトから見限られる。錠前ディーラーのシドも姿を消してしまい、精神的に追い詰められていき、インベスやブラーボ、斬月の幻覚に悩まされる中、セイリュウインベスが現実空間に溢れ出たヘルヘイムの果実を食して進化した光景を見て、自身もヘルヘイムの果実を口にし、ヘキジャインベスに変貌してしまう。人間としての理性を失い、紘汰の必死の説得もむなしく、最後はシグルドとなったシドによって処分された。
全体を通して紘汰や戒斗とは対立する立場にあったが、紘汰とはお互いの電話番号を知っていることから、友人とまではいかなくても、ある程度の交流はあったことがうかがえる。また、一度は同盟を結びながらも決裂した戒斗は、紘汰に初瀬がどうなったのかを問い、彼の態度を見て死亡したことを察し、凌馬との最終対決において自らもヘルヘイムの果実を口にすることにし、凌馬から「正気か?」と問われた際に「初瀬と同じぐらいには」と初瀬の名を口にした。
城乃内には利用されていたものの、初瀬自身は基本的に彼のことを信頼しており、城乃内の方も決別した後も初瀬のことを懐かしんだり、その死の全容を知った際には彼を見放したことを後悔し、罪滅ぼしのために初瀬の遺産とも言うべき黒影トルーパーに変身し、仮面ライダー邪武に挑むなど、互いに心の底では確かな友情を抱き合っていた。
- 初瀬の顛末は当初から決まっており、初瀬を演じた白又敦にもクランクインの段階から早期に退場することは伝えられていた。メインライターの虚淵は初瀬の死を本来意図していたシリアス路線へ移るための起点と位置づけており、白又に対しても「初瀬ちゃんは『魔法少女まどか☆マギカ』のマミさんのようにターニングポイントとなるキャラだから」と語っている。

その他登場作品
『小説 仮面ライダー鎧武』
狗道供界の虚無の世界に大団円の英雄（デウス・エクス・マキナ）として呼び出され、セイヴァーに無数の影松を突き刺した。

### ユグドラシル・コーポレーション
沢芽市を支配する巨大企業（#ユグドラシル・コーポレーション関連も参照）
呉島 貴虎（） / 仮面ライダー斬月 / 仮面ライダー斬月・真
呉島光実の実兄にしてユグドラシル・コーポレーション研究部門のプロジェクト・アークの責任者。26歳。仮面ライダー斬月、および斬月・真に変身する青年。ユグドラシルの一般職員からは「（呉島）主任」と呼ばれている。
海外に出向している両親に代わって光実を育て、彼に多大な期待を寄せている。しかし自分の本当の職務やユグドラシルの正体については、いずれ明かすつもりであったとはいえ伏せていた。主にプロジェクトマネジメントやヘルヘイムの森における研究班の護衛やインベス掃討を担当しており、物語開始以前から戦極ドライバーを用いて変身していた最初のアーマードライダー。凌馬とともに人体実験に等しいテスト運用を繰り返し戦極ドライバーを完成させた過去があり、右肩にドライバー暴走時に負った古傷が残っている。アーマードライダーとしての戦闘訓練と実戦経験が豊富であり、生身でシグルドとある程度渡り合える、光実が変身した斬月・真を戦極ドライバーによる変身で圧倒するなど優れた戦闘力の持ち主であるという描写が多い。無欲に人類救済のための戦いを続ける一方で凌馬らの陰謀を見過ごしてしまっているが、その高い実力が本人に無自覚のまま彼らへの牽制となっていた。ビートライダーズらを戦闘テストのモルモットに選んだことも彼自身の発案である。
ノブレス・オブリージュを地で行く責任感の強さの持ち主。寡黙でプライドが高く、遊びに興じる若者たるビートライダーズたちを「社会に貢献しないクズ共」と嘲っているものの、力なき者たちを護ることを義務としており悪戯に傷つけることはない。初瀬をインベスにしてしまった責任の一端を感じていたり、自分を裏切ったシドの最期には悲しみの色を見せ、同様に裏切った耀子に対しても彼女がビートライダーズと共にフェムシンムと戦っていることを踏まえて許すなど、非情に徹しきれない性格。プロジェクト・アーク実現に対しても人類の1/7しか救えないことを苦悩しており、大多数を切り捨てる罪を一身に背負う覚悟を固めている。光実や和解した後の紘汰には冗談を言うなどの気さくな一面も見せることもある。一方で不器用なまでにまっすぐな部分があり、野心を持たない潔白さが凌馬の失望を買い、弟を導こうとする姿勢が光実に強い束縛感を与え、騙される側に立ったことが結果として弟の凋落を手伝ってしまった。自らの信頼とその対象を疑うことが出来ず、光実には「一番信用しちゃいけない相手ばかり信じ込む」と評されている。
物語最初期はビートライダーズたちのインベスゲームを影ながら監視、同時にヘルヘイムの森に踏み込む紘汰たちの前に白いアーマードライダーとして姿を現し、その実力で尽くを追い払ってきた。光実がアーマードライダーとして活動していることに気づいた後は彼にヘルヘイムの森の遺跡を見せてプロジェクト・アークへ引き入れて一層プロジェクト遂行を急ぐ傍ら、犠牲ありきの平和を否定しあがく紘汰と幾度も激突するうちに彼への期待を抱くようになる。オーバーロードの情報を得た後は紘汰と和解し、彼とともに人類救済の道を切り開こうとするも凌馬らの裏切りに遭って重傷を負い、ヘルヘイムの森の谷底へと落とされてしまう。そこでロシュオに暫し軟禁され、彼に情報を提供したのち解放される。その時既に敵対していた紘汰と光実の間に割って入った後は紘汰たちに合流。邸宅に保管していた戦極ドライバーとメロンロックシードを使って、光実を自分の過ちによって凋落した自分の影とみなし決着をつけようとするものの、最後の一撃を見舞う際に親愛の情によって生まれた剣の鈍りを突かれ敗北。海中に沈み行方不明となる。
ヘルヘイム異変収束後、海を漂っていたところを救助される。3か月間昏睡状態に陥っていたが、夢の中に現れた紘汰に光実と自身への「諦めないで欲しい、人は変わることが出来る」という伝言を受けて、意識を取り戻した。その後は光実との生活を再開し、ユグドラシルがこれまで行ってきたことに対する償いのために、混乱した世界の復興支援に尽力する。コウガネが襲来した際は残しておいた量産型戦極ドライバーとロックシードを使い自らが黒影トルーパーに変身し、邪武に立ち向おうとする。しかし城乃内から光実との戦いで負った怪我がまだ癒えてなかったことを指摘され、彼の初瀬に対するケジメの決意を見て、ドライバーを託した。
- メインライターの虚淵玄は、貴虎を紘汰と同じ理想を持つが挫折した反面教師と位置づけている。
- 演じる久保田悠来の発案によりポケットに手を入れていることが多く、これは尊大な態度や本心を隠しているという心理状態を表現している。

その他登場作品
『鎧武外伝』
『斬月編』では主役を担当。幼なじみの朱月藤果との再会に安らぎを見出しながらも、父である天樹の死とユグドラシルの闇を知ることになる。
『デューク編』では、凌馬・シド・耀子との出会いが描かれている。
『MOVIE大戦フルスロットル』
『進撃のラストステージ』では沢芽市の復興に尽力している最中、メガヘクスが襲来。光実が持ち帰ったメカ黒影の戦極ドライバーと舞の力で新たに出現したメロンロックシードにより斬月に再び変身する。メガヘクスの手で復活した凌馬との一騎討ちを制した後、彼のゲネシスドライバーを使い、斬月・真に変身した。
『小説 仮面ライダー鎧武』
ユグドラシルの残党が流失した技術を悪用する組織と戦いを繰り広げる中で黒の菩提樹の復活を知り、『バロン編』のシャプールの出身地である南アジアの小国に飛び、凰蓮を呼び寄せた。
黒の菩提樹の支部を壊滅させた後は各国を周り調査を続けていたが、終盤で沢芽市に帰還し供界との戦いに挑む。

戦極 凌馬（） / 仮面ライダーデューク
ユグドラシル・コーポレーション所属の研究者にして、仮面ライダーデュークへ変身する青年。26歳。
貴虎の下でヘルヘイムの森の研究に従事し、ロックシードおよび戦極ドライバーとゲネシスドライバーの開発者。シドや耀子からは「プロフェッサー凌馬」と呼ばれる。白いメッシュの入れられた髪と、多数のピアスが特徴。貴虎をして「人類救済のための最後の希望」といわしめる優れた頭脳の持ち主で、プロジェクト・アークにおける最重要人物であるために上司である貴虎やユグドラシル上層部への発言力も高い。自身の研究室にてロックシードやドライバーの開発をすると共に、ヘルヘイムの果実に秘められた未知の力を研究している。また、自身の判断によってコントロールルームからビームや空間制御装置の操作の権限を持つ。
本人に人類救済の意思はなく、早い段階から禁断の果実の存在に感付き、人間を超えた神の力を手にすることに執心している。元々は貴虎を人類の王にしようとしていたが、彼が野心なき無欲の男と知るや失望し、自らの手に禁断の果実を収めようとしている。貴虎にオーバーロードや禁断の果実の存在を伏せたまま、表向きはプロジェクト遂行を進める傍らシドと耀子両名と共謀、そして戒斗や光実を巻き込んで野望実現を目論む。
飄々とした態度で、各ドライバーの変身音声も自分の趣味で設定している一見気さくな男だが、他人を欺き裏切ることに何の感慨も抱かず、自分の目的のためなら周囲がどれほどの不利益を被ろうが一切の関心を持たない利己主義者。周りから白眼視されても気にせず奔放な振る舞いをして周囲を憤らせることも少なくなく、特に人との絆が何の役にも立たない生き方を選んだ自分とまったく正反対の人との絆を大切にする生き方を望む紘汰とは最後までそりが合わず、その姿勢を大いに非難されていた。自らのゲネシスドライバーの出力を特別にチューンし、他のゲネシスライダーが所持するものには強制的に機能を停止させるキルプロセスを仕込むなど抜け目もない。しかし想定外の事態には弱く、裏切りや未知の力の出現には激情をむき出しにすることもある。知的好奇心や研究意欲で動くマッドサイエンティストだが、内心では「自ら発明したドライバーで人間を超越する」というプライドを秘めるロマンチストでもある。そのため、自身が発明したドライバーを使わず人間を超えた戒斗に対し、激しい怒りを露わにした。自分がいわゆる悪い人間であることは自覚しており、舞の件で光実が裏切りを咎めた際には「君のような悪い子供は、悪い大人の格好の餌食だ」と言い放った。
作中においては早期に登場。能動的に行動することはなくシドや耀子を走狗とし、貴虎には内密に光実と結託するなど早い段階から暗躍していた。貴虎が紘汰を通じてオーバーロードの存在に気づき上層部への情報漏洩の危機に瀕すると、シドと耀子とともに彼を裏切って追い落とす。以後はオーバーロード、ひいては禁断の果実を狙い行動。ユグドラシルタワーが陥落した時は耀子を見捨ててひとり脱出ポッドで沢芽市を脱出し、何食わぬ顔で舞い戻った時は誰ひとり彼を歓迎する者はなかったが、潜入経路の情報を提供することで戦線に加わった。自らの研究室で取得した隠しカメラの映像を通じ、舞がロシュオに禁断の果実を託されたことを知って行動に踏み切る。紘汰に光実をけしかけ、その間に舞の命と引き換えに一度は禁断の果実を手にするものの、制御できず喪失。行方を見つけ出す研究を始めた矢先、戒斗と交戦。新世代ライダーへの変身を封じ、初期型ライダーとして戦わざるを得なかったバロンを圧倒するが、戒斗がオーバーロードに近い存在のロード・バロンに進化したことで逆転負けを喫する。戒斗の破滅を示唆する怨嗟を吐き散らしながら屋上から転落し、落命した。
- メインライターの虚淵玄は戦極ドライバーに対する自身の複雑な思いが戦極凌馬に集約されていると述べている。また、「『鎧武』の中で一番の悪」とも語っている。
- 当初の予定では初登場は第7話より遅く、退場も第43話より早かった。仮面ライダーバロンのパワーアップが提案された際には凌馬が退場して戒斗がゲネシスドライバーを引き継ぐという案も存在した。

その他登場作品
『鎧武外伝』
『斬月編』では朱月藤果同様にユグドラシルの孤児院出身であることや呉島天樹の許にいたころに最初のロックシードである禁断のリンゴロックシードを開発したことが判明した。
『バロン編』ではアルフレッドから資金援助を持ちかけられながらも自身の研究を金儲けにしようとすることが許せず、アルフレッドを利用した。どちらの話でも試作品のロックシードを使った人体実験を行っている。
『デューク編』では主役を担当。貴虎・シド・耀子との出会いが描かれている。ユグドラシルタワーで起きた自身を狙った自爆テロを調査しており、その黒幕が、既に死亡したはずの自身の前任者である狗道供界であることを知る。ゲネシスドライバーがロールアウトした後、供界の下に赴き、彼の開発したロックシードとドライバーと存在に不快感を示し、彼との一騎討ちを制した。エピローグでは禁断の果実を手にすることを決意し、貴虎を切り捨てることを既に心に決めていた。
『小説 仮面ライダー鎧武』
生前に供界が蘇ることを予見し遺した、映像ファイルとして登場し供界の正体と目的を伝えた。
凌馬にとっての神の定義が「新たな世界を創り出すもの」だったことが明らかとなり、新世界の創造という遥かな未来を夢想していたことが明かされた。
また、供界が人工的に生み出した黄金の果実から創り出されたアーマードライダーデュークが登場し、レモンエナジーアームズ、ドラゴンエナジーアームズへとアームズチェンジして龍玄と戦ったが、最期は龍玄によってドラゴンフルーツエナジーロックシードをゲネシスコアごと引きずり剥がされ消滅した。
供界との戦いの終局では、人々の想いから大団円の英雄（デウス・エクス・マキナ）として呼び出され、マリカ、シグルドと共に、貴虎の窮地を救い、ソニックボレーの一撃によって魔蛇アームズとなったセイヴァーを撃破した。

シド / 仮面ライダーシグルド
「ドルーパーズ」を販売拠点にしている、黒ずくめの錠前ディーラー。仮面ライダーシグルドへと変身する男。
ユグドラシルの人間という正体を伏せ、ビートライダーズにロックシードや戦極ドライバーを流通させ対立構図を加速、ドライバーの供与と戦闘テストを行わせ、その監視を任されていた。ゲネシスドライバー完成以後はプロジェクト・アーク遂行のために自らもアーマードライダーになって戦闘に加わるようになり、インベス事件をビートライダーズの仕業であると見せかけるために、町の悪人たちにロックシードのリミッターカットによるインベス実体化を教え、彼らにロックシードを提供するようになった。貴虎の部下ではあるが、実際は凌馬一派の一員であり、黄金の果実を狙っている。
皮肉げな言動が目立つ軽薄な態度を取る、非常に狡猾かつ卑小な男で、侮った相手に牙を剥かれた時には激しやすく、後々その相手に対し恨みを募らせ続ける執念深い一面も見せる。子供である紘汰たちに対し大人の立場を強調して高圧的にふるまい、特定の役職を持たず汚れ役を任されることにも大人として唯々諾々と従っている。「聞き分けのない子供は嫌いだぜ」と豪語し、直情的で理想家である紘汰に対して強い忌避感を抱き、第21話で彼に敗北を喫して以降は明確な殺意をも露わにしていた。
作中最初期からビートライダーズのインベスゲームを影から操り、パワーバランスを激変させていた。ロックビークルを配るなどの指示外の行動を行ったことで、結果的に初瀬のインベス化を招いた責任として貴虎の指示により初瀬が変貌したヘキジャインベスの処理を行い、紘汰の目前で葬った。それを正義と豪語して憚らなかったことから紘汰たちとの因縁を育んだ。後に戦闘面では紘汰や戒斗に遅れを取り始めるものの、貴虎を裏切り崖下へと突き落としたあとは追撃の手段をすべて破壊し、凌馬さえも裏切って光実とともにヘルヘイムの森に侵入、黄金の果実奪取を狙う。しかし、レデュエに唆されて単身ロシュオに挑むも全く歯が立たず、ロシュオの念動力でドライバーを破壊されると壁に押し潰され、絶命した。形見として残った帽子はレデュエから光実の手に渡された。
- 当初は序盤のみの登場で第11話で退場となる予定で、シグルドに変身することも後から決定し、その時点でも第20話までの予定であった。

その他登場作品
『鎧武外伝』
『斬月編』では仮面ライダーイドゥンの襲撃事件を調査する中で自身もイドゥンに襲われ、変身することもできずに重傷を負わされてしまう。
『デューク編』では過去に沢芽市で違法薬物を売りさばく売人であり、インベスの襲撃から命辛々逃げ出したところで凌馬に出会い、「力が欲しいなら私と共に来い」と彼に誘われたことでユグドラシル側に付いたことが判明した。なおその際に「精々寝首をかかれないようにな」と発言をしていた。
『小説 仮面ライダー鎧武』
狗道供界の虚無の世界に大団円の英雄（デウス・エクス・マキナ）として呼び出され、マリカやデュークと共に貴虎の窮地を救った。

湊 耀子（）/ 仮面ライダーマリカ
凌馬直属の秘書。彼のボディーガードも務めている。
高い身体能力と格闘技術を持ち、特に蹴り技の切れは非常に鋭く、男性である紘汰や戒斗でさえ生身で一蹴するほどの実力の持ち主である。変装も得意とみられ、晶に化けた際には紘汰でさえ見抜けなかった。洞察力も非常に高く、闇討ちを行おうとした紘汰や戒斗、ザックの行動を見抜き、迅速に対処出来るスキルも持ち合わせている。
常に妖しい笑みを見せながら凌馬の意思に従い、本来貴虎の筋書きでは用済みである紘汰や戒斗をさらなる実験材料として泳がせようと動く。一方ゲネシスドライバーによる力を凌馬の前でさえ全容を隠しており、他の幹部たちとはまた違った思惑を匂わせる。戒斗が凌馬の傘下に入ってヘルヘイムの森の調査をするようになってからは、凌馬と同様に彼に興味を持つような素振りを見せている。特に第27話で戒斗を切り捨てようとした凌馬に対し、もう一度チャンスを与えることを提案し、凌馬に驚かれつつもゲネシスドライバーとレモンエナジーロックシードを戒斗に直接手渡している。その後も戒斗に惹かれていき、彼が今後どうなっていくのかを最後まで見届けるつもりだった。ちなみに彼女自身には知恵の実を狙う意思はなく、あくまで（知恵の実を手に入れた）王の行く末を見守るのが目的である。
ユグドラシルタワーがオーバーロードに占拠された際、凌馬に見限られたことにより、ビートライダーズと行動を共にする。戒斗がロード・バロンに変身するようになってからは、戒斗を王にすべく凰蓮らと離反。しかし、戒斗の仲間となったザックが凰蓮らと内通していたことを察するも、彼の策を止めることは出来ず捨て身で戒斗を守りビルの屋上から転落。最期は戒斗に見届けられ息を引き取った。上記の通り彼女の目的は王の行く末を見届けることだが、死に際に放った戒斗への質問の内容から彼に好意を持っていたことがうかがえる。
その他登場作品
『鎧武外伝』
『斬月編』では仮面ライダーイドゥンに翻弄されながらも退ける。『バロン編』では凌馬から預かった禁断のリンゴロックシードを戒斗に届け、事件後、両親の墓前における戒斗の態度を陰から見つめ「不器用な男」と称した。
『デューク編』では元々は産業スパイであり、ユグドラシルに潜入した際に凌馬に発見されるも、自身の空虚な心の内を見抜かれた他、彼に「世界の王が生まれる様を見届けたくないか」と言われたことで、ユグドラシル側に付いた過去が判明した。
『小説 仮面ライダー鎧武』
狗道供界の虚無の世界に大団円の英雄（デウス・エクス・マキナ）として呼び出され、シグルドやデュークと共に貴虎の窮地を救った。

### 沢芽市の人々
凰蓮・ピエール・アルフォンゾ（） / 仮面ライダーブラーボ
第6話から登場。洋菓子店「シャルモン」の店長を務めるパティシエで、本名は凰蓮 厳之介（）。40歳。
スキンヘッドに付けまつ毛と厚化粧、屈強な肉体を持つ陽気な男性。フランス語交じりのオネエ系口調で話し、相手を侮った仇名やフランス語の愛称で呼ぶ。ビートライダーズからは「シャルモンのおっさん」や「凰蓮さん」と呼ばれる。一人称は「ワテクシ」。
全てにおいて本物に強い拘りを求める完璧主義者で、アマチュアや不完全なものを偽物と称し、毛嫌いしている。そのため、自分の店においても菓子の素材はもちろん、店員のあらゆる面（自身との星座の相性、態度、服装など）に関しても妥協を許さず、バイトの面接に来た紘汰も「相性最悪」という理由で即座に不採用にした。素人ばかりのストリートダンスやインベスゲームを「アマチュアのごっこ遊び」と嘆き、一石を投じるために、「シャルモン」に来店して馬鹿騒ぎしていたチームレッドホットのリーダーの曽野村から迷惑料代わりに奪った戦極ドライバーとドリアンロックシードでブラーボに変身する。
パティシエであることには強い誇りを持っており、店員から「店長」と呼ばれると「パティシエ」と訂正させる。パティシエとしての実力は本物であり、15年前に菓子職人を目指してフランスにて修業し、クープ・デ・モンドで優勝した経歴を持つ。また、ルレ・デセールの会員でもある。フランス国籍を取得するために従軍した経験があり、落下傘部隊に所属（階級は軍曹）し、中東やアフリカへ派兵され、多数の勲章を得るほどの活躍をしていた。そのため、格闘術の技能も高く、生身でありながらも変身した初瀬を軽々一蹴し、耀子とも互角に渡り合える。
従軍時代の経験で培った戦闘能力を振るい、次々と負かした相手からロックシードを奪取していたが、インベスゲームやロックシードの扱いの基本知識は知らなかったため、度々迷惑沙汰を引き起こしている。変身後もパティシエとしての仕事を忘れず、キッチンタイマーらしきものを常に持ち歩いているが、パティシエにとって繁忙期のクリスマスにインベスゲームを優先する一面も見られる。戦闘力は非常に高く、ドリアンロックシード自体も高性能だが、ジンバーレモンとなった紘汰に対しては後塵を拝するようになっていった。
本物と認める基準は自分本位なところも多く、好ましくないものを徹底的に迫害して認めようとしない頑固かつ狭量な面や、契約外で他者がどうなろうと意に介さないといったビジネスライクな面はあるものの、自分の店の客に対してはたとえ契約で定められていたとしても決して手を出すことを許さない高いプライドの持ち主でもある。また、成り行きで弟子として教育している城乃内のことも目にかけており、彼の行く末を心配しつつ、自分なりの助言を与え、ビートライダーズと協力するようになってからは城乃内以外の人物のことも気にかけるようになるなど、根は面倒見が良いタイプで、決して冷たい人間ではない。
当初は上述の通りプロとアマの違いを見せつけるために独自でインベスゲームに乱入していたが、シャルモンに訪れた貴虎との契約により、植物発芽事件で市民から白眼視されるようになったビートライダーズに対し、「ビートライダーズを更生させる正義の味方」という名目でアーマードライダーを襲撃するようになる。これらの行動により、市民からはヒーローとして扱われるようになった。ヘルヘイムの森で遭遇した斬月の鮮やかな戦いぶりを見て以来、「メロンの君」と呼ぶほど惚れ込んでおり、光実の作戦に協力する際にも、斬月の正体を教えてもらうことを成功報酬として要求した。
ビートライダーズのことは不良グループという偏見の目で見ており、長期にわたってインベス事件の犯人と決めてかかっていたが、城乃内の言葉が切っ掛けでインベスの出処を調査すべくクラックに飛び込み、出口を見つけられずヘルヘイムの森から戻れなくなってしまう。そこで森を探索していた紘汰と出会い、元の世界に戻るべく共にユグドラシルのベースキャンプを目指すも、辿り着いたベースキャンプがデェムシュに襲撃されていたため、斬月・真からの依頼を受け、研究員たちをインベスから護衛する。その後は御神木のクラックへ放りこまれる形で元の世界に帰還した。
第31話でオーバーロードが侵略してきた際、戒斗の助太刀として参戦したことがきっかけで、以降は正式にビートライダーズに協力するようになる。また、斬月・真を慕っているため、光実の変身した斬月・真を動きの違いから偽者と見抜いている。戒斗がロード・バロンに変身するようになってからは彼を止めるために戦うも、ロード・バロンと化した戒斗に戦極ドライバーとドリアンロックシードを破壊された。3か月後、インベスの脅威が去ったこともあってシャルモン2号店をオープンさせる。
- 第7話でスイカアームズを登場させるために主人公側をピンチに陥れるキャラクターとして創作されたが、物語序盤の雰囲気ではシリアスな展開にはしづらかったため「変態的な大人げない大人」と設定された。

その他登場作品
『鎧武外伝』
『バロン編』ではアルフレッドからの依頼を受けて、戒斗に扮したシャプールを捕らえようとするが、ザックに阻止されてしまう。
『ナックル編』ではヘルヘイム消滅から1年後、ネオ・バロンの本拠地に乗り込んだザックを城乃内と共に助けた他、ザックに襲いかかったネオ・バロンの構成員を1人で圧倒した。
『小説 仮面ライダー鎧武』
貴虎から依頼を受けたことで、店を城乃内に任せシャプールの母国に向かい、傭兵時代の戦友（レイモンド、サイス、アイザックなど）を招集した。
ロード・バロン（戒斗）の攻撃で戦極ドライバーを破壊されて変身不能だったが、貴虎から戦極ドライバーとドリアンロックシードを与えられ、ブラーボへの変身が可能になった。
黒の菩提樹の施設の壊滅後は、調査を続ける貴虎に同行し各国を周っていたが終盤に帰国し、供界との戦いに挑む。

葛葉 晶（）
紘汰の姉。24歳。
両親が亡くなった後は紘汰の面倒を見ており、現在も家計を支えるためにユグドラシル・コーポレーション傘下の企業でOLをしている。紘汰がアーマードライダーとなったことも真っ先に聞かされており、その力による成長を温かく見守っている。
紘汰同様他人への思いやりに溢れる、良識と常識を弁えた女性。「仕事とは知らない誰かの役に立つこと」という信念を持ち、紘汰にも目先の利益よりもそれを追究して欲しいという教育方針をとっている。ゆえに紘汰が鎧武の力をインベスゲームに利用していたころは、それを遊びと断じ賞金から工面した生活費の受け取りを固辞したが、ヘルヘイム侵出防止に真剣に対処するようになって以降は、詳細を知らされないながらも応援する立場を取った。
沢芽市がインベスに占拠された後は自室に紘汰宛ての書置きを残して避難所へ避難していたが、同じく被災した少年をレデュエ率いるインベスからかばって拉致される。その後、同様にさらわれてきたラットやリカと共にレデュエの生命エネルギー吸収装置に組み込まれてしまうが、戒斗たちによって救出され、救出後はドルーパーズで阪東を手伝うようになった。
戒斗との決着を付ける決意をした紘汰は戦いに赴く前に、姉の眼前でヘルヘイムの果実を自棄気味に食し、自身が人間でなくなったこと、姉の手料理を味わえなくなった哀しみを吐き出しながらも、姉から教えられた誰かのために戦う決意を伝えた。そして、紘汰に送り届けられ、自衛隊の救助ヘリによって沢芽市を去る。
事態収拾後は沢芽市に戻り、最終話では光実のことで思い悩む貴虎を励まし、弟の心情を理解し切れていなかった後悔を持つ者同志として心を通わせながらも、紘汰の選んだ道を信じる発言をした。

阪東 清治郎（）
沢芽市に店を構えるフルーツパーラー「ドルーパーズ」のマスター。
沢芽市出身で一時上京していたが、ユグドラシルによる街の再開発に伴い、戻ってきて自分の店を構えた。パフェを作る腕前は超一流。店によく来店するビートライダーズのダンサーや若者たちといった客の悩み相談の相手となったり、元気がない常連客にはパフェをサービスするなど、気のいい兄貴分的な存在。「ゲームで争う分には怪我人も出なくていい」とインベスゲームに対しては比較的寛容だが、度を越したいさかいは好まず、店内でのインベスゲームは御法度にしている。
紘汰の良き理解者であり、ビートライダーズが非難の的になった際も彼らを拒絶しなかった数少ない大人の一人で、紘汰が街を防衛していることも認識しており、第28話ではバイト先の見つからなかった紘汰を沢芽市防衛を業務内容に含める形で雇い、第29話では、店を留守にしがちとなる紘汰の補佐役として舞を「紘汰と2人で、1人分の給料を払う」という条件で雇った。紘汰を雇う前はイヨという名の無表情でマイペースな女性店員を雇っていた。
第33話では街がインベスに乗っ取られる状況にもかかわらず「アルバイトを残して雇い主だけ逃げるわけにはいかない」と避難せず、第45話で自衛隊の救助部隊が到着するまで戦っている紘汰たちの食事の面倒などを見るために店を開け続けていた。事態収拾後は沢芽市に戻って再び店を開いている。
- 虚淵による最初の脚本では阪東は存在していなかったが、若いキャラクターだけでは経験の少ない俳優ばかりになってしまうため、芝居のできる大人の俳優を入れる必要性から武部や田﨑の要望により創作された。田﨑は弓削智久の配役について『Sh15uya』との類似性を象徴することを理由の一つに挙げている。

DJサガラ
沢芽市で『ビートライダーズホットライン』をネット配信するDJであり、黄金の果実を巡る戦いを扇動する男。物語前半ではサイクルジャージ姿だったが、後半以降は重々しいスーツや民族衣装のような服装にも身を包み姿を現す。オーバーロードからは「蛇」と呼ばれる。
物語当初はユグドラシルの外部協力員として契約・内通、ビートライダーズを戦極ドライバー被験者とする情報統制を担当し、そのためにDJを演じてインベスゲームを流行させた。しかし役割を終えて以降も、ユグドラシルですら到達し得ない情報や能力を以て人類やオーバーロードに接触、陣営を超越したトリックスターとして暗躍を繰り返す。その正体は実体を持たないヘルヘイムの森そのものの意志であり、人類の前に現れる際の姿はヘルヘイム植物によって形作られた幻影に過ぎず、蛇やヘルヘイム植物の姿にもなれる。そのためオーバーロード（フェムシンム）の前では、ホログラフのような姿で現れることも多い。
「他人を守る」という強い意志のもと、どう転ぶか解らない紘汰に強い興味を持ち、ユグドラシルの保管庫から持ち出したゲネシスコアの試作品だけでなく、自ら生成したカチドキロックシード、そして交渉の末ロシュオから分け与えられた極ロックシードを与えるなど、彼の成長や選択を促しながら、より直接的な援助によって戦いへと扇動している。
最終的に戒斗と決着をつけた紘汰の前に現れ、世界をどう作り変えるのかを問うが、世界を壊すことを拒否する紘汰を「世界を破壊しない限りお前たちは未来を掴めない」と厳しく突き放す。しかし地球ではなく別の星に新しい世界を創るという紘汰の決断には、「予想外の結末」と評するも理解を示し、「産めよ、増えよ、地に満ちよ」と繁栄を望む言葉を投げかけ、笑顔を浮かべて地球から去った。その後はどこか別の星で、新たな黄金の果実を生み出しているのが確認できる。
その他登場作品
『小説 仮面ライダー鎧武』
時空間を彷徨う供界にゲネシスコアとブラッドオレンジロックシードを渡し、現世へと帰還させる。

## 仮面ライダー
本節では『仮面ライダー鎧武/ガイム』に登場するヒーローキャラクター「仮面ライダー」について詳述する。
劇中では「仮面ライダー」という呼称は一切用いられず、代わって「アーマードライダー」と呼ばれている。

### コンセプト
平成仮面ライダー第15作の製作にあたって、最初に提示されたコンセプトは「多人数ライダー」であった。当時はAKB48に代表されるアイドルグループが人気を博していたことや、サッカー・水泳・体操といったスポーツの団体戦が盛り上がっていたことから、『仮面ライダーW』以来4年間2人ライダー体制が続いてきたライダーシリーズでも、そろそろ多人数作品に挑戦しようという機運となった。
このとき同時に提示されたのが「戦国武将」というモチーフであり、豪華絢爛な鎧をまとった武者たちが競い合う姿がイメージされた。
しかし鎧武者というモチーフ単独では、カッコいいだけのキャラクターにおさまってしまい、訴求性が不足する。追加要素として最初期に考案されたのがジュースであり、やがてそれがフルーツをモチーフとすることにつながっていった。
もうひとつの追加要素として、「異世界への扉を開閉する」という意味づけから錠前が選ばれ、キーアイテムのモチーフにすることが決まった。
フィギュア展開を考えていたデザインチームの提案で、「天からフルーツが降ってきて頭に刺さり、それが鎧へと展開する」という特徴的なビジュアルの構想もでき、モチーフの選定は順調に終わった。
しかしキャラクターデザイン作業が始まると、一転して制作は難航した。日本の武将がまとう鎧に極端なバリエーションがあるわけではないため、複数のキャラクターを差別化することが難しかったのである。そこでさらに鳥の要素を追加し、「主役はタカ」「ライバルはツル」などと検討が重ねられたが、モチーフが多すぎてちぐはぐな印象になることから、結局取りやめとなった。
鳥モチーフの導入に代わり、新機軸として打ち出されたのが、取り扱う鎧の対象を日本から世界へと広げることだった。こうして戦国風の「鎧武」に加え、西洋風の「バロン」と中華風の「龍玄」のデザイン原型ができあがったのである。
一方、各キャラクターが持つ武器のデザインにおいても議論が紛糾していた。戦国武将というモチーフだけに、玩具チームは刀を共通武器と想定していたのだが、武部直美プロデューサーが異を唱えたのである。仮面ライダーがフォームチェンジする意義を熟考した武部は、従来の「炎のフォーム」「水のフォーム」といった演出に限界を感じており、「鎧ごとに専用の武器があれば、着替えることで立ち回りも変わる」と訴えた。玩具を販売する立場からすれば、武器の種類が多いとすべてを商品化するのが難しくなるため、バンダイの西澤清人は「1本で刀と弓と銃に変形する十徳ナイフみたいな武器」を考えていたが、却下された。
平行線をたどる両者の主張の折衷案として、「主役（鎧武）とライバル（斬月）の2人だけが刀を装備している」ということになった。さらに主役は二刀流とすることも決まり、ライバルと共通する刀「無双セイバー」とオレンジ鎧固有の武器「大橙丸」がデザインされ、鎧に紐づけられた武器「アームズウェポン」という概念ができあがった。また、なりきり玩具の商品化は主要なライダーの武器に限ることになり、それ以外の武器はフィギュアの付属品として担保されることになった。

### 変身ベルト

#### 戦極ドライバー
戦極ドライバー（）は、アーマードライダーの変身ベルト。
ヘルヘイムの森による地球環境の侵食から人類を救済する、ユグドラシル・コーポレーションの計画プロジェクト・アークの根幹ツールとして、戦極凌馬が開発した。実用化に際しては、狗道供界の犠牲や呉島貴虎の負傷など、様々な困難が伴った。試作型が完成するまでには、凌馬によって数多くのデザイン案が構想されており、その中には蛇口がついたベルトもあった。
通常時はバックル部分のみの形態で携行され、装着時は自動的にベルト部分フォールディングバンドが伸長して腰に巻かれる。装着者はヘルヘイムの実を錠前型アイテムロックシードに変化させることができ、バックル中央部のドライブベイにセットすることで、実の養分を人体に無害なエネルギーに変換して摂取可能となる。腰の後ろの位置に設けられたセンサーパーミッションユニットが最初に装着した者の生体データを登録し、以後は他の人間が装着することはできなくなる。データの認証が完了すると、バックル左側の表示板ライダーインジケーターにアーマードライダーの横顔が浮かぶ。
また、バックル右側の刀剣型スイッチカッティングブレードを倒すことで、ロックシードの力を解放できる。果実型の鎧アームズを生成し、限定的な空間の裂け目クラックを通じて使用者に装着させることで、超人的な力をもたらすのである。さらに変身後にブレードを倒すと、必殺技を発動できる。技の内容は倒す回数に応じて変化し、1回倒すと「スカッシュ」、2回倒すと「オーレ」、3回倒すと「スパーキング」となる。
なお、装填するロックシードに応じてさまざまな音声が再生されるが、それらはすべて開発者である凌馬の趣味だった。
ライダーインジケーターは取り外しが可能で、その下にはゲネシスドライバーの中核部であるゲネシスコアを取り付ける端子がある。これによりドライバーの機能を拡張することで、初期型アーマードライダーもエナジーロックシードを使用できる。
『鎧武外伝』のナックル編と同時期に貴虎が必要最小限の数だけ再生産したことが、小説版最後の時系列集で判明しており、ザックと城乃内秀保の2人に渡されている。
量産型戦極ドライバー
ビートライダーズに戦極ドライバーを頒布することで効率よく得られたデータを基に、戦極凌馬が量産したドライバー。
認証機能がオミットされ、最初に使用した人物以外でも装着と変身が可能であるため、ライダーインジケーターはブランクとなっている。また、ベルトは鎧武らの物と異なり銀色である。
ロックシードの換装や、ゲネシスコアのセットといった機能は量産型にも採用されている。
ザックが仮面ライダーナックルへの変身に使用したほか、ユグドラシルの従業員や城乃内が黒影トルーパーに変身する際に用いられた。
量産型ドライバーはコストダウンに重きを置いているものの、原料に用いられるレアメタルの総量などから最大量産数は10億台程度が限界であり、ドライバーを手にできるのは地球総人口約70億の1/7でしかないと想定されていた。
テレビシリーズ最終話では、貴虎の台詞からドライバーがロックシードと共にほぼすべて処分されていることが判明。しかし、万が一に備えて最後に残していたマツボックリロックシード1個と量産型戦極ドライバー1台が登場。貴虎からこれを奪った城乃内は黒影トルーパーに変身、邪武に挑むが破壊されてしまう。こうしてすべての量産型ドライバーがこの世から消滅したかに思われたが、『鎧武外伝』のナックル編、小説版にて戦極凌馬の設計図が世界中に流出しており、ユグドラシルの残党やネオ・バロン、狗道供界のカルト集団黒の菩提樹によって悪用されてしまう。
バージョンアップドライバー
第17話で光実が凰蓮と城乃内に与えた新バージョンのドライバー。ベルトは銀色である。
- 構想段階では、初期型戦極ドライバーの使用を続けると、副作用で通常の食べ物が口にできなくなるという設定だった。ケーキ屋を務める凰蓮と城乃内がそうなっては困るので、2人の救済のために考案されたアイテムである。ところが実際の劇中では、戦極ドライバーとは別の理由で肉体がオーバーロード化する流れとなり、この設定が用いられることはなかった。

- 『仮面ライダー鎧武/ガイム』の変身ベルト制作に関しては、早くから「フルーツ錠前を切る」というコンセプトがあったものの、その段階では具体的なモチーフまで決められていなかった[51]。バンダイ側が提唱したのは、カバーの付け替えでカスタマイズできるスマートフォンを参考に、一部パーツを替えることで複数の仮面ライダーの変身ベルトになるというものだった[51]。デザインチームは、主役ライダーのみベルトに浮世絵風の顔が描かれ、その他のライダーのベルトは無地とする想定だったので、この提案には驚かされたという[51]。
- ベルトから再生される音声は、演歌の名乗り口上をコンセプトとしていたが、「長すぎて劇中で使えない」という指摘を受けて短縮された[52]。また、「鎧デザインは世界各地のものなのに、音声が日本風だけというのはおかしい」という問題もあり、ライダーの顔を描いたフェイスプレートに応じて変化する4種類の音声が収録された[51]。
  - 和風ライダー：出陣前に鳴らすほら貝と、演歌的な前口上[51]。
  - 西洋風ライダー：出陣前に鳴らすファンファーレと、群集の雄たけび[51]。
  - 中華風ライダー：銅鑼の音と、拳法的な掛け声[51]。
  - 現代風ライダー：ギターと電子音を組み合わせた、プロレス的な紹介コール[51]。
- なお、フェイスプレートを紛失すると子供が遊べなくなることが懸念されたため、玩具ではプレート未装着の状態でも和風ライダーの変身音が鳴るように調整されている[51]。
- また、ベルト部分にも新しい要素を取り入れるため、通常は銀や黒にするところを、戦極ドライバーでは黄色の蛍光色にしている[51]。

#### ゲネシスドライバー
戦極ドライバーのテストデータを基に改良された、戦極凌馬が開発した新世代アーマードライダーの変身ベルト。
普段はバックルの状態で携帯され、腰に当てることで自動的に銀色のベルトフォールディングバンドが伸長して装着される。中央部のゲネシスコアにエナジーロックシードを装填し、右側のハンドルグリップ・シーボルコンプレッサーを押し込むことで、下部の容器コンセントレイトポッドに液化したエネルギーが溜まり、アーマードライダーへの変身が可能となる。
戦極ドライバーに比べて高性能だが、肉体にかかる負担は2倍という危険性もある。ドライバー自体の堅牢性も戦極ドライバーから大きく向上しており、仮面ライダーバロンの集中攻撃でも破壊できなかった。なお、認証機能は取り付けられておらず、最初に装着した人物以外でも使用可能となっている。
開発者の凌馬は神の力すなわち黄金の果実を手に入れようという野望を抱いており、いずれ他のベルトオーナーが敵に回ったときに備えて、ブレーカーのスイッチひとつでゲネシスドライバーの機能を停止できるシステムキルプロセスを仕込んでいた。
凌馬にとっては、このゲネシスドライバーでもまだ完成形とは言えなかったらしく、第15話ではさらなるドライバーのデザイン画を葛葉紘汰と駆紋戒斗に披露し、実験体にならないかと誘っていた。ゲネシスドライバーが黄金の果実を手に入れるためのものであったことから、構想中のドライバーは神の力を手にしたときに使われることを想定していたとも考えられる。
- ギミックのコンセプトは、企画初期に検討されていたジュースをモチーフとする連動アイテム案から発展している[57]。しかし液体を扱うギミックの実現性が疑問視されていたところ、バンダイの技術スタッフは光と効果音の組み合わせであたかも液体が溜まっていくかのような表現を可能とした[58]。これにより「ロックシードの力を搾り出す」というコンセプトが成立し、ゲネシスドライバーには液体を溜めるグラスのようなコンセントレイトポッドと、ストローのようなバスキュラーダクト[56]が組み込まれた[58]。なお、おしゃれな店に置かれていても違和感を感じないデザインにするため、家電を隠れモチーフとしている[58]。
- 戦極ドライバーのフェイスプレート換装システムを継承するかどうかの検討もなされたが、新世代ライダーは複数人でチームを組んで登場するため、変身ベルトも共通させることに決まり、換装システムは排除された[58]。

### 仮面ライダー鎧武
仮面ライダー鎧武（）は、葛葉紘汰が変身するアーマードライダー。名称はDJサガラがチーム鎧武の名を取って付けた。
紘汰は迷い込んだヘルヘイムの森で偶然戦極ドライバーを手に入れ、鎧武への変身能力を得た。当初は力の使い道がわからず、アルバイトに活用しようとして失敗続きだった。その後はチーム鎧武を守るためにインベスゲームに参加していたが、やがてユグドラシル・コーポレーションの計画を知ったことで、ユグドラシルの陰謀やオーバーロードの脅威から人々を守るために戦うようになった。
- 武部直美プロデューサーの強い希望により、兜の前立にあたるフロントブレード[61]の形状は、アームズチェンジしても原則変化しないようになっている[44]。また、目の部分パルプアイ[61]の形状は、主役仮面ライダーとしては初めてとなるゴーグル型で、モチーフの果物の断面図のような模様をしている[62]。
- アンダースーツライドウェア[61]は、真っ黒なタイツにすることが多かった従来作と比べてディテールが多く、カッコよさを追求している[40]。色も従来作との差別化のため、藍色が採用された[44]。キルト状になった上半身は鎖帷子がモチーフ[63]。両腕のケンライコウ[61]と両腿のケンソクタイ[61]には翼の意匠が盛り込まれているが、これは初期の構想にあった鳥モチーフの名残で、和風の紋様としてよく見られることから残された[40][44]。
- スーツアクターの高岩成二は鎧をまとったデザインに見合うよう、筋肉を増強して撮影に臨んだ[64]。高岩は抜刀時に腰を落としたり、無双セイバーの帯刀時に常に左手で押さえるなど時代劇の所作を意識して演じている[65]。また高岩は初期には柴田勝家をイメージして演技していたが[66]、その後は形態ごとにイメージが変化していったと述べている[67]。キャラクターに和のテイストが入っていたことから、アクションでは剣戟と太刀筋が重視され、日本のチャンバラを意識した和風の立ち回りで、一刀両断で無駄が極力ない刀の動きをしっかりと見せたという[68]。また、前作『ウィザード』までは自分なりにそれぞれのライダーに合った見得の切り方をしていたが、本作品では歌舞伎を意識した和のテイストでヒーローの見得を探っていったという[68]。

#### オレンジアームズ
オレンジロックシードを使用して変身する基本形態。装着時の音声は「オレンジアームズ!花道・オンステージ!」。
攻守のバランスが取れており、無双セイバーと専用アームズウェポン大橙丸を使用する二刀流での剣術戦を得意とする。
胸部装甲ダイラングや両肩のダイスリーブにあるいくつもの丸い突起は、オレンジの表面の粒と鉄瓶の表面のぶつぶつを合わせたイメージである。
第40話ではレデュエが作り出した幻影の中で角居裕也が変身し、インベスと化した紘汰を追い詰めた。
- 基本形態のモチーフがオレンジになった理由は、子供対象のアンケートで上位に来る果物であるため[70]。また、シリーズ前作『仮面ライダーウィザード』が赤いヒーローだったので、差別化のため色が赤いイチゴを避けた結果でもある[70]。

アームズウェポン
無双セイバー（）
刀剣型のアームズウェポン。接近戦ではセイバーモードで振るい、遠距離戦ではガンモードで射撃を行う。
鍔元のドライブランチにロックシードを装填することで、必殺技を発動できる。
オレンジアームズに限らず、どのアームズでも使用可能である。
- デザインは戦極ドライバーに合わせてシンプルなラインに仕上げられており、また浮世絵風の模様が飾られている。

大橙丸（）
オレンジロックシードの力が具現化された片刃刀型アームズウェポン。幅広の刀身カヒノジンに埋め込まれたオレンジパワーセルの働きによって通常の刀剣では発揮できないほどの切れ味を発揮する。
- デザインはプロデューサーの武部直美からの「わかりやすくして欲しい」という要望に基づき、切ったオレンジがモチーフとなった。

無双セイバー ナギナタモード
大橙丸の柄頭にあるアームズカップラーに無双セイバーの柄頭を連結させた形態。
アームズカップラーを通じて、無双セイバーにもオレンジパワーセルのエネルギーが伝達される。また、両端に刃が付いているため、敵に包囲されたときにとりわけ有効である。
- この形態は玩具でも再現可能であり、その大きさは仮面ライダーなりきりアイテム史上最長の760ミリメートルに達する。

必殺技
無頼キック
オレンジスカッシュで発動。オレンジ型のエネルギーをまとって跳び蹴りを叩き込む。破壊力は25トン。
大橙一刀
オレンジスカッシュで大橙丸の刀身にエネルギーを集中し、標的を斬り裂く。
無双斬
無双セイバーにオレンジロックシードを装填して放つ回転切り。
無双ショット
無双セイバー ガンモードにロックシードを装填して放つ攻撃。劇中未使用。
ナギナタ無双スライサー
無双セイバー ナギナタモードにオレンジロックシードを装填して発動する。標的をオレンジ型のエネルギーで拘束し、接近して横に両断する。
アームズを閉じて敵の攻撃を受けとめる技
オレンジスパーキングでアームズをオレンジ型に戻し、頭突きの要領で攻撃を防ぐ。

#### パインアームズ
パインロックシードを使用して変身する派生形態。装着時の音声は「パインアームズ!粉砕デストロイ!」。
パイナップルの表面に似たスパイク付きの鎧で身を固めたパワー重視の形態で、通常の武器では歯が立たないような防御力の高い敵との戦いで使われることが多い。その反面、他のアームズに比べて若干動きが鈍くなるため、オーバーロードらとの戦いではあまり使われていない。
頭頂部にはパイナップルの葉に似た5枚のブレード状の分析ユニットパームステムが立っている。中央のセンサーは装着者の体調を読み取り、残りの4枚は装甲のダメージを計測している。両肩には大きな装甲スパインスリーブを備える。
- スーツアクターの高岩は、両肩の装甲が長く、動くたびにバラバラするので、造形のブレンドマスターにその都度調節してもらったと述べている[65][82]。後年のインタビューでは、武器の扱いにくさも相まってパインアームズを嫌っていたことを語っている[82]。

アームズウェポン
パインアイアン
パイナップル状の鉄球型アームズウェポン。ワイヤーでつながれた鉄球を振り回して敵に叩きつけ、パイナップルの突起を模したスパイククアドラングルパイクや葉を模した棘パインコニファーでダメージを与える。磁場発生装置ブーストコアの働きにより、鉄球の軌道はある程度制御が可能。
また、持ち手のジョイントブランチを無双セイバーと接続することで、無双セイバーを敵に絡ませて捕縛するなど、多彩な戦法を取ることができる。
必殺技
アイアンブレイカー
パインスカッシュではパインアイアンの鉄球を巨大化させて敵に覆い被せ、身動きを封じた直後に無頼キックを放つ。このときキックを受けた敵の中心部には穴が開き、あたかも輪切りにしたパイナップルのように見える。また、パインアイアンのワイヤーで敵を縛り上げて無頼キックを放つパターンや、パインアイアンを直接蹴り込むパターンも存在する。
パインオーレではパインアイアンのワイヤーで敵を縛り上げ、無双セイバーで斬り裂く。

#### イチゴアームズ
イチゴロックシードを使用して変身する派生形態。装着時の音声は「イチゴアームズ!シュシュッとスパーク!」。
パワーが低い反面、鎧の表面にはイチゴの粒を模した姿勢制御装置エイキーンスラスターが多数埋め込まれており、スピードやジャンプ力などに優れる。専用アームズウェポンイチゴクナイを使用する二刀流での素早い接近戦、クナイを投げ付ける遠距離戦を得意とする。
頭頂部にはイチゴのヘタに似た分析ユニットセントロイドステムがあり、体勢や重心移動のモニタリング性能を高めることで敵からの攻撃の回避につなげている。
- 撮影用スーツは設定通りに軽く、また武器も小さいことから動きやすいので、スーツアクターの高岩は「あれが一番好きです」と語っている[65][82]。

アームズウェポン
イチゴクナイ
クナイ型アームズウェポン。厚い刀身に配置された補助推進ユニットアカネオウには、複数の小型推進器エイキーンスラスターが埋め込まれている。
接近戦では2本を両手に構え、遠距離戦では投擲武器として扱う。投げつけた際は標的に命中すると爆発して消滅するが、すぐに新しいクナイが補充される。
必殺技
クナイバースト
無双セイバーにイチゴロックシードを装填して発動する。イチゴ型の赤い閃光とともに約100本のイチゴクナイが出現し、空から降り注がせたり、空中に放ったりして攻撃する。

#### バナナアームズ（鎧武）
仮面ライダーバロンから借りたバナナロックシードを使用して変身する派生形態。装着時の音声は「バナナアームズ!ナイト・オブ・スピアー!」。
第13話での仮面ライダーブラーボ戦で登場し、バロン マンゴーアームズと共闘した。バロン / 駆紋戒斗がライバルである鎧武 / 葛葉紘汰にバナナロックシードを貸与した理由は定かではないが、紘汰がどのようにバナナロックシードを扱うのかを確かめたかったのではないかと推察される。また、戒斗を演じた小林豊は「あれは紘汰に対する信用を形で示していたんだろう」と解釈している。
アームズウェポン
バナスピアー
バナナ状の槍型アームズウェポン。詳細はバロン バナナアームズの節を参照。
必殺技
スピアビクトリー
バナナオーレではバナスピアーの先端にバナナ状のエネルギーを発生させ、標的を一点集中で貫く。
バナナスパーキングではバナスピアーを地面に突き立て、敵の足元からバナナ状のエネルギーを複数放って攻撃する。

#### スイカアームズ
スイカロックシードを使用して変身する形態で、ロックシードで召喚される鎧の中では最も大きい。装着時の音声は「スイカアームズ!大玉ビッグバン!」。
状況に応じて大玉モード・ジャイロモード・ヨロイモードの3形態に変形できる。通常のアームズの約3倍のパワーを発揮するが、スイカロックシードはエネルギーの消耗が激しく、使用後はエネルギーのチャージが完了するまで時間を要する。
- スイカアームズは2013年のクリスマス・年末商戦向けの商品であり、同年11月24日放映の第7話に強化アイテムとして披露するため、初期エピソードでは次々とアーマードライダーが登場しては鎧武と戦い、ピンチに追い込む展開となった[93]。
- 企画当初はヨロイモードへの変形のみであったが、プロデューサーの武部直美からの要望によりジャイロモードが追加設定された[94]。また、初期デザインでは装着者の顔が見えていたが、使用するライダーごとに頭部を造形するとコストがかさむという理由で、決定稿では誰が装着してもマスクは変化しなくなった[95]。基本的には3DCGで描写されるが、一部のシーンではヨロイモードの頭部と右腕の実物大造形物も用いられている[96]。

大玉モード
防御形態。スイカを模した巨大な球体で、跳ね回ったり、地面を転がりながら移動する。イノシシインベス追跡時には、仮面ライダー龍玄が乗るサクラハリケーンと同等の速度で転がり移動した。
装甲は非常に強固で、たとえ衝撃を受けて割られても、少しの間をおいて復元する。
この形態のままでも戦闘能力は高く、回転しながら押しつぶすことで大量のインベスを撃破できる。ただし装着者も内部で回転しているため、目を回してしまうこともある。
ジャイロモード
飛行形態。最高飛行速度は時速247km。装着者は直立した状態で操作する。肩の装甲ジャイロショルダーに仕込まれたジェットエンジンで飛行し、両拳スイアーマードフィストの指先に1門ずつ内蔵されたガトリング砲で攻撃する。
背部にはスイカ双刃刀が装着されており、プロペラとして機能している。
ヨロイモード
人型形態。頭部の制御ユニットスイカヘッドに内蔵されたCPUが戦極ドライバーと連携して全身をコントロールし、高度な姿勢制御システムを搭載した脚部スイアンカーレッグの働きにより、巨体に見合わず俊敏に動き回る。
アームズウェポン
スイカ双刃刀（）
薙刀型アームズウェポン。両端に刃が付いており、風車のように回転させることで攻守共に威力を発揮する。
必殺技
双刃割り
スイカスカッシュで発動。相手をスイカ型のエネルギー障壁で拘束し、スイカ双刃刀で切り刻む。

#### ジンバーアームズ
ゲネシスドライバーの中核部であるゲネシスコアを取り付けた戦極ドライバーに、オレンジロックシードとエナジーロックシードを装填して変身する強化形態。陣羽織をモチーフとしており、使用するエナジーロックシードに応じて胸から腰にかけてのエナジーパネルの模様が変化する。
エナジーロックシードを使用したことで新世代アーマードライダーと同等に強化され、武器も新世代ライダーと共通のソニックアローを装備する。開発者である戦極凌馬もその性能を十分に把握していなかったらしく、仮面ライダー鎧武 ジンバーレモンアームズが登場すると、自ら仮面ライダーデュークに変身してデータ収集のため戦闘を仕掛けていた。
変身時にはオレンジアームズとエナジーアームズが融合して、黒い鎧となる。このジンバー鎧はオレンジ型をしており、上に飛び出た肩アーマーは葉をイメージしている。無彩色になっているのは、展開時にエナジーパネルを目立たせるため。
パルプアイの形状はオレンジアームズと同様だが、前立ジンバーブレードは銀色に、顎部分ウォークラッシャーはガンメタに変わっている。これもまたエナジーパネルの模様を際立たせるためである。
- ジンバーアームズは当初の予定にない、イベント性を重視したキャラクターで、「初期形態 (1)→中間形態 (2)→最終形態 (3)」という従来の仮面ライダーのパワーアップ路線に当てはめれば「1.5段階」とも言うべき存在だった[110]。戦極ドライバーとゲネシスドライバーの連動ギミックのための形態として創作されたものであり、3回程度出ればよいと想定されていたが、実際にはより高い頻度で登場した[57]。撮影用スーツは3形態共用で、エナジーパネル部分を換装している[111]。
- なお、メロンエナジーロックシードを使用したジンバーメロンアームズは劇中に登場していないが、デザイン画は存在しており[57]、フィギュアで再現可能である[112]。
- スーツアクターの高岩は、重くて動きづらいうえに、初登場回から転がる演技をしなければならなかったことから、厄介であったと述懐している[82]。

アームズ
ジンバーレモンアームズ
ゲネシスコアにレモンエナジーロックシードを装填して変身する基本形態。変身時に鳴る音声は「ミックス!オレンジアームズ!花道・オンステージ!ジンバーレモン!ハハーッ!」。
ユグドラシル・コーポレーションに拘束された葛葉紘汰に、DJサガラが「肝心なのは力の使い道だ」と諭しながら渡したゲネシスコアと戦極ドライバーでも使用できるように改良されたレモンエナジーロックシードによって変身可能となった。
戦極ドライバー単体で変身するアームズよりも能力が向上しており、またバランスもいいことから、しばしば活用された。
ジンバーチェリーアームズ
ゲネシスコアにチェリーエナジーロックシードを装填して変身する派生形態。変身時に鳴る音声は「ミックス!オレンジアームズ!花道・オンステージ!ジンバーチェリー!ハハーッ!」。
仮面ライダーシグルドからロックシードを奪うことで変身可能となった。
高速移動能力を備え、その速さで敵を翻弄する戦法を得意とする。
ジンバーピーチアームズ
ゲネシスコアにピーチエナジーロックシードを装填して変身する派生形態。変身時に鳴る音声は「ミックス!オレンジアームズ!花道・オンステージ!ジンバーピーチ!ハハーッ!」。
仮面ライダーマリカからロックシードを奪うことで変身可能となった。
聴力が増幅し、遙か遠くの音や声を聴き取れるようになる。主にヘルヘイムの森でのオーバーロードインベスの探索に使用された。
アームズウェポン
ソニックアロー
新世代アーマードライダーの共通武器である弓。詳細は新世代アーマードライダーの節を参照。
必殺技
ソニックボレー
ソニックアローにレモンエナジーロックシードを装填し、オレンジスカッシュで発動。オレンジとレモンの輪切り状のエネルギーを通り抜けたエネルギー矢が敵を撃つ。
無頼キック
オレンジスカッシュ・ジンバーレモンスカッシュで発動。オレンジとレモン状のエネルギーをくぐり抜けて放つ跳び蹴り。
エネルギー刃
オレンジオーレ・ジンバーレモンオーレで発動。エネルギーの刃を飛ばして攻撃する。

#### カチドキアームズ
カチドキロックシードを使用して変身する超強化形態。装着時の音声は「カチドキアームズ!いざ出陣!エイエイオー!」。
ヘルヘイムの森の侵食から限られた人間だけを救おうとするユグドラシル・コーポレーションに立ち向かうことを決意した葛葉紘汰に対し、DJサガラがオレンジから作り出したカチドキロックシードを与えたことで変身可能となった。
重装甲で敵の攻撃を受け止めつつ、無双セイバーやカチドキ旗を使用する近接格闘戦や、専用アームズウェポン火縄大橙DJ銃を使用する砲撃戦を得意とする。
従来のアームズが上半身のみを覆っていたのに対し、カチドキアームズでは腰から下がカチドキブロックによって守られており、全身鎧となった。前立カチドキブレードは、徳川家康の歯朶具足のような形状に変化している。マスクは面頬のイメージ。現代風の意匠を取り入れるため、装甲には多数のリベットが施されている。
- 撮影用スーツは重装備となるため、アップ用ではほとんど身動きをとることができない[119][82]。スーツアクターの高岩は、それまで厄介に感じていたジンバーアームズ以上に苦労した旨を語っている[82]。

アームズウェポン
火縄大橙DJ銃（）
火縄銃型アームズウェポン。銃モードと、無双セイバーを合体させた大剣モードの2形態をとる。
- DJサガラに由来するカチドキロックシードの力で呼び出される武器であることからDJモチーフを備えているように見えるが、実は伏線ではなく偶然の一致である。開発段階ではDJサガラが重要人物になることも決まっておらず、「DJが出るそうだからモチーフに使ってみよう」という漠然とした連想からデザインされた。

銃モード
片手で扱うことも可能だが、基本的には右手で火縄グリップを握り、左手で銃身下部のロックシード用スロットドライブベイを支えて撃つ。
ターンテーブル状のDJテーブルをこすることで、法螺貝のような音とともに火炎弾が装填される。火縄トリガー上部のスイッチレバーDJピッチの操作で威力や発射速度を調整することが可能で、速度を上げればマシンガンのような連射が可能となり、威力を上げれば大砲のように強力なエネルギー弾を放つ。
大剣モード
銃口火縄ゲートに無双セイバーを差し込み、一本の巨大な剣として使用する。アームズウェポン2つ分の重量があるため、2箇所のグリップを使い両手で構える。
刀身大橙刃はロックシードのエネルギーを受けると炎をまとった状態となり、無人スイカアームズすら両断する。
第25話でカチドキアームズが初使用するが、その後は極アームズによって使われることが多かった。
- シリーズ前作、前々作と最終武器玩具の販売実績が大ヒットとは言えなかったのは、それぞれ単品で完結していたからではないかとの推論に基づき、無双セイバーとの合体ギミックが考案された。

カチドキ旗（）
カチドキアームズの背部に備わる、着脱可能な一対の旗指物型の打撃武器。橙色の旗に鎧武の紋章が黒で描かれている。
敵の打撃を受け流したり、衝撃波を発生させるなど攻守に優れており、多数の敵を相手にしたときに有効だった。
- 撮影用プロップはアップ用がビニールレザー製、アクション用が布製となっている。本来は武器として使う予定ではなかったが、背中に付けたままでは風にあおられてしまうため、現場判断で変身して早々に取り外して振り回してすぐ捨てることとなった。

必殺技
火縄大橙DJ銃 銃モード カチドキチャージ
火縄大橙DJ銃 銃モードにカチドキロックシードを装填して発動する。大型火炎弾を放つ。
火縄大橙無双斬
火縄大橙DJ銃 大剣モードにカチドキロックシードを装着して発動する。巨大な炎の刃を飛ばして敵を斬り裂く。

#### 極アームズ
極（）アームズは、ロシュオが黄金の果実のかけらから創り出した極ロックシードの力で変身する鎧武の究極戦士形態。装着時の音声は「極アームズ!大・大・大・大・大将軍!」。
鎧武 カチドキアームズが極ロックシードをカチドキロックシードに接続すると、「フルーツバスケット!」の音声とともにいくつものアームズがクラックを通じて召喚される。それらのアームズが融合すると同時にカチドキアームズの鎧がはじけ飛び、極アームズが出現する。また、葛葉紘汰の姿から直接変身することも可能である。
胸部装甲キワミラングにはさまざまなフルーツが描かれた紋章シードエンブレムが浮かび、あらゆるロックシードの力を有することを示している。目の部分パルプアイが七色になっているのも、同様の理由である。背中を守るオーバードマント・キワミは、取り外して闘牛士のように扱ったこともある。
専用武器は持たないが、極ロックシードを回すことですべてのアームズウェポンを召喚できる。自ら手に持って振るうだけでなく、空中に召喚した武器を投擲したり、他のライダーに武器を貸すことも可能である。
極アームズはその強大な力の代償として、変身者の肉体をオーバーロードへと近づけていく副作用があった。極アームズの姿で戦い続けた紘汰は次第に味覚を失い、通常の食事を受けつけなくなって、最後はヘルヘイムの実を口にするに至った。また、ヘルヘイムの植物やインベスを操れるようにもなった。
紘汰が黄金の果実を手にして始まりの男となると、自在に空中を飛行できる能力を得た。
- デザインは織田信長の南蛮胴具足をモチーフとしている[116][133]。カチドキアームズがゴテゴテした鎧だったので、差別化のためにシンプルなシルエットになっている[116]。
- 撮影用スーツは、アップ用とアクション用の2つが作られた[134]。スーツアクターの高岩は、「最初のオレンジアームズよりも動きやすかったくらい」と述べている[135]。また、『劇場版 仮面ライダー鎧武 サッカー大決戦!黄金の果実争奪杯!』での乗馬シーンに際しては、薄手の変身ベルトと乗馬用ブーツが新たに用意された[136]。

必殺技
無頼キック
極スカッシュで放つ強力な飛び蹴り。
火縄大橙無双斬
極オーレで発動。火縄大橙DJ銃 大剣モードで敵を斬る。
フルーツのエネルギー弾
火縄大橙DJ銃 銃モードにロックシードを装填して放つ。着弾して爆発する際には、無数のフルーツのシルエットが散らばる。
第33話でイチゴ、第35話でパイン、第36話ではオレンジロックシードを使用しているが、それぞれのロックシードの特性に応じた違いは見られなかった。
クナイバースト
無双セイバーにイチゴロックシードを装填し、無数のイチゴクナイを降らせて攻撃する。
スピアビクトリー
極スカッシュで発動。バナスピアーを使って、バナナ型エネルギーを放つ。

#### テレビシリーズ以外の作品に登場する仮面ライダー鎧武
フレッシュオレンジアームズ
フレッシュオレンジロックシードを使用して変身する特殊形態。『てれびくん超バトルDVD 仮面ライダー鎧武/ガイム フレッシュオレンジアームズ登場!〜君もつかめ!フレッシュの力〜』限定のアームズ。
外見はオレンジアームズに酷似しているが、手足と口に当たる部分の色がメタリックオレンジに変化しており、装甲の各所に光芒の意匠が描かれている。アームズウェポンの大橙丸を二刀装備している。
- スーツは『仮面ライダー×仮面ライダー 鎧武&ウィザード 天下分け目の戦国MOVIE大合戦』に登場した武神鎧武を改造したもの。その後マスクは『劇場版 仮面ライダー鎧武 サッカー大決戦!黄金の果実争奪杯!』に登場した鎧武・闇に改造された。

必殺技
無頼フレッシュキック
フレッシュオレンジスカッシュで放つ、無頼キックとほぼ同様の技。ファッション特訓で身につけた。
無双斬フレッシュ
フレッシュオレンジオーレで放つ、無双斬とほぼ同様の技だが、こちらは無双セイバーと大橙丸の二刀流で発動する。スイーツ特訓で身につけた。
無双フレッシュスライサー
フレッシュオレンジスパーキングで放つ、ナギナタ無双スライサーとほぼ同様の技。掃除特訓で身につけた。

ウィザードアームズ
ウィザードロックシードを使用して変身する仮面ライダーウィザードの力を宿した特殊形態。
詳細は仮面ライダー×仮面ライダー 鎧武&ウィザード 天下分け目の戦国MOVIE大合戦#仮面ライダー鎧武 ウィザードアームズを参照。
1号アームズ
昭和ライダーロックシードを使用して変身する仮面ライダー1号を宿した特殊形態。
詳細は平成ライダー対昭和ライダー 仮面ライダー大戦 feat.スーパー戦隊#仮面ライダー鎧武 1号アームズを参照。
ドングリアームズ
グリドンから借りたドングリロックシードを使用して変身するドングリの鎧を装備した派生形態。
詳細は劇場版 仮面ライダー鎧武 サッカー大決戦!黄金の果実争奪杯!#仮面ライダー鎧武の派生アームズを参照。
ドリアンアームズ
ブラーボから借りたドリアンロックシードを使用して変身するドリアンの鎧を装備した派生形態。
詳細は劇場版 仮面ライダー鎧武 サッカー大決戦!黄金の果実争奪杯!#仮面ライダー鎧武の派生アームズを参照。
仮面ライダー鎧武・闇 ブラックジンバーアームズ
ブラックオレンジロックシードとブラックレモンエナジーロックシードを使用して変身する変異形態。
詳細は劇場版 仮面ライダー鎧武 サッカー大決戦!黄金の果実争奪杯!#仮面ライダー鎧武・闇を参照。
ドライブアームズ
ドライブロックシードを使用して変身する仮面ライダードライブの力を宿した特殊形態。
詳細は仮面ライダー×仮面ライダー ドライブ&鎧武 MOVIE大戦フルスロットル#仮面ライダー鎧武 ドライブアームズを参照。

### 仮面ライダーバロン
駆紋戒斗が変身するアーマードライダー。名称は仮面ライダー鎧武に倣って、戒斗が所属しているチームバロンから名付けられた。
戒斗は、アーマードライダーとなってチーム鎧武に加勢する葛葉紘汰に対抗するため、シドから戦極ドライバーを手に入れることで変身能力を得た。
アンダースーツライドウェアの模様は、西洋の鎧に使われるチェインメイルをモチーフとしている。また、篭手ガントメタリークや太腿の防具グランキュイソーには、やはり西洋の甲冑に見られる植物状の紋様が飾られており、鎧武の翼紋様と対比を成している。
- スーツに赤色が使われている理由は、ライバルキャラクターとして鮮明な配色にするためと、バナナアームズの黄色を際立たせるためである[44]。
- 劇中では主役の鎧武を目立たせる必要があるので、脚本の虚淵玄が構想していたバロンの勝利シーンはことごとく潰されてしまい[144]、その結果として「とにかく強敵に挑んでは敗北する」という流れがバロンの定番となった[145]。スーツアクターの永徳は「負けそうになっても決して前に出る姿勢を崩さない」と語っている[145]。

#### バナナアームズ
バナナロックシードを使用して変身する基本形態。装着時の音声は「バナナアームズ!ナイト・オブ・スピアー!」。
専用アームズウェポンバナスピアーを使用する、重装甲とパワーを活かした白兵戦を得意とする。攻守のバランスが取れているため多用されたアームズであり、戒斗はゲネシスドライバーの入手後もしばしばこの形態に変身していた。
顔の両側にあるバナナ型の角バーニングホーンは、装着者の生体情報をモニターする分析ユニットである。胸部装甲バーンキュイラスの下端が斜めになっているのは、変形時の形状をそのまま反映したため。
アームズウェポン
バナスピアー
長槍型アームズウェポン。通常時は縮められているが、戦闘時には先端部のパルプシャフトが展開して内部フレームバナキールが露出し、より長くなる。
敵との間合いを取り、突いて使うのが基本だが、斬撃や打撃も繰り出せる。石突にあたるブランチストックで殴打することも可能。頑強にできているため、敵の攻撃を受けとめるのにも有用である。
- モチーフは皮をむいたバナナ。『仮面ライダーフォーゼ』の「バリズンソード」との差別化のため、初めから皮がむけた状態にしてある。

必殺技
キャバリエンド
飛び蹴り技。バナナアームズではあまり使われず、第37話の異世界におけるサッカーの試合でシュートを打ったのが初披露となった。
スピアビクトリー
バナナスカッシュでは標的を巨大なバナナ状のエネルギーと共に貫く。
バナナオーレではバナスピアーを上に掲げ、巨大なバナナ状のエネルギーを発生させて振り下ろす。
バナナスパーキングではバナスピアーを地面に突き立て、敵の足元からバナナ状のエネルギーを出現させる。

#### マンゴーアームズ
マンゴーロックシードを使用して変身する派生形態。装着時の音声は「マンゴーアームズ!ファイト・オブ・ハンマー!」。
素早さは欠けるものの、バナナアームズ以上のパワーと重装甲を活かし、敵の攻撃をかわさず受け止めて、強引に押し切る戦法を得意とする。
顔の両側にある角ゴーコルネットは装着者の生体情報をモニターする分析ユニットであり、下向きに湾曲しているため受けた衝撃を和らげるフェイスガードとしても機能する。また、背面にはマントゴーケープをまとっている。
戒斗は強さを求めてマンゴーロックシードをヘルヘイムの森で手に入れたが、バナナアームズを最良と考えていたため、使わないまま所持していた。しかし、バナナアームズの攻撃をはじき返してしまうセイリュウインベスとの戦いで初使用すると、以後はマンゴーアームズの有用性を認め、強敵相手にしばしば変身した。
アームズウェポン
マンゴパニッシャー
メイス型アームズウェポン。破壊力を高めるためハンマー部分のブロックバスタードは非常に重く、大人数人でも持ち上げられないほど。ブロックバスタード側面には分厚い刃チップフランジが5枚を1列として4方向に付けられているほか、先端にも鋭いスパイクデッドポイントが備わっている。
頑丈なマンゴパニッシャーは防御に使っても有用であり、第8話でバロンはセイリュウインベスの吐く火球をマンゴパニッシャーで振り払って突撃した。
- 形状は切った状態のマンゴーをモチーフとしている。子供たちが目にするマンゴーは、すでに食卓に並んでいる物だからである。

必殺技
パニッシュマッシュ
マンゴースカッシュではエネルギーをまとったマンゴパニッシャーで敵を殴り付ける。マンゴパニッシャーを投擲することもある。
マンゴーオーレではマンゴパニッシャーを勢い良く振り回し、エネルギー弾を標的に飛ばして粉砕する。マンゴパニッシャーをエネルギー弾ともども投擲することもある。
マンゴースパーキングではマンゴパニッシャーを勢いよく振り回し、前方に突き出して先端部を模したエネルギーを一直線に飛ばす。

#### スイカアームズ（バロン）
鎧武から借り受けたスイカロックシードを使用して変身する重装備形態。
ユグドラシル・コーポレーションへの潜入時に使用し、迎撃に出てきた仮面ライダーシグルドを退けた。
アームズウェポン
スイカ型の槍
槍型アームズウェポン。バロンの特性にあわせた武器が生成されたと思われ、アイスキャンディ「スイカバー」のような形状をしている。
- 正式な設定はなく、絵コンテのなかの★陽の案を基にCGを担当した特撮研究所により創作された。しかしカードダスでの使用が決まったため、後になってバンダイにデータを渡すという異例の対応を迫られることになった。

必殺技
突進攻撃
巨大化した槍で突く。

#### レモンエナジーアームズ（バロン）
駆紋戒斗がゲネシスドライバーとレモンエナジーロックシードを使用して変身する強化形態。装着時の音声は「レモンエナジーアームズ!」で、その後に「ファイトパワー!ファイトパワー!ファイファイファイファイファファファファファイト!」と続く。
湊耀子を通じて戦極凌馬からドライバーとエナジーロックシードを渡されたことで変身が可能となった。戦極ドライバーによるバナナアームズやマンゴーアームズへの変身中に、ベルトをゲネシスドライバーに交換することで、変身解除を経由せずにレモンエナジーアームズになることもできる。
他の新世代アーマードライダーに比肩する戦闘能力を発揮し、オーバーロードを相手に善戦してきたが、第43話で凌馬が発動したキルプロセスによってドライバーを破壊されて変身不能となった。しかしゲネシスコアは無事だったため『鎧武外伝 仮面ライダーナックル』にて仮面ライダーナックル ジンバーマロンアームズへの変身に使用された。
- 当初バロンのパワーアップは予定されていなかったが、鎧武とのパワーバランスを考慮して急遽設定された[158]。そのため正式なデザイン画は存在していない[159]。戒斗が戦極凌馬のゲネシスドライバーを奪って仮面ライダーデュークの色違いに変身するという案も存在した[158]。
- 撮影用スーツのアーマー部はデュークのものを流用し、胸部装甲レイモンエナジーラング[160]の紋章を換装している[159]。マスクレイモンヘッドピース[160]についてはバロンとデュークの形状が合わないため、新規に造形された[159]。

アームズウェポン
ソニックアロー
新世代アーマードライダーの共通武器である弓。詳細は新世代アーマードライダーの節を参照。
バロンはこの武器を逆手で振るう。
必殺技
キャバリエンド
レモンエナジーオーレで発動。レモン状のエネルギーを潜り抜けながら、跳び蹴りを叩き込む。
ソニックボレー
レモンエナジースカッシュで発動。ソニックアローにレモンエナジーロックシードを装填し、強力な矢を放つ。
エネルギー刃
レモンエナジースカッシュでソニックアローの刃部分にエネルギーを充填して敵を切り裂く。衝撃波を飛ばすことで遠距離攻撃も可能。
バナナで敵を拘束する
ソニックアローにバナナロックシードを装填し、バナナ状のエネルギーを出現させて相手の動きを封じる。

#### テレビシリーズ以外の作品に登場する仮面ライダーバロン
オーズアームズ
オーズロックシードを使用して変身する仮面ライダーオーズの力を宿した特殊形態。
詳細は仮面ライダー×仮面ライダー 鎧武&ウィザード 天下分け目の戦国MOVIE大合戦#仮面ライダーバロン オーズアームズを参照。
リンゴアームズ
禁断のリンゴロックシードを使用して変身するリンゴの鎧を装備した強化形態。
詳細は鎧武外伝#仮面ライダーバロン リンゴアームズを参照。
キウイアームズ
キウイロックシードを使用して変身する派生形態。『てれびくん超バトルDVD 仮面ライダー鎧武/ガイム フレッシュオレンジアームズ登場!〜君もつかめ!フレッシュの力〜』に登場。
両手に持ったキウイ撃輪で戦う。鎧武 フレッシュオレンジアームズとの戦闘では優勢を保っていたが、紘汰の機転で無双斬フレッシュを受けて敗北した。
イチゴアームズ
イチゴロックシードを使用して変身する派生形態。『てれびくん超バトルDVD 仮面ライダー鎧武/ガイム フレッシュオレンジアームズ登場!〜君もつかめ!フレッシュの力〜』に登場。
スーツとアームズの色が重なり、全身が赤くて落ち着かないという理由で使用されなかった。
メロンアームズ
メロンロックシードを使用して変身する派生形態。『てれびくん超バトルDVD 仮面ライダー鎧武/ガイム フレッシュオレンジアームズ登場!〜君もつかめ!フレッシュの力〜』に登場。
攻撃を重んじる戒斗には、メロンディフェンダーで守備を固める戦闘スタイルは合わず、使用されなかった。
仮面ライダーブラックバロン バナナアームズ
不良集団ネオ・バロンのシュラが変身する。
詳細は鎧武外伝#仮面ライダーブラックバロンを参照。

### 仮面ライダー斬月
仮面ライダー斬月（）は、呉島貴虎が変身するアーマードライダー。葛葉紘汰たちからは「白いアーマードライダー」と呼ばれていた。
ユグドラシル・コーポレーションの人類救済計画プロジェクト・アークのリーダーとして、ヘルヘイムの森の調査チームの護衛や沢芽市内に出現したインベスの処理を行っていた。また、紘汰たちがヘルヘイムの森に侵入した際には警告として襲撃をかけたりもした。
ゲネシスドライバーを得た後の貴虎は、『鎧武外伝 仮面ライダー斬月』での一件を除いてこの姿に変身することはなくなり、戦極ドライバーとロックシードを呉島邸に保管していた。第36話で、仮面ライダー斬月・真となった呉島光実との決着を着けるために再び変身したが、とどめをためらった瞬間に斬月・真の反撃を受け、ドライバーとロックシードを破壊されて変身不能となった。
『ドライブ&鎧武』ではメガヘクスが生み出したメカ黒影の量産型戦極ドライバーを光実が回収し、高司舞の力でチーム鎧武のガレージに生えて来たヘルヘイムの果実をドライバーを装着した貴虎が採取したことで果実がメロンロックシードに変化し、再び変身可能となった。なお、通常の量産型戦極ドライバーであればライダーインジケーターは無地となるが、このときは斬月の横顔が浮かび上がった。
小説版での貴虎は、普段は斬月・真を使用しているが、最終決戦ではスイカアームズを使用するため斬月に変身している。
白いアンダースーツライドウェアの形状は、仮面ライダー鎧武とほぼ同じである。
- モチーフは鎧武の上位存在にあたることから高級感のあるメロンが選ばれた[169]。当初はリンゴをモチーフとする案も存在していたが、虚淵からの要望により禁断の果実を想起させるリンゴの存在は最後まで伏せられることになった[158][注釈 35]。また、企画当初では無双セイバーを使うのは鎧武のみであったが、同じ和風モチーフの斬月も装備することになり、攻守に優れていることを示すため盾がアームズウェポンに選ばれた[169]。

アームズ
メロンアームズ
メロンロックシードを使用して変身する基本形態。 装着時の音声は「メロンアームズ!天・下・御・免!」。
初期アーマードライダーでは最強の戦士であり、旧型にもかかわらず第36話では光実が変身する斬月・真を圧倒し、『ドライブ&鎧武』ではデューク ドラゴンエナジーアームズを打倒する活躍を見せた。
- メロンの表面は鎧の模様のように見えるので、そのままデザインに反映されている。鎧の変形構造はオレンジアームズと同じだが、パーツの形状を変えることで異なる印象に仕上げている。両肩の装甲メロウスリーブは、食卓に並んだメロンをイメージして果肉部分に切れ込みが入っている。
- 撮影用スーツは『鎧武外伝 仮面ライダー斬月』でウォーターメロンアームズに改造された。第36話でのマスクが割れる場面は、通常のマスクに破片と演じる久保田悠来の顔を合成して表現している。
- メロンアームズへの変身シーンのCGは初期から用意されていたが、使用する機会がないまま斬月・真の登場が迫っていたため、第10話で脚本にはない変身シーンが追加された。

アームズウェポン
無双セイバー
剣と銃の機能を併せ持つ、斬月の主要武器。基本的には鎧武の物と同仕様だが、斬月の紋章が描かれている。
メロンディフェンダー
盾型アームズウェポン。内蔵されたバッテリーユニットタイインガが受け止めた敵の攻撃エネルギーを吸収し、電磁シールド発振器カネサスマタの動力に変換する。
両側には半月型の鋭い刃ソクトウエンが、先端には刺突刃ハサイシンが備わっており、ブーメランのように投げ付けての攻撃も可能。
- 撮影用プロップは1つのみで、『鎧武外伝 仮面ライダー斬月』のウォーターメロンガトリングに改造されたが、その後『仮面ライダー鎧武/ガイム特写写真集 凱旋』での撮影のために元に戻された。

必殺技
無双斬
メロンスカッシュで無双セイバーで敵を切り裂く。
無刃キック
飛び蹴り技。劇中未使用。
メロウブラスト
メロンスカッシュでメロンディフェンダーを投擲する技。

#### テレビシリーズ以外の作品に登場する仮面ライダー斬月
フォーゼアームズ
フォーゼロックシードを使用して変身する仮面ライダーフォーゼの力を宿した特殊形態。
詳細は仮面ライダー×仮面ライダー 鎧武&ウィザード 天下分け目の戦国MOVIE大合戦#仮面ライダー斬月 フォーゼアームズを参照。
ウォーターメロンアームズ
ウォーターメロンロックシードを使用して変身する派生形態。
詳細は鎧武外伝#ウォーターメロンアームズを参照。
マンゴーアームズ
マンゴーロックシードを使用して変身する派生形態。『てれびくん超バトルDVD 仮面ライダー鎧武/ガイム フレッシュオレンジアームズ登場!〜君もつかめ！フレッシュの力〜』に登場。
マンゴパニッシャーを振り回して戦う。鎧武 フレッシュオレンジアームズとの戦闘は優勢を保っていたが、鎧武の機転により足元を攻撃されて隙を見せ無双フレッシュスライサーを受けて敗北した。
イチゴアームズ
イチゴロックシードを使用して変身する派生形態。『てれびくん超バトルDVD 仮面ライダー鎧武/ガイム フレッシュオレンジアームズ登場!〜君もつかめ！フレッシュの力〜』に登場。
貴虎は「私にしてはかわいすぎる」として、使用しなかった。
ブドウアームズ
ブドウロックシードを使用して変身する派生形態。『てれびくん超バトルDVD 仮面ライダー鎧武/ガイム フレッシュオレンジアームズ登場!〜君もつかめ！フレッシュの力〜』に登場。
銃よりも剣のほうが使いやすいという貴虎とは戦闘スタイルが合わず、使用されなかった。
スイカアームズ
小説版に登場。菩提樹での戦いに使用した。アームズウェポンはスイカ双刃刀。
詳細は鎧武外伝#スイカアームズを参照。
ジンバーメロンアームズ
小説版に登場。戦極ドライバーにメロンロックシード、戦極ドライバーに取り付けたゲネシスコアにメロンエナジーロックシードを装填して変身する強化形態。
詳細は鎧武外伝#ジンバーメロンアームズを参照。
カチドキアームズ
舞台『仮面ライダー斬月』-鎧武外伝-および映画『劇場版 仮面ライダージオウ Over Quartzer』、『鎧武外伝 仮面ライダーグリドンVS仮面ライダーブラーボ』に登場。鎧武のものと同型・色違いのアームズウェポン火縄甜瓜DJ銃を使用する。

### 仮面ライダー龍玄
仮面ライダー龍玄（）は呉島光実が変身するアーマードライダー。名称はDJサガラが必殺技を「ドラゴンの息吹きのようだ」と判断したことから付けられた。
葛葉紘汰が戦いへの恐怖から仮面ライダー鎧武に変身できなくなっていた折、チーム鎧武の仲間を守ろうとした光実は、シドと交渉して戦極ドライバーとロックシードを手に入れることで変身能力を得た。以降は鎧武の補佐をしながらライバルのアーマードライダーやインベスと戦っていたが、光実が野心を抱き紘汰を疎んじるようになるにつれて変身の機会が減っていった。ヘルヘイム事件終結後の仮面ライダー邪武襲来に際しては、改心した光実が決意を新たに龍玄へと変身した。
緑色のアンダースーツライドウェアは前垂れがあるのが特徴。肩アーマーの形状や各部のディテールは中華風に仕上げられている。
- デザイン時点ではすぐに退場する可能性のある悪役寄りのキャラクターというイメージであったため、ヒーローではあまり使われない配色となっている[44]。一方で、顔のデザインは鎧武とバロンが挑戦的なデザインであったため、眼の形などがオーソドックスな仮面ライダー風の形状となった[169]。

#### ブドウアームズ
ブドウロックシードを使用して変身する基本形態。装着時の音声は「ブドウアームズ!龍・砲・ハッハッハッ!」。
アームズウェポンブドウ龍砲を使用する銃撃戦を得意とするが、接近戦には不向き。
中華風の意匠として頭頂部には房飾りがついており、装着者の生体情報をモニターする分析ユニット龍舌として設定されている。
アームズウェポン
ブドウ龍砲（）
6連装の回転式ハンドガン型アームズウェポン。グリップ上部の緑宝撃鉄を引くことで銃身中央部の龍玉弾倉にリロードを行って弾を送り込み、6連式の銃口からロックシードのエネルギーが変換された弾丸を最大秒間100発発射する。龍玉弾倉では1分間に最大6000発の銃弾を生成・チャージできるため、弾切れになることはない。また、中国武術のようなスタイルでトンファーのように扱って闘うこともある。
- ブドウアームズの武器ということで、多くの弾を放つガトリングガンをモチーフにしている。当初は青龍刀という案もあったが、武器のバリエーションの幅が狭くなりすぎるため、武装を中華風にするのは断念された。

必殺技
龍玄脚
ブドウスカッシュで跳び蹴りを叩き込む。
ドラゴンショット
ブドウスカッシュではエネルギー弾を連射した後に、龍型の大型エネルギー弾を放つ。
ブドウスパーキングではブドウの粒状のエネルギーを発生させた後、龍型に収束させて放つ。
鎧の再脱着
ブドウスパーキングで発動。メガヘクスの基地で拘束された際、アームズをたたんで飛ばすことで抜け出した。

#### キウイアームズ
キウイロックシードを使用して変身する中国拳法で戦うカンフー戦士形態。装着時の音声は「キウイアームズ!撃・輪・セイヤッハッ!」。
ブドウアームズよりも装甲が厚く、格闘能力が強化されており、複数の敵との接近戦を行うときに有用である。
テレビシリーズへの登場回数は少なく、むしろ劇場版やテレビスペシャルでの活躍が多い。
- 撮影用スーツはバイク運転に適していないため、龍玄がバイクに乗るときはブドウアームズに戻っている[186]。
- マスクはヨモツヘグリアームズに改造され[187]、その後、キウイアームズに戻されている[172]。

アームズウェポン
キウイ撃輪（）
二振りの圈型アームズウェポン。両手に一振りずつ装備する。中央の安定板風車環はキウイの断面を模しており、湾曲した刀身円撃刃は敵からの攻撃を受け流すことにも適している。
- 珍しい武器なのでスーツアクターにとっては扱いづらく、龍玄役の佐藤太輔は「最後の最後まで、どう使えばいいのかわからなかった」と述べている。

必殺技
龍玄脚
跳び蹴り技。劇中未使用。
スピニングフープ
輪切りのキウイ状のエネルギーが出現し、その円周に沿ってキウイ撃輪を飛ばす。
衝撃波
キウイスカッシュでキウイ撃輪に蓄積した緑色のエネルギーを投射する。

#### 仮面ライダー龍玄・黄泉
ヨモツヘグリロックシードを使用して変身した強化形態。「ヨモツヘグリ」とは、黄泉の国で死者が口にする食べ物を指す。
鎧武を倒すよう戦極凌馬にそそのかされた光実が、初期に試作されていたものの危険すぎるため封印されていたロックシードを受け取って変身が可能となった。高い戦闘能力と引き換えに装着者の生命エネルギーを吸い上げて力に変換するため、戦闘中も光実は苦しんでおり、彼の身を案じた鎧武が捨て身でヨモツヘグリロックシードを破壊したことで変身不能となった。
- 当初は龍玄に強化予定はなかったが、パワーアップを重ねる鎧武との差を埋めるため虚淵の要望により追加された[120][192]。撮影用スーツを新造する時間がないため、台本には単なる色替えをイメージして「黒い龍玄」と書かれていたが[120]、ブドウアームズをリペイントするだけでは面白みに欠けるため、頭部はキウイアームズのものが使われた[187]。アンダースーツヨモツライドウェア[193]は仮面ライダー黒影から流用され[120]、前垂れと[187]グローブが[120]新規造形された。

アームズ
ヨモツヘグリアームズ
鎧はヘルヘイムの森に通じるクラックではなく、謎の暗闇から召喚される。装着時の音声は「ヨモツヘグリアームズ!冥・界・ヨミヨミヨミ!」。
頭部ヨモツカブトがキウイアームズ、胸部ヨモツラングと肩部ヨモツオオヨロイはブドウアームズと同様の形状をしており、ベルト下部の前垂れはボロボロになっている。
龍玄のアームズウェポンだけでなく、オーバーロードの武器も召喚して戦う。
アームズウェポン
ブドウ龍砲
ブドウアームズのハンドガン型アームズウェポン。
キウイ撃輪
キウイアームズの圈型アームズウェポン。
ダウ
レデュエの戟と同型の武器。
ディムブ
シンムグルンの斧と同型の武器。
必殺技
龍玄脚
ヨモツヘグリスカッシュでブドウ状のエネルギーをまとって放つ飛び蹴り。
ドラゴンショット
ヨモツヘグリスカッシュで紫色のエネルギー弾を連射する。ブドウアームズでの使用時と異なり、緑宝撃鉄は引かない。
エネルギーを放つ
ヨモツヘグリスカッシュで発動。ダウで放つ必殺技。

#### テレビシリーズ以外の作品に登場する仮面ライダー龍玄
Wアームズ
Wロックシードを使用して変身する仮面ライダーWの力を宿した特殊形態。
詳細は仮面ライダー×仮面ライダー 鎧武&ウィザード 天下分け目の戦国MOVIE大合戦#仮面ライダー龍玄 Wアームズを参照。
パインアームズ
パインロックシードを使用して変身する派生形態。『てれびくん超バトルDVD 仮面ライダー鎧武/ガイム フレッシュオレンジアームズ登場!〜君もつかめ!フレッシュの力〜』に登場。
鎧武 フレッシュオレンジアームズとの戦闘では竜の残像をまといながらパインアイアンを放ち優勢を保っていたが、紘汰の機転で攻撃を避けられ、動揺した隙に無頼フレッシュキックを受けて敗北した。
メロンアームズ
メロンロックシードを使用して変身する派生形態。『てれびくん超バトルDVD 仮面ライダー鎧武/ガイム フレッシュオレンジアームズ登場!〜君もつかめ!フレッシュの力〜』に登場。
光実は兄さんと同じ色は僕には派手過ぎると難色を示し、使用しなかった。
バナナアームズ
バナナロックシードを使用して変身する派生形態。『てれびくん超バトルDVD 仮面ライダー鎧武/ガイム フレッシュオレンジアームズ登場!〜君もつかめ!フレッシュの力〜』に登場。
左右非対称である肩の形状が光実にはバランスが取りづらいと指摘され、使用されなかった。
ジンバードラゴンフルーツアームズ
小説版に登場。戦極ドライバーにブドウロックシード、戦極ドライバーに取り付けたゲネシスコアにドラゴンフルーツエナジーロックシードを装填して変身する龍玄の強化形態。
詳細は鎧武外伝#仮面ライダー龍玄 ジンバードラゴンフルーツアームズを参照。

### 仮面ライダーグリドン
城乃内秀保が変身するアーマードライダー。名称は初瀬亮二が勝手に命名した物で、城乃内は当初嫌がっていたが、そのまま公衆に定着してしまった。
当初は初瀬 / 仮面ライダー黒影と組んで活動していたが、戦闘力の低さから敗北が続いていた。その後、凰蓮・ピエール・アルフォンゾ / 仮面ライダーブラーボによって強制的に弟子にされ、彼の手で鍛え直されたことで、他のライダーと共にインベスの大群に立ち向かい、ほぼ互角に渡り合うほどに成長した。第44話で仮面ライダーナックルによって戦極ドライバーとロックシードを破壊されて変身不能となった。
小説版で凰蓮から新しい戦極ドライバーとドングリロックシードを与えられ、再び変身が可能になった。
- デザインはギリシャ兵をイメージしている[196]。仮面ライダーバロンにある腕や脚の模様を省略することで、格下であることを示している[196]。
- 「グリドン」という名前は仮名称であったが、インパクトが強かったため、そのまま採用された[43][197]。
- 撮影用スーツはアップ用とアクション用の2つが作られたが、コメディリリーフ的な役割が多かったため、アップ用はあまり使われなかった[198]。
- スーツアクターの岡田和也は、武部プロデューサーから「グリドンは頭はいいけど戦いは苦手」と聞かされており、戦闘が始まると黒影やブラーボの後ろに隠れる演技をよくしていた[199]。

アームズ
ドングリアームズ
ドングリロックシードを使用して変身する基本形態。装着時の音声は「ドングリアームズ!ネバー ギブアップ!」。
通常の装甲に金属ブロックを重ねた肩部装甲ドームスパルダの重量で敏捷性は落ちているが、守りは堅い。
スイカアームズ
スイカロックシードを使用して変身する重装備形態。
大玉モードのまま身動きが取れなくなったため、ブラーボに蹴飛ばされて転がり、インベスを倒している。
アームズウェポン
ドンカチ
ハンマー型アームズウェポン。パワーセルドームブリックには振り回すたびにエネルギーが蓄えられ、威力を高める。打撃面ナットストンプから放たれる衝撃は、敵の装甲を伝わって内部に浸透する。
必殺技
グリドンインパクト
ドングリスカッシュではドンカチを構えて高速回転し、敵を殴り付ける。
ドングリオーレでは高所からドンカチを構えて飛び降り、落下の勢いを乗せた一撃を叩き込む。
ドングリスパーキングではドンカチを振るい、巨大なドングリ状のエネルギーを飛ばす。
人間砲弾のような技
ドングリスパーキングで発動。仮面ライダーブラーボとの連携により、アームズを閉じた状態で敵に突っ込む。

#### テレビシリーズ以外の作品に登場する仮面ライダーグリドン
ライチアームズ
戦極ドライバーにライチロックシードを装填して変身する派生形態。
詳細は鎧武外伝#仮面ライダーグリドン ライチアームズを参照。

### 仮面ライダー黒影
仮面ライダー黒影（）は、初瀬亮二が変身するアーマードライダー。名称は初瀬自身によるもので、黒を基調にした外見とその身軽さから名づけたと思われる。この名称はユグドラシル・コーポレーションにも採用され、量産型ライダーの名称は「黒影トルーパー」となった。
初瀬がリーダーを務めるチームレイドワイルドがチームバロンの傘下に入るという条件で、駆紋戒斗からロックシードを受け取り、シドからは戦極ドライバーを渡されることで変身が可能となった。
城乃内秀保 / 仮面ライダーグリドンと組んで活動していたが、第11話でヘルヘイムの森でのゲームの最中、力加減を誤った仮面ライダー斬月によってドライバーとロックシードを破壊され変身不能となった。功を焦った初瀬は、ヘルヘイムの実を食してヘキジャインベスに変貌してしまい、仮面ライダーシグルドに討たれた。以後のテレビシリーズに仮面ライダー黒影は登場していないが、異世界を舞台とした劇場版『サッカー大決戦!黄金の果実争奪杯!』では活躍している。
- デザインは足軽をイメージしている[43]。顎部ダクトクラッシャー[204]のチューブ状のパーツは、兜の紐をイメージしたものである[43][205]。アンダースーツライドウェア[204]の造形は仮面ライダー鎧武に近似しているが、翼紋様が外されてシンプルになっている[43]。

アームズ
マツボックリアームズ
マツボックリロックシードを使用して変身する基本形態。鎧の色は焦げ茶色。装着時の音声は「マツボックリアームズ!一撃、インザシャドウ!」。
素早い身のこなしを活かして敵を翻弄し、アームズウェポン影松で一撃を加える戦法を得意とする。
アームズウェポン
影松（）
長槍型アームズウェポン。長く頑丈な柄クロナガエを備えており、刀剣の間合いの外から攻撃できるため、使用者の技量が劣っていても戦える。石突ハタイシツキで殴打することも可能。
『MOVIE大戦フルスロットル』では、メカ黒影の1体が持っていた影松を呉島光実が奪って生身で使用し、仮面ライダー龍玄に変身した後にメカ黒影の1体を撃破している。恐らく初めて影松を手にしたであろう光実でも使いこなせていたことから、この武器の操作性のよさがうかがえる。
必殺技
影縫い突き
マツボックリスカッシュで高く跳躍し、落下する勢いを乗せてマツボックリ状のエネルギーをまとった影松で敵を突き刺す。
マツボックリスパーキングでも同様に高く跳躍し、きりもみ回転しながら影松で敵を突き刺す。

### 仮面ライダーブラーボ
凰蓮・ピエール・アルフォンゾが変身するアーマードライダー。全身の装甲に隙間なくトゲが並んでおり、兜の左目周辺には傷のような意匠が見られる。
チームレッドホットの曽野村が凰蓮の店「シャルモン」で騒いだため、迷惑料としてロックシードを取り上げたことで変身可能となった。当初は他のアーマードライダーたちを「インベスで街の平和を乱す不良集団」と思い込んでおり、何度も妨害を仕掛けていた。やがてヘルヘイムの真相を知ったことで彼らと和解し、強引に弟子とした城乃内秀保 / 仮面ライダーグリドンと力を合わせ、インベスやオーバーロードと戦うようになった。第44話で、ロード・バロンによってドライバーとロックシードを破壊され変身不能となった。
小説版では呉島貴虎がユグドラシルEUの残党から回収した戦極ドライバーとドリアンロックシードを与えられ、再び変身が可能になった。
- デザインコンセプトは「クレイジーなキャラ」[208]。当初は商品化予定がない敵キャラクターという位置づけであったため、顔のヒビや全身のトゲなど前衛的にデザインされた[196][209]。
- スーツアクターの今井靖彦は、役作りにあたって凰蓮役の吉田メタルと話し合い、「普段はおネエ系だが戦闘中はキレイな武闘派タイプ」であるとして、なよなよしないように心がけた[199]。

アームズ
ドリアンアームズ
ドリアンロックシードを使用して変身する基本形態。装着時の音声は「ドリアンアームズ!ミスター デンジャラス!」。
変身者の凰蓮が傭兵として経験を積んでいるため、初期アーマードライダーの中でもトップクラスの戦闘スペックを誇る。
頭頂部のトサカはエネルギー発振器フラタニティクレットで、頭突きに効果を発揮する。
アームズウェポン
ドリノコ
2本1組の片手剣型アームズウェポン。ノコギリ状の刃ソウヤーエッジは切れ味よりも、敵の装甲の破壊に重点を置いている。刀身にはトゲ状の鋲リベットポイントの列が打ち込まれているほか、護拳部分ソーンガードもスパイクだらけで、至近距離での打撃に使えるようになっている。
2本を接続して旋回させることで敵の攻撃を防ぐほか、トゲを飛ばして攻撃することも可能。
必殺技
ドリアッシェ
ドリアンスカッシュでは、フラタニティクレットから伸びるエネルギーブレードで標的を薙ぎ払う。
ドリアンオーレでは、ドリノコを何度も振るい、ドリアンの実を模した光弾を連続で放つ。また、ドリノコから巨大なドリアン型の光弾を生成して打ち出すパターンも存在する。
ドリアンシュート
ドリアンスカッシュで発動。アームズを閉じてヘディングシュートを決めるサッカー技。

#### テレビシリーズ以外の作品に登場する仮面ライダーブラーボ
キングドリアンアームズ
戦極ドライバーにキングドリアンロックシードを装填して変身する派生形態。
詳細は鎧武外伝#仮面ライダーブラーボ キングドリアンアームズを参照。

### 仮面ライダーナックル
ザックが変身するアーマードライダー。命名はザック自身による。
駆紋戒斗 / 仮面ライダーバロンがチームバロンを脱退する際、ユグドラシル・コーポレーションの施設から奪ってきた量産型戦極ドライバーとクルミロックシードをザックに託したことで変身可能となった。以後はインベスやオーバーロードから沢芽市を守るために戦い、仮面ライダーバロンの相棒として活躍することが多かった。戒斗がロード・バロンへと変貌し、現在の世界の駆逐に動き出したときも追従したが、実はそれは演技であり、裏では戒斗を阻止しようと動いていた。しかし暗殺計画は湊耀子が自らを犠牲として食い止めたため失敗。第45話でバロンに直接挑むものの、ドライバーとロックシードを破壊されて変身不能となった。
『鎧武外伝』の『ナックル編』では、ネオ・バロンのアーマードライダーに対抗するために、呉島光実から量産型戦極ドライバーとクルミロックシードを託されたことで再び変身が可能になった。
- テレビシリーズへの登場は中盤からだが、デザイン自体は仮面ライダー黒影と同時期に描かれた[214]。アンダースーツ ライドウェア[215]の形状も黒影と共通である[214]。1970年代の石ノ森章太郎作品のヒーローをイメージしたキャラクターで[214][216]、「垂れ目の仮面ライダー」という要望に基づき描かれたが、実際に登場するかどうかは未確定であった[196]。変身者も決まっておらず、「仮面ライダー黒影の上位アームズ」や「黒影トルーパーの中隊長」などの案が検討されていたが、最終的に「もうひとりくらいビートライダーズから仮面ライダーを出そう」という意見が採用された[217]。
- ナックルは量産型戦極ドライバーを使用しているためライダーインジケーターはブランク[218]となっているが、ナックルの横顔が描かれたフェイスプレートのデザイン画は存在している[196][51]。

アームズ
クルミアームズ
クルミロックシードを使用して変身する基本形態。装着時の音声は「クルミアームズ!ミスター・ナックルマン!」。
アームズウェポンクルミボンバーを駆使した強力パンチで戦う。全身の厚い装甲は防御力が高い。
スイカアームズ
バロンから借り受けたスイカロックシードを使用して変身する重装備形態。
ヨロイモード時は両手にスイカを模したグローブが装着される。
- バロン スイカアームズで特撮班が独自に新武器の槍を登場させた結果、事後処理が発生したので、ナックル スイカアームズの新要素はエフェクト程度に抑えられている。

アームズウェポン
クルミボンバー
手甲型アームズウェポン。ロックシードのエネルギーをパワーに変換するボンバーコアの働きで、装着者のパンチ力を大幅に増強する。
両手を覆っているため、ロックシードの換装時には取り外す必要がある。
必殺技
必殺キック
クルミスカッシュでクルミ状のエネルギーをまとい、跳び蹴りを叩き込む。
必殺パンチ
クルミスカッシュとクルミオーレで発動。全身をクルミ状のエネルギーで包んでパンチを放つ。またはエネルギーを帯びたクルミボンバーでパンチを放つ。
光弾
クルミオーレで発動。パンチの動作に合わせ、クルミボンバーからクルミ状のエネルギー弾を打ち出して攻撃する。
エネルギー波
クルミスパーキングで巨大なクルミ状のエネルギー弾を2発放つ。

#### テレビシリーズ以外の作品に登場する仮面ライダーナックル
ジンバーマロンアームズ
量産型戦極ドライバーに取り付けたゲネシスコアにマロンエナジーロックシードを装填して変身する強化形態。
詳細は鎧武外伝#仮面ライダーナックル ジンバーマロンアームズを参照。

### 新世代アーマードライダー
新世代アーマードライダー、または次世代アーマードライダーは第12話以降に登場する、戦極凌馬が新たに開発したゲネシスドライバーとエナジーロックシードを使用して変身するアーマードライダー。
多人数ライダー作品『鎧武/ガイム』における「2号ライダー」にあたる存在である。
デザインや造形には以下に挙げる共通コンセプトがある。
- 弓を共通武器としているため、胸当てを意識した左右非対称の形状になっており[58]、肩の装甲は片側だけについている[223]。
- 目がマスクの輪郭からはみ出ており、また先端がとがっている[223]。
- マスクや装甲はストローをイメージしたパーツで縁取りされている[223]。
- クリアパーツには、新技術により水滴状の気泡が封入されている[223]。
- ボディが細く見えるように、脇の下や体の側面が黒くなっている[223]。

また、アームズウェポンは以下に述べる共通の1種類となっている。
ソニックアロー
新世代アーマードライダー専用に開発された、弓型アームズウェポン。ただし、ゲネシスコアをセットして機能拡張した戦極ドライバーで変身するアーマードライダーも使用できる。
ロックシードから供給されるエネルギーによって生成される矢を、グリップ部ノッキングドローワーを引くことでほぼ無制限に打ち続けることが可能。レーザーポインターエイミングスコープによって射撃の精度が高められており、矢の軌道はカーブを描くこともある。
またシャフト部にはアークリムと呼ばれる刃が備わっており、接近戦では刀のように振るって扱う。
エナジードライブベイにロックシードを装填すれば、それぞれの特性に応じた攻撃が可能となる。
- 新世代ライダー用に弓が選ばれた理由は、既存のアームズで武器のアイディアを出し尽くしてしまったためである。
- 撮影用プロップはアクション用とアップ用のほか、弓弦を限界まで引き絞れるギミック付きのものと、刀として使うとき用の片側が長いものの4種類があり、同時に複数登場する際はこれらを併用して撮影している。
- 従来のシリーズではボウガン型武器はたびたび登場してきたものの、実際に弓を引くことができるアイテムはソニックアローが初となる。玩具の売り上げは好調で、2号ライダー用の武器としては過去最高の人気となった。

#### 仮面ライダーデューク
戦極凌馬が変身するアーマードライダー。一連のアーマードライダーシステムの開発者である凌馬が自分専用に作ったものであるため、ゲネシスドライバーには特別なチューニングが施されており、スペックは他の新世代ライダーを上回る。
変身する凌馬が研究職を本業とするため前線にはあまり登場せず、他の新世代ライダーと比べて変身回数は少ないが、ひとたび戦闘となると容赦ない攻撃で敵を追い詰めた。しかし駆紋戒斗が変貌したロード・バロンにはかなわず、変身を解除されて敗死した。
- 西洋鎧の仮面ライダーバロンの上位存在として設定されており、「男爵（baron）」より位の高い「公爵（duke）」の名を冠する[230][231]。デザインでも「騎士」であるバロンの上位にあたる「王様」をモチーフとしており、兜リーモスヘッドピース[232]は王冠を基にしている[233]。また、額の生体情報分析ユニット ステムバイザー[232]に埋め込まれた5つの演算用コアは、冠の宝石である[233]。顎のレギュレイトクラッシャー[232]の黒い部分は、ヒゲのイメージ[233]。腕や太腿の模様はバロンよりも凶悪な形状になっている[233]。背面のマント ゲネシスケープ[232]の模様も、バロン マンゴーアームズより大胆に配置されている[233]。

アームズ
レモンエナジーアームズ
レモンエナジーロックシードを使用して変身する基本形態。
装着時の音声は「レモンエナジーアームズ!」で、その後に「ソーダ!ファイトパワー!ファイトパワー!ファイファイファイファイファファファファファイト!」と続く。
スピード戦を得意とする。
- 構想段階ではマスカットをモチーフとする案も存在したが、特徴を出すためレモンモチーフに変更された経緯があり、右肩のリーモスエナジースリーブはレモンの印象的な形状をかたどっている。

必殺技
ソニックボレー
ソニックアローにレモンエナジーロックシードを装填し、強力な光弾を放つ。
分身
レモンエナジースカッシュで発動し、自らの姿を立体映像で複数投影する。
光学迷彩
周囲の風景に溶け込んで姿を消す。

##### テレビシリーズ以外の作品に登場する仮面ライダーデューク
ドラゴンエナジーアームズ
メガヘクスの力で再生されたメカ戦極凌馬がドラゴンフルーツエナジーロックシードを使用して変身する形態。
詳細は仮面ライダー×仮面ライダー ドライブ&鎧武 MOVIE大戦フルスロットル#仮面ライダーデューク ドラゴンエナジーアームズを参照。
レモンアームズ
戦極ドライバーとレモンロックシードで変身する、プロトタイプの仮面ライダーデューク。
詳細は鎧武外伝#仮面ライダーデューク レモンアームズを参照。

#### 仮面ライダーマリカ
湊耀子が変身するアーマードライダー。武器は新世代ライダー共通の弓ソニックアローだが、変身者の耀子が高い身体能力と格闘技術を備えているため、接近戦にも長けている。
当初はユグドラシル・コーポレーションに所属しており、戦極凌馬の秘書として活動していた。単独行動のほか、黒影トルーパーを率いたこともある。しかし凌馬に見限られたことで、ビートライダーズと行動を共にするようになる。耀子は「世界の王になる男を見届けたい」という願望を抱いており、その目的にかなう相手として駆紋戒斗を選んで、彼の補佐を務めた。
当初使用していたゲネシスドライバーは凌馬が発動したキルプロセスによって破壊されたものの、凌馬が戒斗によって倒されたため、遺品となったドライバーを回収して再び変身可能となった。最期はザックが仕掛けた爆弾から戒斗をかばって致命傷を負い、彼に看取られながら息を引き取った。
- 中華鎧の仮面ライダー龍玄の上位存在として設定されたが、個性を出すために中東系の要素も取り入れられている[214]。名称はアラビア語で「女王」を意味する「マリカ」に由来する[240]。また、兜モモックヘッドピース[241]の形状はモスクをイメージしている[214]。
- 湊耀子を演じた佃井皆美が、変身後のマリカのスーツアクターも担当した[242]。ただし衣装を換える手間もあるので、一部の場面では藤田慧がマリカを演じている[242]。藤田は、マリカの主体はあくまで佃井なので「普段の自分の中の王道よりも、ちょっと佃井に寄せていますね」と演技における心がけを語っている[228]。

アームズ
ピーチエナジーアームズ
ピーチエナジーロックシードを使用して変身する基本形態。装着時の音声は「ソーダ!ピーチエナジーアームズ!」。
耀子の高い身体能力を活かし、敵の攻撃をかわしながらソニックアローによる射撃を行う。
必殺技
ソニックボレー
ソニックアローにピーチエナジーロックシードを装填し、エネルギーの矢を連続発射した後、桃型エネルギーの矢で敵の動きを封じる。
ソニックアローによる斬撃技
ピーチエナジースカッシュで発動し、ソニックアローの刃アークリムで敵を斬る。

#### 仮面ライダーシグルド
シドが変身するアーマードライダー。シドは帽子を愛用しているため、変身後も額に手を当てる仕草を頻繁に見せる。
ユグドラシル・コーポレーションの行動隊長的存在として、仮面ライダー鎧武らの前に何度も立ちはだかった。呉島貴虎の排除後は、ユグドラシルを裏切って独自に行動を始め、黄金の果実を手にしようとした。しかしオーバーロードの王ロシュオにはまったく歯が立たず、強大な念動力によって抹殺された。
- 新世代ライダーは4人いるため、和・洋・中の3つではモチーフが不足し、新たに北欧のヴァイキングの鎧が参照された[233]。名称は北欧神話の伝承に伝わる英雄「シグルド」に由来する[246]。商品化の予定がなかったため、手足には通常の仮面ライダーでは使用されない毛皮を使用している[233][247]。これは設定上シグルドボーアと呼ばれ、繊維に織り込まれた素子が周囲の熱を電気エネルギーに変換するとされる[248]。
- スーツアクターの金子起也は右利きなので、左利きのシグルド役には苦労が伴ったという[244]。特にソニックアローを左利きの構えで扱うと、右側に装填されるエナジーロックシードが隠れてしまうため、何とかそちら側が画面に収まるように工夫していた[244]。
- 撮影用スーツは1着のみが作られた。アトラクション用のスーツもないため、世界に存在するシグルドスーツは本当に1着のみである[249]。

アームズ
チェリーエナジーアームズ
チェリーエナジーロックシードを使用して変身する基本形態。装着時の音声は「ソーダ!チェリーエナジーアームズ!」。
- チェリーというモチーフは、房の部分をヴァイキングの角に見立てるという発想から選定された。
- シドが左利きであるため、他の新世代アーマードライダーと異なり肩部装甲チェルエナジースリーブは左側についている。ただしデザイン段階では変身者がシドになるとは決まっていなかった。

必殺技
ソニックボレー
ソニックアローにチェリーエナジーロックシードを装填し、サクランボ型のエネルギーの矢を放って、敵を挟み込みダメージを与える。
無人スイカアームズ
ソニックアローにシドロックシードを装填し、スイカロックシードを撃つことで、無人のスイカアームズ ヨロイモードを3体使役する。

#### 仮面ライダー斬月・真
仮面ライダー斬月・真（）は、呉島貴虎が変身するアーマードライダー。同じく貴虎が変身する仮面ライダー斬月が刀と盾を装備し、攻守のバランスが取れていたのに対し、斬月・真には盾がなく、攻撃力重視の戦闘スタイルとなっている。
第28話で貴虎がユグドラシルから追放された後、呉島光実が残されたゲネシスドライバーを使用して変身し、貴虎を装って葛葉紘汰を欺いた。第43話で戦極凌馬が発動したキルプロセスによってゲネシスドライバーを破壊され、変身不能となった。
『ドライブ&鎧武』ではメカ戦極凌馬が使用していたゲネシスドライバーを貴虎が回収し、光実が所持していたメロンエナジーロックシードによって再び変身可能となった。
- スーツアクターは斬月に引き続いて渡辺淳が務めた。第28話で変身者が光実に替わった後も「光実が貴虎を演じている」という理由で渡辺が続演し、変化は手の握り方や立ち回りの雰囲気程度に留められていた[255]。第36話での呉島兄弟対決を機に、仮面ライダー龍玄役だった佐藤太輔に交替した[255]。

アームズ
メロンエナジーアームズ
メロンエナジーロックシードを使用して変身する基本形態。装着時の音声は「ソーダ!メロンエナジーアームズ!」。
- デザインは夕張メロンをモチーフとしている。

必殺技
ソニックボレー
ソニックアローにメロンエナジーロックシードを装填し、強力なエネルギーの矢を放つ。
エネルギー刃
メロンエナジースカッシュで発動。ソニックアローから緑色のエネルギーを放って敵を切り裂く。衝撃波を発生させることで遠距離攻撃も可能。
無刃キック
メロンエナジースカッシュで発動。右足に緑色のエネルギーをまとい、跳び蹴りを叩き込む。

### ユグドラシルの戦力

#### 無人スイカアームズ
ユグルドラシルタワーにはセキュリティの一環として無人で動作するスイカアームズが配備されており、自動的に敵を見つけて攻撃するように設定されている。
また仮面ライダーシグルドは、シドロックシードで使役できる無人スイカアームズを切り札としており、仮面ライダー鎧武に対して3体を同時に差し向けた。しかし圧倒的な火力で相手を蹂躙するはずのスイカアームズも、カチドキアームズの力を得た鎧武の敵ではなかった。
なおスイカアームズは、第1話の冒頭で仮面ライダーバロンが率いる軍勢に多数加わっていたほか、劇場版『サッカー大決戦!黄金の果実争奪杯!』では凰蓮・ピエール・アルフォンゾが率いる部隊にも複数配備されていたが、これらは無人ではなく変身者が存在している。しかしどちらのスイカアームズ部隊も、変身していた者の素性は明らかではない。

#### 黒影トルーパー
ユグドラシル・コーポレーションの保安要員が量産型戦極ドライバーとマツボックリロックシードを使用して変身するアーマードライダー。一部書籍では、「仮面ライダー黒影トルーパー マツボックリアームズ」と表記している。
仮面ライダー黒影 マツボックリアームズをもとに開発されており、スペックや外見はオリジナル黒影とほぼ同様だが、量産型戦極ドライバーを使用しているためライダーインジケーターはブランクとなっている。また、スーツの脇腹の部分に格子状の模様が薄く刻まれている。武器はアームズウェポン影松のほかに、特殊スモークを発する発煙筒や火炎放射器を使うことがある。
ユグドラシルタワーの警備や、ヘルヘイムの森の侵食への対処を主な業務としていた。またプロジェクト・アークでは、この黒影トルーパーを大量生産して一部の人類を救済する計画だった。
ヘルヘイム関連の事態が収束した後は悪用を防ぐため、呉島貴虎によってドライバーとロックシードは全て廃棄処分された。第47話でのコウガネの出現に際しては、万一の時のために唯一残された一式で、城乃内が亡き初瀬への思いを込めて変身するも、仮面ライダー邪武とイナゴ怪人に敗北し、ドライバーとロックシードを破壊された。
『ドライブ&鎧武』では、メガヘクスにより複製されたドライバーとロックシードでメカ兵士が変身したメカ黒影が登場する。
『鎧武外伝 仮面ライダーナックル』では、ネオ・バロンの構成員が変身した黒影トルーパーが2人登場し、ザックと城乃内を襲ったが、仮面ライダー龍玄によって退けられた。その後、仮面ライダーナックルと一騎打ちを行う仮面ライダーブラックバロンの加勢に駆けつけたが、ブラックバロンの攻撃に巻き込まれた後は登場していない。
- 撮影用スーツは3体分が製作された[261]。大人数が登場する場面は、画面の切り返しや合成によって処理されている[261]。
- 黒影トルーパーは企画の当初には存在しておらず、「やはり戦闘員ポジションのキャラクターがほしい」という要望に応える形で考案された[217]。仮面ライダーグリドンをベースにすることも検討されたが、想定以上にスーツが作りこまれていて量産向きではなかったため、最終的に黒影が原型に選ばれた[217]。

### イレギュラーライダーズ

#### 仮面ライダー邪武
仮面ライダー邪武（）は、かつて仮面ライダー鎧武に倒されたコウガネが、沢芽市の少女の肉体を乗っ取って変身するアーマードライダー。鎧武によって憑依を解除されたコウガネは、闇のような形態から邪武に変化していたため、実際には肉体がなくても変身できる。
ヘルヘイムの森の脅威が去ってから7か月後の沢芽市に現れ、配下のイナゴ怪人とともに、変身能力を失ったアーマードライダーたちを襲撃した。城乃内が変身した黒影トルーパーを倒したものの、再起した仮面ライダー龍玄と、一時的に地球に帰還した鎧武のダブルキックに敗れて消滅した。
- 撮影用スーツは、劇場版に登場する仮面ライダー冠を改造したもの[187]。顔面には漢字の「邪」をかたどったエビルバイザー[263]が飾られている[187]。

アームズ
ダークネスアームズ
黒のリンゴロックシードを使用して変身する基本形態。装着時の音声は「ダークネスアームズ!黄金の果実!」。
鎧は他のアームズのようにヘルヘイムの森から召喚されるのではなく、謎の闇の中から現れる。
アームズウェポン
ダーク大橙丸
片刃剣型アームズウェポン。鎧武 オレンジアームズの大橙丸と同様の形状だが、刀身の色はピンクとなっている。
柄を無双セイバーと接続することでナギナタモードとして使用可能。
必殺技
エネルギー弾
ダークネススカッシュで発動し、黒いリンゴ型のエネルギーを大量に生成して射出する。
ダークネスオーレで発動し、巨大なリンゴ型のエネルギー弾を生成して射出したが、鎧武と龍玄のダブルキックで押し返され、自身が浴びることになった。

#### 劇場版に登場する仮面ライダー
武神鎧武 ブラッドオレンジアームズ
戦極時代の異世界の制覇をもくろむ武神ライダー。
詳細は仮面ライダー×仮面ライダー 鎧武&ウィザード 天下分け目の戦国MOVIE大合戦#武神鎧武を参照。
仮面ライダーフィフティーン
地下帝国バダンに属する葵連が変身する悪の仮面ライダー。15大平成ライダーの能力を行使できる。
詳細は平成ライダー対昭和ライダー 仮面ライダー大戦 feat.スーパー戦隊#仮面ライダーフィフティーンを参照。
仮面ライダー黒影・真 マツボックリエナジーアームズ
ダンスの代わりにサッカーが流行する異世界の沢芽市で、ペコが変身するアーマードライダー。
詳細は劇場版 仮面ライダー鎧武 サッカー大決戦!黄金の果実争奪杯!#仮面ライダー黒影・真を参照。
仮面ライダーマルス ゴールデンアームズ
かつてオーバーロードが創り出した悪しき人造人間のコウガネが変身するアーマードライダー。
詳細は劇場版 仮面ライダー鎧武 サッカー大決戦!黄金の果実争奪杯!#仮面ライダーマルスを参照。
仮面ライダー冠 シルバーアームズ
夢を司るオーバーロードのラピスが変身するアーマードライダー。
詳細は劇場版 仮面ライダー鎧武 サッカー大決戦!黄金の果実争奪杯!#仮面ライダー冠を参照。

#### 鎧武外伝に登場する仮面ライダー
仮面ライダーイドゥン リンゴアームズ
朱月藤果が変身するアーマードライダー。
詳細は鎧武外伝#仮面ライダーイドゥン リンゴアームズを参照。
仮面ライダータイラント ドラゴンエナジーアームズ
アルフレッドが変身するアーマードライダー。
詳細は鎧武外伝#仮面ライダータイラント ドラゴンエナジーアームズを参照。
仮面ライダーセイヴァー ブラッドザクロアームズ
狗道供界が変身するアーマードライダー。
詳細は鎧武外伝#仮面ライダーセイヴァーを参照。
仮面ライダーシルフィー
詳細は鎧武外伝#仮面ライダーシルフィー ヘルズアームズを参照。

### 仮面ライダースペック一覧
| 仮面ライダー   | アームズ                | 身長   | 体重   | パンチ力 | キック力 | ジャンプ力 （ひと跳び） | 走力 （100m） |
| -------------- | ----------------------- | ------ | ------ | -------- | -------- | ----------------------- | ------------- |
| 鎧武           | オレンジ                | 203 cm | 105 kg | 6.7 t    | 10.2 t   | 28 m                    | 5.9秒         |
| 鎧武           | パイン                  | 206 cm | 119 kg | 8.7 t    | 10.2 t   | 22 m                    | 6.5秒         |
| 鎧武           | イチゴ                  | 203 cm | 100 kg | 6 t      | 10.2 t   | 33 m                    | 5.5秒         |
| 鎧武           | バナナ                  | 204 cm | 108 kg | 7.7 t    | 10.2 t   | 26 m                    | 5.9秒         |
| 鎧武           | スイカ                  | 311 cm | 523 kg | 33.2 t   | 51.8 t   | 3 m                     | 9.8秒         |
| 鎧武           | ジンバー （各形態共通） | 206 cm | 110 kg | 13.7 t   | 17.9 t   | 25 m                    | 5.6秒         |
| 鎧武           | カチドキ                | 215 cm | 128 kg | 16 t     | 21.4 t   | 16 m                    | 7.2秒         |
| 鎧武           | 極                      | 215 cm | 113 kg | 14.5 t   | 20.4 t   | 20 m                    | 5.8秒         |
| 鎧武           | フレッシュオレンジ      | 203 cm | 105 kg | 12.6 t   | 16.6 t   | 31 m                    | 5.5秒         |
| バロン         | バナナ                  | 208 cm | 114 kg | 8.8 t    | 12.4 t   | 24 m                    | 6.1秒         |
| バロン         | マンゴー                | 208 cm | 114 kg | 10 t     | 12.4 t   | 22 m                    | 6.5秒         |
| バロン         | スイカ                  | 311 cm | 523 kg | 33.2 t   | 51.8 t   | 3 m                     | 9.8秒         |
| バロン         | レモンエナジー          | 208 cm | 111 kg | 15.1 t   | 18.3 t   | 25 m                    | 5.9秒         |
| 斬月           | メロン                  | 206 cm | 109 kg | 10.2 t   | 13 t     | 24 m                    | 6.1秒         |
| 龍玄           | ブドウ                  | 206 cm | 105 kg | 6.7 t    | 10.2 t   | 28 m                    | 5.9秒         |
| 龍玄           | キウイ                  | 206 cm | 100 kg | 8.4 t    | 11.8 t   | 28 m                    | 5.7秒         |
| 龍玄           | ヨモツヘグリ            | 206 cm | 96 kg  | 17.5 t   | 22.8 t   | 35 m                    | 5秒           |
| グリドン       | ドングリ                | 203 cm | 110 kg | 8.9 t    | 9.2 t    | 22 m                    | 6.5秒         |
| 黒影           | マツボックリ            | 203 cm | 102 kg | 6 t      | 10.2 t   | 26 m                    | 6秒           |
| ブラーボ       | ドリアン                | 210 cm | 125 kg | 12.4 t   | 16.7 t   | 27 m                    | 5.9秒         |
| ナックル       | クルミ                  | 204 cm | 107 kg | 8.1 t    | 9 t      | 26 m                    | 5.9秒         |
| デューク       | レモンエナジー          | 206 cm | 119 kg | 15.7 t   | 19.5 t   | 22 m                    | 6.4秒         |
| マリカ         | ピーチエナジー          | 198 cm | 93 kg  | 12.1 t   | 16 t     | 27 m                    | 5.5秒         |
| シグルド       | チェリーエナジー        | 203 cm | 105 kg | 14 t     | 18.9 t   | 24 m                    | 6.1秒         |
| 斬月・真       | メロンエナジー          | 206 cm | 109 kg | 14.3 t   | 18.2 t   | 24 m                    | 6.1秒         |
| 邪武           | ダークネス              | 209 cm | 117 kg | 18.5 t   | 19.6 t   | 22 m                    | 6.2秒         |
| 黒影トルーパー | マツボックリ            | 203 cm | 102 kg | 6 t      | 10.2 t   | 26 m                    | 6秒           |

## ロックビークル
ロックビークルとは、ユグドラシル・コーポレーションが開発した、ロックシードから変形する乗り物である。
- 主人公が使用するサポートアイテムの系譜は『仮面ライダーW』の「メモリガジェット」以来、『仮面ライダーオーズ/OOO』の「カンドロイド」、『仮面ライダーフォーゼ』の「フードロイド」、『仮面ライダーウィザード』の「プラモンスター」と続いてきており、『鎧武/ガイム』においてもロックシードから変形する小型ドロイドの登場が検討されていた[95]。しかしそうしたサポートアイテムは、何を出しても演出が変わり映えしないうえに、物語の後半になると活用しづらくなることから、本作品では採用されなかった[266]。
- その代わりに新機軸として考案されたのが、「錠前から変形するバイク」であった。これは過去作におけるサポートアイテムの演出について振り返る中で出てきた、『ウィザード』の劇中で主人公が魔法で小さくなってプラモンスターに騎乗する場面には面白みがあったという意見に基づいている[95][266]。錠前バイクという発想はスタッフの満場一致で受け入れられたものの、変身用ロックシードとの差別化のため、モチーフはフルーツ以外にすることが求められた[95]。野菜・魚・樹木と、さまざまな案が検討されたが、最終的に幼稚園や保育園で組の名称に用いられる「花」であれば子供たちになじみがあるだろうということになった[95]。

### サクラハリケーン
サクラハリケーンロックシードから変形する、バイク型ロックビークルの試作機。カウル部にサクラの花の意匠がある。4ストローク4気筒ガソリンエンジンYGE-001を搭載。ディメンション・インジケーターと呼ばれる人為的にクラックを発生させる次元転移装置に内蔵されたワープ駆動装置ディメンジョンシフターの機能により、ヘルヘイムの森へとつながる空間の裂け目クラックを発生させることが可能で、スピードメーターの表示が「999」になると車体がエネルギーシールドに包まれ、サクラの花状のクラックをくぐり抜けて転移する。なお、この「999」とは速度ではない謎の数値であり、それが規定値に到達することでヘルヘイムの森に入れるという設定になっている。『鎧武/ガイム』の制作時期では、バイクが公道を猛スピードで走るような演出はできないため、車体が旋回し花びらが舞うという非現実的な描写をすることで、スピード以外の要素で転移していることを表現している。
劇中では、シドからロックシードを受け取った仮面ライダー鎧武が主な使用者となっているが、第10話では仮面ライダー黒影と仮面ライダーブラーボもヘルヘイムの森への侵入に使用した。そのほか第7話では、仮面ライダー龍玄が鎧武から借りて騎乗している。
- デザインモチーフは、日本を代表する花であるサクラ[95]。制作者たちにとって、ピンク色を配したバイクが男児に受け入れられるかが懸念材料だったが、玩具の売り上げにはそれほど影響はなかった[266]。ベース車種はCRF250L[271]。

### ローズアタッカー
ローズアタッカーロックシードから変形する、バイク型ロックビークルの試作機。カウル部にバラの花の意匠がある。4ストローク4気筒ガソリンエンジンYGE-001を搭載。ディメンション・インジケーターと呼ばれる人為的にクラックを発生させる次元転移装置に内蔵されたワープ駆動装置ディメンジョンシフターの機能により、ヘルヘイムの森へとつながる空間の裂け目クラックを発生させることが可能で、スピードメーターの表示が「999」になると真紅の花吹雪が舞い、車体がエネルギーシールドに包まれて転移する。
劇中では、シドからロックシードを受け取った仮面ライダーバロンが主な使用者となっているが、第8話では呉島光実 / 仮面ライダー龍玄がシドを脅すような形でロックシードを手に入れている。そのほか、仮面ライダーグリドンも使用している。また、『仮面ライダー大戦』ではなぜか鎧武が所持しており、門矢士 / 仮面ライダーディケイドに貸与した。
- デザインモチーフは、西洋風の花であるバラ[266]。制作者たちにとって、赤色を配したバイクが男児に受け入れられるかが懸念材料だったが、玩具の売り上げにはそれほど影響はなかった[266]。

### ダンデライナー
タンポポロックシードから変形する空中戦用のホバーバイク型ロックビークル。カウル部にタンポポの花の意匠がある。イオンエンジンYGE-002によって動力を生み、機体後部の推進装置マインホイールによって滑空する。武装は機体前面のガンバレルユニット。
『鎧武&ウィザード』ではテレビシリーズに先駆けて登場。戦極時代のご神木に実っていた果実が変化した物を仮面ライダー鎧武が入手し、使用した。
テレビシリーズでは、主に黒影トルーパーが使用していた。第16話では、仮面ライダー龍玄が追跡してきた黒影トルーパーから1機を奪取し、巧みに操縦して追跡部隊を全滅させた。また仮面ライダーバロンは、第19話でユグドラシルの研究施設への突入時に使用しているほか、第45話での鎧武との最終決戦で互いにダンデライナーに騎乗し、空中戦を繰り広げた。
- デザインモチーフには、子供にわかりやすい花としてタンポポが選ばれた[251]。特撮スーパーバイザーの足立亨は、合成時に接地面を気にしないことなどから使い勝手がよく多用されたと述べている[156]。

### チューリップホッパー
一部書籍では「チューリップロックビークル」と記述している。
チューリップを模したロックシードから変形する2足歩行型ロックビークル。
ホッピングによる攻撃のほか、ロックシードに戻ることで敵の攻撃を防御する。機体前面に2丁備わった機銃で射撃を行うほか、強烈なキックを繰り出すことで近距離戦にも対応できる。2体で連結することで1体が体勢を支え、もう1体がキック攻撃をするという集団戦法も可能。機体前面の赤いスイッチを押すことでクラックを開き、強風発生装置により仮面ライダー鎧武と仮面ライダーバロンをそこへ送り込んだこともあった。
テレビシリーズでは、主に黒影トルーパーが使用していたほか、ユグドラシルの施設防衛用の無人機も登場した。第19話でチューリップホッパーを駆る黒影トルーパーによってヘルヘイムの森から追い出された鎧武は、DJサガラから自分用のチューリップホッパーを1体入手すると再戦を挑み、初搭乗ながらも巧みな操縦によって相手を撃破していった。黒影トルーパーは数こそ勝っていたが、戦闘経験と技量の面で鎧武に遅れを取っており、それが同じロックビークルを使用する両者の勝敗を分けたと考えられる。
- デザインには企画初期に検討されていた「ロックシードから変形する足軽ドロイド」の名残が見て取れる[251]。

## ロックシード
果実や種子のエネルギーを秘めた錠前型のアイテム。戦極ドライバー装着者がヘルヘイムの森の果実を採ることで、実が変化して出現する。沢芽市には錠前ディーラーのシドの手で流通させられており、性能に応じてDからAまでのクラス付けがなされていた。
開錠すると頭上に空間の裂け目クラックが発生し、その向こうにあるヘルヘイムの森からインベスを召喚できる。さらに戦極ドライバーに装填することで食糧の代わりになるほか、鎧を呼び出してアーマードライダーへと変身することもできる。
フロントパネル・キャストパッドには、内包されたスペクトルをドライバーのデータベースと照合して割り出されたナンバリングの刻印がある。また、ドライバーに装填することで展開するパネル・シードインジケーターには、上部にエネルギーのスペクトルを2次元化したものが表わされ、下部には対応するアームズウェポンが示される。
テレビシリーズ中盤からは、ゲネシスドライバーで力を引き出せるクラスS相当のエナジーロックシードが登場した。本体部分のシーリングドラムは、通常のロックシードのシーリングボディに比べて2.4倍も堅牢になっている。また、シードインジケーターは、エネルギーのスペクトルを表示する部分のみである。
原則的に、戦極凌馬はすべてのロックシードを把握している。しかしカチドキロックシードは、第23話でフルーツパーラー「ドルーパーズ」に置いてあったオレンジからDJサガラが作り出した物である。また、極ロックシードもまた戦極凌馬が関与していないロックシードであり、第31話で地球人類用の黄金の果実を私蔵していることをDJサガラに咎められたロシュオが、説得に応じて黄金の果実の一部を分離させて作り出した。

## ヘルヘイムの森
本作品に登場する異世界。
極彩色の摩訶不思議な形をした独自の植物が群生し、この植物の種子散布者である怪生物のインベスが主に棲息している。クラックを通じて地球と不定期に繋がっており、ヘルヘイム植物およびインベスの流出が増加の一途を辿っている。
ヘルヘイムの森は、数々の並行世界と接触し、植物およびインベスといった侵略的外来種の流出によって新たなヘルヘイムを生み出す侵略（詳細は下記、ヘルヘイムの果実の項目を参照）と、1つの世界を蝕む毎に神の力に至る禁断の果実 /知恵の実 / 黄金の果実を1つずつ発生させ、闘争の果てに黄金の果実を掴み取ったただ1人の王の手で世界を次のステージへと導く変革の2つの役割を持つ。1つの世界とクラックで繋がった後は、侵略から変革を経て新世界を到来させ、役目を終えた後はまた別の世界に繋がり役割を果たす、といったプロセスを繰り返している。
テレビシリーズで地球と繋がるヘルヘイムの森の実態もまた、地球以前にヘルヘイムの侵出の末に新たなヘルヘイムと化した、フェムシンム（オーバーロードインベス）という種族が支配していた並行世界である。ユグドラシルはこのヘルヘイムの調査によりフェムシンムの痕跡を発見し、世界のヘルヘイム化の経緯を知るとともに、地球もあと10年程度でヘルヘイム化してしまうことを導き出した。
森そのものが、滅びを手段として文明の栄える星の生命の新たな進化と滅亡を促すという確立した意思を持つ。森そのものの意思は侵出した世界によって異なる姿の幻を蔦によって形作り、黄金の果実に至る候補者として運命を選び取った者たちを中心に接触を図り、地球において森の意思として紘汰たちの前で顕現している姿がDJサガラである。なお森の意思が直接選ぶのは厳密には王そのものではなく、相応しい男に黄金の果実を託す役割を持つ女性が始まりの女であり、森自体はあくまで誰が世界を変革されるのを見届けることしかしない。過去フェムシンムからはロシュオの妻＝フェムシンム王妃が、現在の地球の人類からは舞がロシュオによって始まりの女に選ばれた。
- メインライターの虚淵玄は、第1作『仮面ライダー』の設定と同様にベルトの力を敵と表裏一体の存在として描写しようという観点と、視聴者である子供たちが当時最も恐怖を感じたのは東日本大震災であろうという観点から、植物の繁殖力と自然災害の象徴としてヘルヘイムの森を設定した[284]。

ヘルヘイムの果実
ヘルヘイムの森に密生する果実。
極彩色かつ不気味な外観の果皮に、薄桃色・ゼリー状の果肉が包まれており、蔕は∩字型をしている。種子はこの果実を唯一の食糧とするインベスによって散布され、インベスがクラックを通じ異世界に侵入することで時空を超えて生息域を広げることが可能となっている。
気候はおろか時空の差異すらも克服し、あらゆる環境下で生育する人智を越えた圧倒的な繁殖力を備えており、土壌を単独で支配・汚染して土着の草木を死滅させ、生態系を根こそぎ塗り替えてしまう。さらにインベスが人間を傷つけることでヘルヘイムの植物の種子が人体に侵入した場合も、瞬く間に植物の蔦が人体を食い破って生育を開始し、被害者の身体を覆い尽くし現代医学では治療不可能な状態にしてしまう。
成熟した果実には、目にした者に異常かつ強烈な食欲を促すと共に、体内に取り込んだ生物の知性を奪って遺伝子構造を劇的に変化させ、瞬く間にインベスへと変異させてしまうという効能があり、インベスに変化した時点で果実を食した者は元の理性を失い、凶暴化してしまう。インベス以外の動物からすれば一口で死に至る猛毒に等しいが、ユグドラシルは調査の末にこの果実をロックシードに変異させる技術を確立しており、戦極ドライバーを装着した状態でこれを採取すると自動的に果実はロックシードやロックビークルに変異し、ドライバーにセットすることで実を食べることなく養分だけが抽出され、インベスに変異することなく人間の糧とすることができる。なお果実がどの種類のロックシードおよびビークルになるかは、採取するまで分からずランダムとなっている。
クラックを通じてあらゆる並行世界に侵入し、圧倒的な繁殖力で広がって土壌を汚染し、自分以外の全ての植物を枯れさせ、周囲の動物を引き寄せ全てインベスに変えてしまう効能により、世界中の生態系を短期間かつ単独で一変してしまうという他に類を見ない性質から、貴虎は「理由のない悪意」、凌馬は「時空を超えた侵略的外来種」と称している。
第45話で拒食状態だったはずの紘汰が食し「うまい」と苦悩しつつも評したことから、インベスやオーバーロードにとっては変化を促すに留まらず、食料としての視点においてもこの上ない、あるいは唯一無二の魅力的な存在であることが描写されている。
- 2015年10月1日より、プレミアムバンダイにおいてフルーツミント味のタブレットと果肉にそれを収納できるタブレットケースの食玩として発売される。

### インベス
本作品における敵怪人で、ヘルヘイムの森に棲息する凶暴かつ強靱な怪生物。「インベス」という名前は、地球で命名されたものであり、本来の名前ではない。
成長に合わせて変態を遂げる特性を持つ。ヘルヘイム果実を唯一の食糧としており、ヘルヘイム植物の種子散布者としての役割を果たしている。
インベスは、クラックで繋がった並行世界に流出し、食糧の無い環境で空腹により凶暴化、あちこちを彷徨った末に土着の動物を襲撃して回る習性がある。これにより市民に無差別な一次被害がもたらされる上に、インベスが移動した跡や罹患者の傷口にヘルヘイムの毒がまき散らされ、ヘルヘイム植物が侵出するという「ヘルヘイム病」と呼ばれる二次被害が発生し、世界のヘルヘイム化を加速させる極めて危険な外来種である。
ロックシードの機能により、特殊なフィールド内で立体映像のような状態で召喚や操作することが可能であり、この機能を用いてインベスを戦わせる競技がインベスゲームである。ただし、ロックシードが手から離れると制御から外れ、実体化し、フィールド外に出て暴走してしまうため、インベスを消滅させるか、ゲーム後に森に還すまで管理する必要がある。小さいサイズなら普通の人間でも対応が可能。アーマードライダーがロックシードを解錠した場合は最初から完全な実体として現れ、そのまま操ることが可能だが、ロックシードを手から離せば通常と同様に制御から外れ暴走する。インベスが半実体化の状態で召喚されるのはロックシード側のリミッターによるものであり、簡単な改造でドライバーがなくともインベスを実体化させることが可能となり、これを利用してインベスを強盗に利用する例が複数回発生している。
高クラスロックシードにリミッターカットを施した場合、インベスのコントロール機能が短時間で故障し暴走してしまうため非常にリスクが高い。

初級インベス
B以下のクラスのロックシードで召喚できる最下級のインベス。ヘルヘイムの森に生息する実物は等身大だが、インベスゲームで召喚された場合は人間の赤子ほど小さい。ただし、戦極ドライバー装着者が召喚した場合は等身大で登場する。
主に3種に大別され、顔つきや体色に若干差異はあるもののその外見は共通しており、能力は低い。
制御から外れると頭部が開き、内側の鋭い牙を露わにした凶暴態と呼ばれる姿を見せる。また、虫の翅が背中に生えて飛行能力を獲得した飛行体も確認されている。
- デザインモチーフは幼虫や卵。全身の模様は成長や脱皮をイメージしている。色の付いた内部組織部分と外皮の隙間は各モチーフの進化の方向を表している。当初は愛らしいデザインだったが、脚本を読んでヘビーな展開が多くなりそうだったため、少し怖いくらいのラインに落とし込んでいる。凶暴態は青の初級インベスが可愛らしいデザインだったため、後半の重い話で浮くという懸念から狂暴な顔の形態が用意されたものである。飛行体はセミとトンボの羽を混ぜたような翼を羽根が生えそうな位置に貼っている。

上級インベス
Aクラスのロックシードで召喚できるインベスで、初級インベスがロックシードやヘルヘイムの実を摂取することで進化したもの。インベスゲームでは常に等身大で出現する。
初級とは異なり、個体ごとに外見や能力が異なる。その容姿は動物の姿を模し、「（動物名）インベス」という個体名がつくが、基調はモチーフの動物に縛られず光の三原色の赤、緑、青のいずれかに固定される。
- インベスのデザインテイストはアーマードライダーの鎧のモチーフと同様に和洋中あり、その色によって緑が中華型、青が和型、赤が西洋型を意識したデザインになっていて、3種それぞれ異なるクリーチャーデザイナーが構想している。

ビャッコインベス
角居裕也がヘルヘイムの果実を誤って口にしたことで変貌した中華風のインベス。右手の巨大な爪と、背面から体表面と同じ模様をしたビーム状の触手を伸ばして攻撃する。森に迷い込んだ紘汰と舞を襲撃するが、最期は鎧武のナギナタ無双スライサーを受けて爆死した。
第40話ではレデュエが見せた夢の世界で紘汰が変身した姿となっている。裕也が変身した鎧武を圧倒しとどめを刺そうとしたが、最後は鎧武 極アームズに戻ってレデュエの夢を打ち破った。
- エピソード上、序盤に登場するデフォルトであることから劇中では呼称されないが、制作上「ビャッコインベス」と名付けられ、後に四神の設定に活かされた。
- キャラクターデザインは山田章博が担当した。直立歩行型となった虎絞となっている。緑色の「白虎」というのはおかしいが、緑青が青銅の肌を覆っているものである。デザイン段階から服の切れ端やアクセサリーの痕跡など元が人間であったことを示す要素が描かれていた。

ヘキジャインベス
初瀬がヘルヘイムの果実を口にして変貌した中華風インベス。黄金のライオンか蛇をイメージした頭部を持ち、首から下はビャッコインベスと同様。発作的に初瀬の姿に戻ることもあるが、右腕はインベスのままで、もはや人間としての理性を失っている。最後はシグルドのソニックボレーを受けて倒された。
- 名前の「ヘキジャ」は、中国にいる邪悪を退ける蛇の瑞獣「辟邪」のこと。
- デザインは山田章博が担当した。デザインモチーフは南朝の鎮墓像で、ビャッコインベスとデザインをシンクロさせている。スーツはビャッコインベスの改造で、デザイン画は頭部と左腕のみ用意されたが、制作の都合上、頭部のみデザインが集中されている。

インベス強化体
インベスが森の果実やロックシードを体内に取り込んで巨大化、凶暴化したもの。等身大のインベスと異なり、人型ではない種も確認されている。
基本的には上級インベスがさらにロックシードを取り込むことで変化するが、下級インベスが一度に多量のロックシードを取り込んだ場合も直接この形態に変化する。

### オーバーロードインベス
ヘルヘイム生態系の頂点に君臨する知的生命体の種族の人類側からの呼称。
ヘルヘイムの生態系で唯一知性や言語を有する存在であり、その知性によって武器を扱う他、ヘルヘイムの植物やインベスを意のままに操る能力を持つ。インベス同様に森の果実を摂取することで進化体へパワーアップすることも可能。その起源はヘルヘイムの森の侵食を受けて滅びた旧文明の人類に相当する存在フェムシンムのうち、ヘルヘイムの禁断の果実に王として選ばれたロシュオの臣下たちで構成された末裔が、ロシュオの手で知性を保ったまま身体のみをインベスと同じ構造に改造された者たち。基本的に彼ら固有の未知の言語を話すが、凌馬の指示を受けた戒斗が森にばらまいた国語辞典を各自が熟読した末、ごく短期間で日本語を習得し地球人類とコミュニケーションをとれるようになっている。
新世界到来を前に、ロシュオが王として優良種のみを救い、弱者を切り捨てることを是としたことをきっかけに、一族がロシュオの意向を無視して暴走、同族間で殺し合いが激化し、ロシュオを含めた僅か6名のオーバーロードを残す形で旧文明を崩壊させてしまった経緯を辿っている。それゆえに、アーマードライダーを圧倒するほどの戦闘能力と、ロシュオ以外は弱者を蹂躙することを是とする残忍性を併せ持つ者だけで構成されており、文明を再建することもなく暇を持て余しながら生活している。しかしながら全く社会が崩壊してしまったわけではなく、王ロシュオを頂点とした複数階層からなる階級社会が残存している。
DJサガラを含めた人間たちからは基本的にオーバーロードと呼称されている。しかしながら人類を裏切りフェムシンムの勢力についた呉島光実は彼らの自称であるフェムシンムを呼称に用いている。
ユグドラシルの調査隊が偶然デェムシュの姿を写真に納めたことで、凌馬を中心としたごく一部の勢力がいち早くその存在を認識、ヘルヘイムの禁断の果実への道標として秘密裏に狙うこととなる。後にDJサガラから紘汰もその存在を知り、侵食を止める手がかりになるとして交渉を望むようになる。ロシュオの方針で当初地球へ積極的に侵攻することはなかったが、知恵の実の力を得て地球征服を狙うレデュエの策により、インベスを率いた沢芽市への大進撃が開始される。
アーマードライダーたちとの戦いで次々と死亡し、王たるロシュオも知恵の実を欲したレデュエが殺害。そのレデュエも非道に激昂し、オーバーロードへ覚醒した紘汰によって倒されたことで全滅した。
- オーバーロードの登場は序盤でペンディングしており[6]、当初の予定にはなかったが[注釈 44]、喋らないインベスでは個々の区別がつけづらいことから、かつて人間と同等の地位にいて変わり果てた存在を出すことや人間同士の戦いに終始させることのどちらにも舵を切れるようにし、様子を見ながら考えて判断し、プロデューサーの武部によるちゃんと倒せる喋る怪人を出して欲しいという要望から創作された[12][6]。固有の言語を持つという設定は『仮面ライダークウガ』のグロンギ語をオマージュしている[290]。

ロシュオ
白いオーバーロード。かつてフェムシンムの世界において黄金の果実を手にした存在”始まりの男”であり、現存している同族を統べる王。
ヘルヘイムの森奥深くの荒廃した遺跡の玉座に座し、妻であるフェムシンム王妃の眠る石棺を守っている。戦闘時には身の丈に勝る巨大な片刃の大剣ジョエシュイムを軽々と振り回し、森を操る能力だけならず、思念波や念動力、空間転移、生命の創造など、アーマードライダーやオーバーロードにも比肩する者のない圧倒的な力を持つ。
王たる威厳に満ちた佇まいをしているものの、他のオーバーロードとは違って穏やかな物腰の持ち主で感情を荒立てることは滅多にない。人類に対しても進んで危害を加えることはなく、人語で言葉を交わすことも厭わない。かつてはヘルヘイムの森の脅威から自らの世界を守ろうとし、価値なき命を救う理想に燃えていたが、「選ばれた強き者だけが生き残る」という方策が同胞の増長と同族争いを招き、結果として弱肉強食の荒廃した世界へ変えてしまい、絶望と諦観に沈んでいるために、レデュエによると「枯れている」と称されるほど行動力を失っている。現在は亡き王妃の復活にしか興味を抱かず、人類という種族にも自分たちと同じ滅びの道を辿ろうとする無価値な存在という認識しか持っていない。自分の存在意義を「人類が黄金の果実に相応しい存在か見極める」と定義しており、作中での彼の行動はそれに基づいたものとなっており、サガラの説得によるところもあるとはいえ、もし人類に黄金の果実を持つに相応しい人物がいるなら、考えを改めることも厭わない。
積極的に人類と関わろうとはせず、凌馬らに裏切られた貴虎を「人類の長」と見定め保護・軟禁し、現在の人間の在り方を問うたことが人類との最初の接触だった。部下に裏切られた貴虎と、裏切り黄金の果実を求めたシドを現在の人間の状況と断じて、自らに指一本触れさせずにシドを殺害。王妃復活と引き換えに地球人類のための黄金の果実を明け渡すという契約でレデュエの計画を消極的にだが支援し、世界中にクラックを開き侵食を加速させた。しかし同時にサガラの言葉に乗って黄金の果実の一欠片を人類に与え、さらに光実に預けられた舞との対話を通して人類への期待を確かなものとする。舞に黄金の果実を託した後、自ら定義した存在意義通りに紘汰と戒斗の前に立ちはだかりその力と意志を試さんと激突した。二人を一切寄せ付けずに圧倒したが、そのさなか黄金の果実を欲したレデュエの不意打ちと、偽の黄金の果実を掴まされたことに対するレデュエの逆上によって執拗な追い打ちを受け絶命。自らの責務を全うし、王妃の霊に看取られた最期は安らかなものだった。なお、彼の武器であるジョエシュイムは死後、オーバーロードとなった紘汰によりレデュエに対する武器として使われている。
- デザインは篠原保が担当した。レデュエとデェムシュのデザインが既に上がっていたことから、どちらからも少しずつ要素をもらい、その中間辺りの別の雰囲気を持たせている。基本的にはアクションを行わない「わりと基本動かない人」ということから、殿様のイメージで袴と裃の雰囲気を取り入れ、二重構造の袴や地面に擦るほど長くしており、フードを被った隠者のシルエットをイカのような要素で構成することで、地面に根が伸びたり、下向きに広がっているデザインとなっている。

デェムシュ
赤いオーバーロード。人間と最初に接触をもったフェムシンムであり、早期に凌馬らに存在を確認されたことからユグドラシルの方針を決定づけた存在でもある。
単独行動を好み、武装として所持する両手剣シュイムを振るい、体を竜巻や霧状化させて高速移動するほか、自在に軌道を操作することができる火球を生み出すなどの多彩な戦法を扱う。
好戦的で直情的な性格。プライドが高く、人間たちを「滅びるだけのサル」と見下しており、遅れを取った相手を執拗につけ狙うなど受けた屈辱に対してとても執念深く、自らに土をつけたバロンを「赤い奴」と呼び執拗につけ狙った。弱者を甚振り蹂躙することを「勝利者の権利」「強さの証」として振りかざす、フェムシンムが歩んだ滅びの歴史を象徴するような非道の存在。
人間たちの栄華を目の当たりにし、大規模な破壊活動に乗り出して沢芽市の市街地戦を勃発させた。一度敗走した後にヘルヘイムの実を食べて角が肩に付いた進化体に強化した後はバロン率いる5人のアーマードライダーを寄せ付けないほどの戦闘力を発揮し奮戦したが、極アームズに変身した鎧武に敗れ、最後まで自分の敗北を認めようとしないまま死亡。生き残っていた6人のフェムシンムの中で最初の死者となった。
- 虚淵はとどめを刺すのは戒斗と構想していたが、極アームズの登場時期に重なったため変更となった。
- デザインはNiθが担当した。デザインには1ランク上であることを示す13,14世紀辺りの模様を取り入れている。進化体は予算を掛けられないことから、簡単にパワーアップした感を出すため、角を肩に付けて怒り肩のシルエットにすることで変化を持たせている。進化体の肩の意匠は後にロード・バロンに活かされている。

その他登場作品
『スーパーヒーロー大戦GP 仮面ライダー3号』
進化体がショッカーの怪人として登場。

レデュエ
緑のオーバーロード。
デェムシュとは対照的に幻覚や超音波などの搦め手を好み、インベスや配下のフェムシンムを引き連れる。白兵戦の戦闘力も決して低くなく、ヘルヘイムの実を飾った長大な戟ダウを振るって戦うこともある。
冷静沈着で物静かな佇まいを見せ、人間たちに興味を持っていち早く言語を習得、フェムシンムの文明に存在しない電子機器の扱いをいち早く理解するなど非常に優れた頭脳を持っていることがうかがえる。自ら手を下すよりも他者を欺き、詐術や誘導でもって絶望して壊れていく様を「オモチャ」として楽しむ残虐な性格で、デェムシュと同様人間を下等存在として見下しているが、ただ殺すだけでなく利用し管理しようとする。自分の両親をもかつては手にかけていた。綺羅びやかな文明を誇る人間世界全土を「オモチャ」とするためロシュオの持つ人界の禁断の果実をつけ狙い、彼に対する翻意を胸中で育てており、理知とはかけ離れた激情と汚い口調で喚き散らす凶暴な本性を隠している。
最初は遠巻きにデェムシュと人間たちの接触を眺めているだけだったが、禁断の果実を欲するシドを利用してロシュオにけしかける、また自分たちの力に下り利用しようとする光実を「人間の管理者」として、その葛藤を楽しみながら重用する、人類に対する降伏勧告を、自らの文明よりも進歩した地球の情報処理能力や工業技術などの文明を自らの文明と融合させて作りだした、コンピューターに似た機械を通じて全世界に配信するなど、事実上のフェムシンム側大将として戦いの主導権を握っていた。人間たちの生命エネルギーを吸い取り王妃の棺に転送する装置をフェムシンムの呪術と人類の技術で自ら開発し、ロシュオに取り入って禁断の果実を賜る約束をするも、一方で禁断の果実の一部を持つ紘汰に目をつけて彼を操ろうとする。紘汰の精神力の前にその作戦が失敗に終わった後は彼と戒斗がロシュオと戦うのを影ながら静観し、三者が消耗・無力化したところでロシュオを奇襲・暗殺することで禁断の果実を奪い取るという漁夫の利を狙うも、ロシュオが既に舞に禁断の果実を授けており、果実が彼の手元にないことを知ったことで激昂し、逆上しながら瀕死となったロシュオから果実の在り処を聞き出すため執拗に痛めつけて殺害した。
このロシュオへの非道な行為は紘汰を激昂させ、紘汰のオーバーロードへの覚醒を促してしまうこととなる。結果、覚醒したオーバーロードの力を得て、カチドキロックシードを再生させ再度極アームズを身につけた紘汰の怒りの猛攻になすすべもなく追い詰められ、最後は己が敗北するという事実に狼狽しながら火縄大橙DJ銃の砲撃を受けて死亡する。
- デザインは山田章博が担当した。伝説や神話のいくつかはヘルヘイムが源であるという大設定があったため、少数民族の創生神話に登場する蝶をモチーフとしている。初期案では人類に歩み寄るキャラクターとして母性を象徴したデザインとなっており、完成デザインもその名残で女性型（中性的）な姿となった。そのため「女性型オーバーロードインベス」と紹介した資料もある。

その他登場作品
『仮面ライダー×スーパー戦隊 超スーパーヒーロー大戦』
ショッカーの怪人として登場。

デュデュオンシュ
レデュエ配下のオーバーロード。彼女の命令で監視を兼ねた協力者として光実に同行する。
フランベルジュのデェンゴシュイムを武器に、機動力を活かした高速戦闘を得意とする。口から火炎弾を撃つほか、クラックのように離れた空間に作用して敵の動きを封じ込めることもできる。
軽い口調で落ち着いた物腰を崩さない。デェムシュ同様に人間は「サル」だと見下し一切の容赦を持たないが仲間意識は強く、アーマードライダーを襲撃する際に光実に「本当に良いのか、仲間だったんだろう?」と確認を取ったり、デュムシュを倒した鎧武を仇として感情を顕にするなど、自己中心が目立つフェムシンムのうちでは比較的に親和性を意識した人格を持っている。
マリカを追い詰め、光実が変身した斬月・真と共に鎧武を襲うがブラーボの加勢と極アームズの登場で形勢逆転され、斬月・真の盾にされて火縄大橙DJ銃の直撃を受けて戦死する。
第40話でもレデュエが操る紘汰の悪夢に現れ、オーバーロードとなった同志として共になるように迫る。この際も紘汰を庇い、励ますなど、仲間意識の高さを見せている。
- デザインは山田章博が担当した。朱雀をモチーフとしており、デザイン画での名称もスザクインベスであった。火や南方を象徴する朱雀のため、赤色を部分的に使っているが、緑の中華調のインベスのため、そのコンセプトが崩れないよう、色の配分に注意している。知性の表象として武器を持たせている。

シンムグルン
レデュエ配下のオーバーロード。彼女の命令で一時的に光実に従いつつ、動向を監視する。
三日月斧のディムブを武器に、重量級の身体を最大限に振るう。腕力は勿論のこと、下半身から尻尾のように生えた蛇状の触手で奇襲するなどトリッキーな戦法も併せ持つ。
後に増長した光実が独断行動を起こすと、占拠したユクドラシルタワーの地下に配備される。侵入した紘汰と凌馬を迎撃するもデュークに翻弄され、極アームズの戦闘力を前に完全敗北を喫して死亡した。
第40話でもレデュエが操る紘汰の悪夢に現れ、オーバーロードとなった同志として共になるように迫る。
- デザインは山田章博が担当した。玄武をモチーフとしている。有名な亀の怪獣と同一視されないように気をつけている。亀に蛇が一体化している幻獣のため、蛇の扱いに悩んだという。黒を意味する「玄」のため、頭部やその他の部分に黒色が使用されている。デュデュオンシュ同様、知性の表象として武器を持たせている。

グリンシャ
ロシュオ直属の臣下であるオーバーロード。アーマードライダーという存在を見定めるために、レデュエの加勢という名目で地球へと送り込まれた刺客。
その巨躯に見合った野太刀のアアシュイムを持って激しい攻撃を行う。超能力のような物は行使しないが、鎧武とバロンを纏めて弾き飛ばすほどの突進力を持つ。
寡黙な性格でロシュオへの忠義がそのまま行動理念になっている。避難民を捕縛する中でビートライダーズと交戦し、追跡した鎧武とバロンを迎撃する。ミサイル騒ぎで一時中断するも、再戦は極アームズ相手に善戦するほどの実力を見せる。最後はバロンとの2人の連携を前に敗れた。
- デザインは中央東口が担当した。ウシをモチーフに縄文土器や侍の要素を取り入れている。

フェムシンム王妃
ロシュオの亡き妻で、フェムシンムから森に始まりの女として選ばれ、ロシュオに黄金の果実を託した女性。全てを失い燃え尽きてしまったロシュオの最後の希望であり、彼女を蘇らせることのみがロシュオの行動原理となっている。
ロシュオによる改造を受けたかは明かされていないが、始まりの女となった舞同様の白みがかった金髪・右目が赤いオッドアイという点を除き、人類に近い容姿をしている。
レデュエによって地球人から吸い取られた生命力での復活が試みられたが失敗。その後は霊体として現れ、ロシュオの亡骸を看取った末に消滅した。

ロード・バロン
戒斗がオーバーロードインベスに近い存在へと進化変身を遂げた怪人態。
仮面ライダー時の姿と、普段から愛用していた赤と黒のコートを混ぜたような意匠で、フェムシンムらとよく似た姿を持つ。人間態と姿を切り替えることも可能で、開いたクラックによるインベスの支配やヘルヘイムの植物の操作などオーバーロードの例にもれずヘルヘイムを操ることができる。白兵戦においてはデェムシュの持っていたシュイムと同形異色である両手剣グロンバリャムを振るうほか、肉体の液状化や結界を張って攻撃を防ぐなど戦法も多彩で、デュークを圧倒し、極アームズを纏った紘汰に対しても決して遅れを取らない戦闘力を発揮する。
- 鎧武とのパワーバランスを考慮して極アームズに相当する形態として創作された。
- デザインはNiθが担当した。基本テーマは赤の騎士で、戒斗の衣装、チームバロンのマーク、仮面ライダーバロンの意匠などが取り入れられ、インベス風味に仕上げている。スカートの部分は戒斗らしさを出すためのプロデューサーの武部直美からの提案によるもの。グロンバリャムの造形物はデェムシュの剣をリペイントしたもの。
- 2016年に雑誌『宇宙船』での読者投票で1位を獲得し、単独での特写スチールが掲載された。

その他登場作品
『小説 仮面ライダー鎧武』
狗道供界の虚無の世界に大団円の英雄（デウス・エクス・マキナ）として呼び出され、魔蛇アームズの骨の群れを薙ぎ払った。
『仮面ライダーゴースト 伝説！ ライダーの魂！』
フレイに呼び出されゴーストと対峙する。フレイの手下ではないと否定している。鎧武魂となったゴーストに敗れ「自分だけの強さを追い求め続ける」ように告げ爆散した。

### その他
コウガネ / 仮面ライダー邪武
かつてフェムシンムの科学者が人工的に禁断の果実を生み出そうとした結果、誤って生み出してしまった人造人間。
劇場版で仮面ライダーマルスとして、自分を封じ込めたオーバーロードのシャムビシェ（ラピス）が作り出した夢の世界を滅ぼそうとしたが、紘汰たちアーマードライダーに敗れた。
完全には滅んでおらず、精神だけの状態となりながらも、本来の世界の沢芽市に出現。市民の少女の身体を乗っ取って、仮面ライダー邪武に変身し、イナゴ怪人と共に自分を倒したライダーたちへの復讐を開始。自身が起こした騒動はラピスの夢の世界での出来事だったため、最初に遭遇した光実を始めとしてアーマードライダーたちが覚えていないことを知ると侮蔑を向けた。地球に残されたアーマードライダーの戦いでは城乃内が変身した黒影トルーパーを圧倒し、変身不能とした。龍玄との戦いでは窮地に陥った際、依代にした少女を人質にすることで逆転し、変身解除させて生身に戻った光実を痛めつける。しかし、コウガネ復活を察知し、地球に帰還した紘汰の念力によってイナゴ怪人を倒され、少女の身体からも強制離脱されてしまう。イナゴの大群を寄せ集めて再び邪武となり、鎧武と龍玄のタッグと対決。絆を修復した彼らの連携攻撃に圧倒されていき、黄金の果実そのものを手にした紘汰から劇場版と同様「ただの金メッキ」と言われた後、鎧武の無頼キックと龍玄の龍玄脚を受けて爆発。邪武の顔型の残留思念を浮かび上がらせながら滅び去った。
なお、コウガネに憑依された少女はエピローグにて、新たな御神木の許、2人の男児と共にダンスの練習を始めていた。

## 設定・用語

### 沢芽市関連
沢芽市（）
本作品の舞台となる東京とは違う場所に位置する地方都市。第33話および第34話のオンエア版に登場した地図では中州のような4個の島から構成されていたが、ソフト版では半島のような形状に差し替えられている。ビートライダーズ・ホットラインでは「ザワメ・シティ」と呼称されている。
人口は約20万程度の新興都市。元々は寂れた田舎町だったが、ユグドラシルが街全体を再開発したことで、「医療福祉都市」を銘打った企業城下町と化した。実際の東京に似た高層ビルなどが立ち並び、ユグドラシルタワーが街全体のシンボルとして聳え立っている。晶を含めた市民の大半はユグドラシル傘下の企業に勤務している。
地球上におけるクラックの発生頻度が統計的有意で最も高い、すなわちヘルヘイムの森との接触が世界最多の地域であることがユグドラシルによって確認されている。ユグドラシルが街全体を掌握した理由もこれであり、裏ではプロジェクト・アーク根幹である、ドライバーおよびロックシードの生産や実験拠点として扱われている。よって市全体の通信インフラはマスターインテリジェントシステムによって掌握されているほか、非常時に封鎖や隔離しやすいよう市と本土を繋ぐ出入口が3本の橋のみに限定されている上、クラック発生露見時には最終手段であるスカラー電磁波兵器による消滅が予定されているなど、使い捨ての実験場としての管理体制が整えられている。
テレビシリーズ開始時点ではクラック発生頻度が前年度の12倍にまで激増、侵出したヘルヘイム植物およびインベスによる市民への被害が増加の一途を辿り、市民の間で密かな混乱となっている。やがてユグドラシルタワーがレデュエによって占拠された結果、街全体がオーバーロード率いるインベスの巣窟と化した上、出入口も自衛隊によって封鎖されてしまい市民が閉じ込められる形で隔離されてしまった。ただし、ビートライダーズが市民の避難誘導を行っていることは先に避難した人々によって自衛隊に伝えられており、取り残されていた市民もその大半が第45話で自衛隊に救助された。ヘルヘイムの脅威が去った後は、避難していた市民も戻り活気を取り戻しつつある。
DrupeRs（）
阪東が経営しているフルーツパーラー。所在地は千樹町3-14-1。
メニューは各種パフェ、フルーツジュース、コーヒー（お替わり自由）、ハーブティー、ドライフルーツなどが確認されている。阪東以外のスタッフは勤務態度の良くない女性のイヨのみが確認されているほか、やがて紘汰と舞も事情を察した阪東の計らいによって勤務（ただし給料は2人で1人分扱い）することになった。
ビートライダーズの溜まり場となっているが、阪東の性格から店内での争い事は禁止されているため、一触即発なビートライダーズの面々にとっての中立地区兼交渉場所として成立している。店内奥にはプライバシーに配慮されたボックス席が設けられており、ビートライダーズ間の情報交換や、シドによるロックシードおよび戦極ドライバー取引の場として機能している。沢芽市のインベスによる占拠後も阪東の意向により閉店はせず、ビートライダーズへの兵站供給の場として機能する。ヘルヘイムの脅威が去った後は避難から戻って来た市民で賑わっており、イヨも再びスタッフとして勤務している。
私立天樹高等学校（）
光実が通う学校。制服は白のブレザーおよびシャツで、男子は黒のスラックス、女子は濃緑チェック柄の膝上丈スカートとリボンタイを着用。校内エントランスホールにはコーポレーションのロゴが散見しているなど、ユグドラシルグループ傘下の高校であることが示唆されている。
学力が高いエリート高である模様で、殺伐とした雰囲気を放つ。光実自身はこの高校を居場所とは思っておらず、ユグドラシル加入後は優先順位として最も後回しにされている。
シャルモン洋菓子店
凰蓮がパティシエ兼オーナーを務める洋菓子店。
商品として作られる洋菓子は、値は張るものの県内ランキングトップに数えられるほどの人気がある。職人は凰蓮自らが徹底的に選定しているが、経験よりも美的センスや知性など凰蓮好みの要素で選ばれており、特に星座占い（凰蓮と相性のいい星座のみ）が最も重視されている。
ヘルヘイムの脅威が去った3か月後（第46話）には2号店がオープンし、晶も開店祝いの花輪を贈っている。
高司神社（）
舞の実家。ユグドラシルの半ば強制的な土地買収による理想的な医療福祉都市の開発という名目での実質的支配に伴い、周辺一帯の鎮守の森もろとも潰され、跡地は新興住宅地と化している。
遠い昔にクラックから沢芽市に侵入したヘルヘイムの種が繁殖せず単体で樹齢を重ねていたヘルヘイム植物を、そうとは知らず鎮守の森の御神木として信仰の対象としていたため、この神社が作られ、神社の夏祭りの際はそれに巫女の舞を奉納する神事を行っていた。ユグドラシルが神社を潰した理由も御神木確保が主であり、これにより人造クラックが完成している。

### ビートライダーズ関連
ビートライダーズ
沢芽市の街中で複数のチームを結成し、ストリートダンスとインベスゲームに興じる若者の総称。チームそれぞれがフリーステージ使用のためのプレイヤーズパスを所持し、パスを失うとチームは解散せざるを得なくなる。また、ある意味生産社会からドロップアウトした人間たちでもあるので、社会からの評価は芳しくない。
数の限られたフリーステージの奪い合いなどを理由に、チーム同士が不良集団よろしく衝突、日々勢力図が書き換わる戦国時代の様相を呈しており、彼らのランキング争いが市民の娯楽の1つとなっている。物語開始時点ではユグドラシルの情報統制によって、本分であるダンスパフォーマンスからインベスゲームの勝敗、果ては所持するロックシードの強弱によって力関係が決まる状態となっており、ダンスよりも若者間のステイタスを重要視するチームが大半を占めていた。
インベス侵出による市民への被害増加に伴い、いち早くチーム鎧武による自警団的活動が行われるも、インベスを用いてゲームを行っていたビートライダーズに疑いの目が向けられる。その状況から実際にインベスを操って犯罪を行う者も出現し、市民からは非難の対象となった。事態を重く見たチーム鎧武を中心とした運動によって、全ビートライダーズによる合同ダンスイベント開催を合図に、全ビートライダーズの抗争およびインベスゲームの終了が宣言される。これによりランキング争いを第一としていた者たちの脱退と引き替えに、チームの垣根を越えて本来のダンスチームとしての在り方を取り戻した。
抗争終了後はダンスパフォーマンスと並行して、ナックルを中心としたアーマードライダーたちによる、インベス駆除による自警団的活動も活発化する。それゆえにヘルヘイムによる侵略も紘汰から知ることとなり、市民に事態の公表を図るも、ユグドラシルと内通する光実の妨害によって果たせなかった。やがて沢芽市がレデュエ率いるインベスに占拠後封鎖された際は、アーマードライダー装着者を中心として隔離された市民の避難のために奔走することとなる。
- メインライターの虚淵玄は、ビートライダーズを大人の支配に抗う子供たちと想定していたが、関係者から反体制的な子供を描くことは禁止されたため市から公認のパスを得ている趣味人にせざるを得なかったと述べている。

チーム鎧武
千鳥格子模様と青と白黒を基調としたパーカーをメインにしたストリート系ファッションに身を包んだダンスチーム。
ロゴマークは円形の「鎧武」の文字と日本刀。リーダーは角居裕也であったが、失踪に伴い舞が事実上のまとめ役となる。ダンスのジャンルはヒップホップ。市内某所にある2階建ての煉瓦造りの倉庫の二階にあるガレージをたまり場としている。ビートライダーズの本分であるダンスについて一定の評価をし、レプリカのファッションを持つファンがいる。度重なるチームバロンとの戦いの連敗や裕也の失踪といった事態が相次ぎ、衰退の一途を辿っていたが、アーマードライダー鎧武と龍玄の活躍で勢力を取り戻していき、最終的にランキング1位まで上り詰めた。
ビートライダーズの中で、ヘルヘイムから迷い込んだインベスの危険性をいち早く認識、ダンスの傍ら鎧武や龍玄を中心としたインベスの駆除も、チームを挙げて精力的に実施する。ビートライダーズの名誉回復のため、インベスゲームやランキング争いの終焉にも中心的な役割を果たした。たまり場のガレージは沢芽市がインベスに占拠された際には、アーマードライダーたちの拠点としても用いられた。
チームバロン
赤をアクセントにした黒いコートやジャケットを身に着けたダンスチーム。
リーダーは駆紋戒斗だったが、脱退に伴いザックが新リーダーとなった。ダンスのジャンルはジャズダンス。ロゴマークは西洋の男爵のようなシルクハットとマントで、中央の盾に「TEAM BARON」「SINCE 2011」と描かれている。イメージカラーは赤。市内某所にあるガラス張りのビル内の白いショールームのようなたまり場を持つ。インベスゲームを利用して勢力を拡大しているが、戒斗の目の届かない箇所で一部のメンバーが不正を働かせていた。後にアーマードライダーの能力を得た戒斗がヘルヘイムの森で上位ランクのロックシードを入手する手段を得たため、他の弱小チームを買収し、その中から優秀なダンサーをチームのバックダンサーとして引き抜くことで力の統一を図っていたが、第6話にてレイドワイルドとインヴィットが離反や脱退したことにより空中分解。その後もバロンがブラーボに敗退したことで4位に下落した。合同ダンスイベント開催に際して、戒斗の脱退とザックの新リーダー就任によって、それまでライバル関係であったチーム鎧武と和解。以降はナックルを中心として、チーム鎧武と協力したインベスの駆除にも精力的に協力している。
『鎧武外伝 仮面ライダーナックル』において、チーム名の由来が「貴族のように誇り高く生きる」という戒斗の信念から来るものであると同時に、「貴族としては最下級の位から天下を取る」という目標が込められていることが明らかになった。
チームレイドワイルド
黒い革ジャンやベストを着用したダンスチーム。
リーダーは初瀬亮二。ダンスのジャンルはオタ芸。ロゴマークは「RAID WILD」の英字の上に交差する矢印と爪痕。イメージカラーは黒と黄色。チーム鎧武と同様にチームバロンの煽りを受けており、初瀬が戒斗との交渉に城乃内に乗せられる形で呑んだことでチームバロンの傘下に入るが、後に城乃内の提案によって離反する。初瀬が戦極ドライバーを破壊されたことで戦力を大きく失ってしまった。そのことからメンバーは初瀬を見限ってしまい、実質活動停止となる。その後、初瀬を心配してか連絡を取ろうとするが、連絡はつかず、初瀬はインベス化した末に葬られてしまった。初瀬の死を知らぬまま合同ダンスイベントに参加し、抗争終了後もチーム鎧武らと協力している。
チームインヴィット
メンバーたちが眼鏡をかけ、ピンクのバンダナを巻いているダンスチーム。
リーダーは城乃内秀保で、他メンバーは全員女性。女性メンバーは冬場には紫色のジャケットを羽織っている。ダンスのジャンルはパラパラ。ロゴは「INVITTO Ultimate Dancing Team」という英字のみのもの。城乃内がリーダーを務めているだけに、他のチームの抗争の漁夫の利を狙うなど、狡猾な戦略を主とする。ロックシードをいくらでも与えるという戒斗の提案に乗り、レイドワイルドと共にバロンの傘下に入るが、戒斗の傲慢さに我慢ならず離反した。城乃内が凰蓮の手下になってからは、リーダーが不在の状態になっている模様で、チーム鎧武のメンバーと仲良くダンスしている様子もみられる。
- 明確な設定にはなっていないが、城乃内役の松田凌や監督の柴﨑貴行はインヴィットのメンバーは裕福な城乃内に金銭目当てで近づいていると想定している。

チームレッドホット
赤いシャツやジャケットを着用したダンスチーム。
メンバーは少なくとも4名でリーダーは曽野村。ロゴマークは「REDHOT DANCE&PERFORMANCE」の英字が書かれた悪魔の顔を模したもの。レイドワイルドらの影響を受けるかたちで一時期チームバロンの傘下に入っていたが、黒影らが離反するのを見て後を追うように脱退した。ただ目立ちたいがためにステージに立っていた不良チームで、ビートライダーズが市民から非難の的となってからは騒ぎに乗じて、リミッターカットにより実体化させたインベスで強盗を行っていた。シドから「鎧武の戦極ドライバーを手に入れたら、上級のロックシードを与える」という取引を持ちかけられ、話し合いに来た紘汰の懐柔が無理と知るとライオンインベスをけしかけるが、ロックシードの故障で制御できなくなり、逆に襲われた末に鎧武に助けられる。その後、合同ダンスイベントには不参加だった。
チーム蒼天
和服や紫と黒のスポーツウェアに身を包んだダンスチーム。メンバーは5人。ロゴマークは「蒼天」の2文字を包む白雲のイラストと「DANCE TEAM SOUTEN」の英字。ダンスのジャンルは日本刀のレプリカを用いた剣舞。『鎧武&ウィザード』にて初登場した。
アーマードライダーが属していないものの、順位は上位を維持していることが多い。
チームPOP UP
白一色の衣装とブーツに身を包んだダンスチーム。メンバーは7人で女性のみ。ロゴマークは複数の星が付いた「POP UP」の英字。ダンスを披露する際には、ステッキを用いる。『鎧武&ウィザード』にて初登場した。
チームBOOST
緑のつなぎとイラストが描かれたシャツを着用したチーム。メンバーは6人。ロゴマークは縦に描かれた「B∞ST」の英字を包む爆風。順位は9位にいることが多いが、主婦層に人気と言われている。
チームSpingere
ロゴマークは「Spingere Hyper dancer’s group」という英字のみのもの。順位は8位にいることが多く、合同ダンスイベントには不参加。
チーム魍魎
ロゴマークは蝋燭と幽霊のイメージを合わせたような「TEAM 魍魎」の2文字。順位は万年最下位で、合同ダンスイベントにも不参加だった。
レッドホット、蒼天、POP UPの3チームもレイドワイルドやインヴィットと同様にバロンの傘下に入っていたが、レイドワイルドとインヴィットの離反の煽りを受け少なくともレッドホットが傘下から抜けている。
インベスゲーム
沢芽市内で娯楽として流行している、ビートライダーズのランクを決するバトルゲーム。
ロックシードによって小型インベスを召喚・操作し、専用の戦闘フィールド内で戦わせて勝敗を決する。その本質はユグドラシルによって、アーマードライダー戦闘テストの場を作る布石兼、インベス流出増加の際被害に遭う市民の疑いを引きつける目的により、情報操作で流行するよう仕組まれたものである。
インベスが戦闘不能（ロックシードを手から放し暴走した場合も含む）になるか、インベスの召喚を先に解除すると負けになるが、それ以外のあまり細かいルールは制定されておらず「何でもいいから（ばれないように相手のインベスを暴走させてでも）勝てばOK」の傾向があり、複数召喚による物量作戦や下級インベスを上級インベスで蹂躙するようなやり方で勝っても特に問題視はされない。
元々ビートライダーズ間では、チーム同士のダンスステージ取り合いとしてたびたび暴力的な衝突を起こしており、それに替わる形でDJサガラやシドを中心としたプロパガンダによって流行することとなった。しかし物語開始当初では、既にインベスゲームの勝敗そのものおよび、所有ロックシードの数およびランクによってチームの優劣が決まる、手段が目的化する逆転現象に至っていた。
第1話にてシドにより戦極ドライバーの流通が開始され、アーマードライダーが登場して以降はアーマードライダーによるインベスへの直接攻撃も行われるようになり、やがてユグドラシルの計画通りアーマードライダー同士のバトルゲームへと発展する。後にインベスによる襲撃増加後は、やはりユグドラシルの思い通りビートライダーズに疑惑が向けられる形となったが、やがて事態を重く見たチーム鎧武を中心とした働きかけによってビートライダーズ間の抗争終了が宣言され、インベスゲームも終結した。
ビートライダーズホットライン
沢芽市で生配信される、DJサガラがMCを務める海賊ネットラジオ。
各所で発生するインベスやアーマードライダーバトルゲームの勝敗結果を生配信し、リスナーの投票によってチームの支持率を変動させ発表している。
インベス侵出増加後はこちらも非難の的となり、ビートライダーズの批判のコメントが多く寄せられていた。ビートライダーズの活動休止と共に配信されなくなった。
フリーステージ
ビートライダーズがダンス発表およびバトルゲームが許可されている舞台。沢芽市内の東西南北各所に存在し、ビートライダーズはここに設置されている音響機器にプレイヤーズパスをセットして音楽を流し、壁にチームのイメージポスターを数枚貼り付けてダンスを披露する。ビートライダーズはここを奪い合いチーム間抗争を続けていた。東は魍魎とBOOST、西はチーム鎧武、南はSpingere、北はチームバロンとその傘下のチームが主に使用している。
プレイヤーズパス
フリーステージの音響機器に挿入される各チームが所有しているカード。挿入されることで電光掲示板にチーム名が表示され、音楽が流れる。これを失うと、そのチームはフリーステージが使用できなくなり、事実上の解散を意味する。

### ユグドラシル・コーポレーション関連
ユグドラシル・コーポレーション
沢芽市を再開発した多国籍総合医薬品メーカー。ロゴマークは緑地の「YGGDRASILL」の綴りに、中央の「A」の部分が巨大な樹木となっているもので、沢芽市各所にはこのロゴマークが散見される。
「沢芽市医療福祉都市化」を名目に、日本支部としてユグドラシルタワーを建設、わずか数年という迅速さで大規模な再開発を行うと共に、バイオテクノロジー技術の研究や、傘下の企業をいくつも展開して雇用・医療・教育などあらゆる方面からのバックアップを行い、発展と好景気をもたらしている。しかしあまりに迅速かつ強引な再開発ゆえ、舞や戒斗の両親のように生活の場を奪われたとして、反発を抱く市民も少なくない。
その実態はヘルヘイムの森研究機関であり、多国籍企業という形態はあくまで組織が巨大化したがゆえの体裁を装っているだけに過ぎない。ヘルヘイム研究の末に地球へのヘルヘイム侵食を知り、各国のバックアップを受けて真実を世間に秘匿した状態で組織が結成され、与野党含めた日本政府や行政と協力関係を結んだ上で、人類救済・削減計画プロジェクト・アークを極秘裏に立案・遂行に移している。沢芽市を掌握したのも、クラック発生頻度最多地域であったがゆえに、貴虎率いる研究部門を日本支部として派遣し、プロジェクト・アークの要たる研究・実験場として利用するためであった。
沢芽市では市長を除いた市民に対してその全てを秘匿したまま、クラックおよびヘルヘイム侵略の隠蔽工作、およびビートライダーズを主に被験体としたロックシードと戦極ドライバーの人体実験を遂行している。しかし紘汰をはじめとしたビートライダーズの抵抗に手間取ると共に、知恵の実の存在に気付き手に入れようと狙う凌馬一派のクーデターによって、リーダーであった貴虎が放逐されたことをきっかけに、日本支部には亀裂が走る。やがてレデュエの手でユグドラシルタワーが占拠され、暫定責任者となった凌馬も1人逃亡したことで日本支部は崩壊。さらにその後ユグドラシルに見切りを付けた凌馬がプロジェクト・アークの全容を全世界に公表したことで、内閣が総辞職し、ニューヨーク証券取引所も取引を停止し、各国で混乱となったことで組織は壊滅した。
- 名前の由来は、北欧神話に登場する9つの世界全てを構成する支柱とされている巨大樹「ユグドラシル」。
- メインライターの虚淵玄は、会社や組織が視聴者である子供たちの恐怖の対象になるであろうという考えからユグドラシル・コーポレーションを設定した。単なる悪役ではなく被害者としての側面も意識されており、虚淵は東日本大震災における東京電力を例えに挙げている。

ユグドラシルタワー
ユグドラシル・コーポレーションが沢芽市に建設したユグドラシル日本支社本部。所在地は天聳町1-1-1。
広葉樹を象った外観をした、他の建造物の追従を許さないほどの超高層タワー。敷地は戒斗の父が運営していた駆紋工業所があった土地を買収したもの。
単なる事務仕事のみならず、最上階の人造クラックを筆頭に、研究施設や数多く設置された各種兵器（下記）など、プロジェクト・アーク遂行および沢芽市管理や事後処理のためにあらゆる設備を整えた秘密基地の様相を呈している。
レデュエが人造クラックからヘルヘイム植物とインベスを大量に侵出させた結果、タワー全体がヘルヘイム植物に覆い尽くされた末に、地球征服を狙うレデュエと光実の居城として占拠されてしまった。ヘルヘイムの脅威が去った3か月後では、解体工事が行われている。
人工クラック
タワー地下にあるユグドラシル研究所にあるクラックルームに設置された、高司神社から押収した御神木への干渉により発生する巨大なクラック。
同室内に設置された機器によって常時維持されており、両サイドにはインベスのタワー侵入防止用に電磁波発生装置が設置されている。
ユグドラシルが初めて人工的な生成に成功したクラックであり、ロックシードおよびビークルの限定クラック生成といった技術面、およびユグドラシル調査隊が地球とヘルヘイムを行き来する出入口といった調査面の双方において、多大な恩恵をもたらしている。
貴虎追放後のシドの裏切りによって制御装置が破壊された結果、御神木のみを残してクラックは消滅するも、その後レデュエによるヘルヘイムの森からの干渉によって再発生、大量のヘルヘイム植物やインベスを侵出させる侵入口と化した。
ベースキャンプ
タワー側の人造クラックに繋がるヘルヘイムの森側の巨大クラックが存在する地点に置かれた、ユグドラシルの研究拠点。ヘルヘイム果実の採取を目的としており、テント内には採取した果実が変化したロックシードを保管している。また、森の中に設置された複数の監視カメラの監視モニターも設置されている。ヘルヘイムの森の中に置かれているため、インベスの襲撃を受けたり、ライダーたちの戦場となったことも少なくない。レデュエはテントだけが残る跡地となったこの場所から、人造クラックを再生成した。
ビーム兵器
タワー最上部に無数に備わった外敵撃退用の兵器。主に侵入してきたインベスおよびスカラー電磁波兵器破壊を狙う敵対勢力に対する対空防御兵装として使用される。
空間偽装装置
タワー周辺が外部の者の目に触れては不都合な状況（主にタワー上部での空戦時）となった際に起動させる装置。コントロールルームにて凌馬が操作することによって、タワー屋上に3D立体映像と電磁フィールドを展開し、周囲から問題の状況が見えないようにする。
テストルーム
ホログラム映像を室内全体に投影し、さまざまな空間を再現できる特別ルーム。第12話で、斬月・真と黒影トルーパーの戦闘テストに使用された。
コントロールルーム
タワー内にある部署で、ビーム兵器や空間偽装装置などの操作を行う。
スカラー電磁波兵器
ヘルヘイムによる侵略が公になった際にボタン一つで瞬時に沢芽市を焼き尽くすとされる、タワー上部を囲うように回転浮遊している巨大リングに4機設置されている電磁波発生装置。貴虎は「スカラー兵器」・凌馬は「スカラーシステム」とそれぞれ呼称している。沢芽市を丸ごと焼き尽くすほどの威力を持つが、侵入してきた鎧武カチドキアームズに全機破壊された。
マスターインテリジェントシステム
沢芽市全域の全通信インフラを市民から隔離し、ユグドラシルタワーに集約して通信網を完全掌握するシステム。
システム基幹部をアーマードライダーに接続することで、接続されたライダーそのものをホストコンピュータとして運用し柔軟な指揮を執ることが可能となる。デェムシュの沢芽市侵入に伴い、市内の被害の情報規制およびデェムシュ捕獲作戦の指揮を行うため、デュークをホストとする形で起動されるも捕獲に失敗、その後レデュエのタワー占拠によりデュークが逃亡したため、市内通信網の完全不通が続くのみとなってしまった。
緊急脱出用カプセル
緊急避難の際に使用する小型ロケット。タワー上部から発射される。レデュエによるユグドラシルタワー占拠に伴い、デュークはこれを用いて沢芽市から逃亡した。
秘密地下通路
凌馬が極秘に造らせたタワーへの隠し通路で、出入り口は沢芽市市外に通じる。通路の途中には侵入者排除システムとして、自動操縦されるチューリップホッパーとスイカアームズが複数配備されており、システムの解除は内側からでないと困難だという。
プロジェクト・アーク
ユグドラシルが進めている最終目的。10年後に訪れるであろうヘルヘイムの完全侵食に備え、戦極凌馬が開発に着手したドライバーを人類に配布することで、彼らがヘルヘイムの環境下でも生存できるように処置する救済計画。
しかし、アークの名を冠するようにその実態は未来に生きる人類を絞るための選別（戦極によれば、彼の技術を以てしても10年間でのドライバーの製造数は地球上のレアメタルの総数からして最大10億が限界）で、同時に未来のインベスに変貌する可能性のある残り約60億の人間を意図的に抹殺するという非人道的な意思も含まれている。後に、凌馬によってプロジェクトが公表され、協力関係を結んでいた内閣や行政職員は謝罪や総辞職に追い込まれた。

### ヘルヘイムの森関連
クラック
空間を裂くように出現する、地球とヘルヘイムの森を繋ぐ線ファスナー状の裂け目。
不定期に出現し、一定時間開き続ける性質を持ち、人間とインベス双方が両区間を自由に出入りできる（言い換えれば、そのクラックが閉じてしまうと双方からの帰還も困難になる）ようになる。このクラックからヘルヘイム植物種子散布者であるインベスが他世界に侵入することにより、ヘルヘイム植物が他世界に自生や繁殖し、世界をヘルヘイム化してしまう主要因となる。
基本的にはヘルヘイム植物の作用により自然発生するものだが、ユグドラシルは沢芽市の鎮守の森にあった御神木を回収や研究することで、人工的に限定クラックを発生させる技術を確立、ロックシードによるインベスおよびアームズの召喚や、ロックビークルによる時空間転移に組み込んでいる。自然発生またはロックシードによるインベス召喚の場合は一直線状、ロックシードによるアームズ出現の場合は円を描くように開いて丸い穴を形成し、ビークルの突入あるいは脱出時には少しねじれた5本の放射状の裂け目が中央から開くように展開する。なおこれら限定クラックは用途を終えた後すぐに閉じるため、ヘルヘイム植物を侵入させる危険性はない。ただし一度自然発生したクラックを強制的に消滅させることは不可能であり、自然消滅を待つしかない。
なお地球各地で発生が確認されているが、統計上最も多発しているのが沢芽市であり、ユグドラシルがプロジェクト・アーク本拠地として沢芽市を選定・掌握する理由となった。特にテレビシリーズ開始時点ではヘルヘイムの活性化に伴い、沢芽市内クラック発生頻度は前年度の12倍にまで激増、クラックの周囲にヘルヘイム植物がわずかな時間で自生し、流出したインベスが市民を襲撃する事件が続発するようになる。
黄金の果実
知恵の実や禁断の果実とも呼ばれる、ヘルヘイムの森が1つの世界を蝕む毎に1つずつ発生し、手にした者に思うがままに世界を変える力をもたらすといわれる禁断の果実。
通常のヘルヘイム果実とは全く異なり、神々しい黄金の輝きを放つリンゴのような外貌をしている。ヘルヘイム植物やインベスを任意に発生・操作する生命の創造をはじめとして、食した者に圧倒的なまでの神秘の力を授ける。その力は断片に過ぎない極ロックシードでさえ、使用者（紘汰）をオーバーロードと同等の存在へと徐々に変異させるほどである。ヘルヘイムによる侵略に伴い発生する闘争に身を委ね勝ち残ることで、森が選定した、唯一一人の勇者に与えられる褒美であり、これを授けられた者には自分の種族を、滅びの運命を超え次なる進化へと導く使命を課せられる。テレビシリーズにおけるヘルヘイムの森ではかつてロシュオが手に入れ、フェムシンム（オーバーロードインベス）の王として選ばれているも、結局は自らの過ちによって文明を崩壊させてしまった。このことからも解るとおり、その力は正に神と呼ぶに相応しいものであるが、手にしたものの思い通りになるわけでもなく、使い方次第で再び滅びを迎えることにもなりかねない。
また、ロシュオはこの力の本質を「創造と破壊」と述べており、本来は森に世界が侵食されたのち、実を手にした者を新たな世界の王とするためのものである。もし、手にした者が今の世界の救済を望んでその通りになったとしても、強大すぎる力は世界の法則を超越したイレギュラーであるため、他者に恐れられるだけとなる。詰まる所、果実を手にした者の運命は大別して、創造主として古い世界を壊し、新たな世界を創造するか、古い世界を残し破壊神として恐れられ、行き場を無くすかの二択に限られる。
黄金の果実を巡る戦いの経緯は神話として歴史の中に刻まれており、凌馬は古今東西の神話に登場する、異世界からもたらされた果実の伝承の起源がすべてヘルヘイムに遡るという仮説を立て、いち早く禁断の果実の存在を推理、神秘の力を得ることを目的とする勢力を誕生させた。神話の通り黄金の果実は森から始まりの女に託され、その始まりの女が世界を支配するに相応しいと見定めた男に果実を託す、といったプロセスで王が選ばれるルールとなっている。
ヘルヘイムの地球侵略の結果発生した知恵の実は、始まりの女が選ばれるより前に、フェムシンムから選ばれた始まりの女＝フェムシンム王妃を蘇らせるべく再び実を欲したロシュオが横領するというイレギュラーな事態となった。だが、森=サガラの説得によって一部が極ロックシードとして人類に託されるも、本体は長らくロシュオが独占した状態にあったが、舞に王妃の面影を感じたロシュオの手によって、舞に黄金の果実が託され始まりの女となった。
最終的に死闘の末に戒斗を倒した紘汰に授けられ、彼を始まりの男へと変貌させたが、紘汰は闇のみの星に新世界を築くことを望んだため、人類を滅ぼすことはなかった。

## キャスト
俳優の起用はプロデューサーと俳優一人一人との面談形式で行われ、従来のオーディション形式はアシスタントプロデューサーを中心とした補助的なものとなった。クランクイン直前まで決まらない役もあったが、時間をかけたことで俳優と役との親和性が高いものとなった。また、シド役の波岡一喜や凰蓮役の吉田メタルなどのキャストはオーディションではなくスタッフからのオファーによって起用された。
主演の佐野岳は身体能力の高さから生身でのアクションも多くこなし、スーツアクターの高岩成二・アクション監督の石垣広文・JAE代表の金田治らは佐野の身体能力を高く評価しており、仮面ライダーシリーズの歴代主演俳優で最も身体能力が高いと称されている。

### レギュラー・準レギュラー
- 葛葉紘汰 / 仮面ライダー鎧武 - 佐野岳[注釈 51]
- 駆紋戒斗 / 仮面ライダーバロン - 小林豊（1 - 16、18 - 29、31 - 47）
- 呉島光実 / 仮面ライダー龍玄 / 仮面ライダー斬月・真 - 高杉真宙（1 - 36、38 - 47）
- 高司舞（始まりの女） - 志田友美（1 - 16、18 - 36、38 - 47）
- 呉島貴虎 / 仮面ライダー斬月 / 仮面ライダー斬月・真 - 久保田悠来[注釈 52]（2 4- 29、31 - 36、38、39、41、42、45 - 47）
- 戦極凌馬 / 仮面ライダーデューク[313][注釈 53] - 青木玄徳（7 - 43）
- 湊耀子 / 仮面ライダーマリカ - 佃井皆美（15 - 45）
- チャッキー - 香音（Lucky Color's）
- リカ - 美菜（Lucky Color's）
- ラット - 小澤廉
- ザック / 仮面ライダーナックル - 松田岳
- ペコ - 百瀬朔
- 初瀬亮二 / 仮面ライダー黒影 - 白又敦（2 - 14、37）
- 城乃内秀保 / 仮面ライダーグリドン - 松田凌[注釈 54]（3 - 47）
- 凰蓮・ピエール・アルフォンゾ / 仮面ライダーブラーボ - 吉田メタル（6 - 47）
- 葛葉晶 - 泉里香
- 阪東清治郎 - 弓削智久
- イヨ[注釈 55] - 那月結衣
- 角居裕也 - 崎本大海[注釈 56]（1、14、40）
- シド / 仮面ライダーシグルド - 波岡一喜（1 - 31）
- DJサガラ - 山口智充（1 - 46）
- ダンサー - 掛札拓郎、飯塚大夢、加藤真也、本間優太、久本浩史、郷田知徳、山﨑裕太朗、竹井啓人、小川史記、井上孝介、山本和希、稲毛友紀、清水涼子、柴田茉衣、並木桂、RIKU、ZEN、AYANO、みよこ、せいら、都築雄太、熊田純也、赤松昌樹、長井剛、田嶋剛士、成田高一

### ゲスト
- 曽野村 - 北代高士（6、16）
- フルーツパーラーの客 - 宇佐美佑果 （テレビ朝日アナウンサー / 9）
- 紘汰にサインを求めた人 - 戸井智恵美（12、13）、栗城亜衣（12）
- チームPOP UP - 仮面ライダーGIRLS（18）
- ジロー / キカイダー - 入江甚儀（30）
- 幼少時代の紘汰 - 鳥居颯（30）
- ユグドラシルの各国幹部 - マーク・チネリー、パトリック・ロード、王暁東（33）
- まさと[注釈 55] - 谷口寛介（33、34）[314]
- 幼少時代の光実 - 松田北斗（36）
- 少年時代の貴虎 - 上田晟人（36）
- 中村憲剛（チームバロンの助っ人） - 中村憲剛（本人役 / 37）
- 太田宏介（チームシャルモンの助っ人） - 太田宏介（本人役 / 37）
- 謎の少年（ラピス） - 田中偉登（37）
- 仮面ライダーマルスの声 - 片岡愛之助（特別出演 / 37）
- 王妃 - 岩崎ひろみ（41）
- 自衛隊員[注釈 55] - 横山一敏（45）[315]
- 少女 / 仮面ライダー邪武[注釈 57] - 安藤穂乃果（47）

### 声の出演
- ナレーション - 大塚芳忠
- デェムシュ - 杉田智和（23 - 32）
- レデュエ - 津田健次郎（24 - 41）
- ロシュオ - 中田譲治（27 - 41）
- 初級インベス、黒影トルーパー - 穴井勇輝[317][318]、小峰一己[319]
- 戦極ドライバー関連アイテム音声 - 平床政治[320][321]

### スーツアクター
負傷により前作ではレギュラーを担当していなかった永徳は、本作品では仮面ライダーバロン役として2号ライダー役に復帰した。
マリカ役の佃井皆美とシグルド役の金子起也はレギュラーでのスーツアクターを本作品で初めて担当し、龍玄役の佐藤太輔とグリドン役の岡田和也も初めてレギュラーで仮面ライダー役を担当している。またデューク役の富永研司がレギュラー出演するのも『仮面ライダークウガ』以来である。今井靖彦も『炎神戦隊ゴーオンジャー』以来に東映ヒーロー作品のスーツアクターに復帰した。
佃井は変身前後を兼任しているため、変身シーンなどでは藤田慧がマリカの代役を務めている。ブラーボ役は主に今井が務めたが、当初はレギュラーの予定ではなかったため完全には固定されておらず6-7人ほどが入れ替わり演じている。斬月・真役は光実が変身するようになってからもしばらくは渡辺淳が引き続き演じ、第36話での貴虎が変身する斬月と光実が変身する斬月・真の対決から龍玄役の佐藤太輔が斬月・真役を担当している。
- 仮面ライダー鎧武[出典 12]、ビャッコインベス（40）[332] - 高岩成二
- 仮面ライダーバロン[333][322]、ロード・バロン[20]、ハカイダー[334]、仮面ライダーナックル[26] - 永徳
- 仮面ライダー龍玄[335][333]、仮面ライダーナックル[336]、仮面ライダー斬月・真（36 - [329])、デェムシュ[255]、仮面ライダー鎧武（終盤[337]）、ビャッコインベス（1）[338] - 佐藤太輔
- 仮面ライダー斬月[339][340] / 仮面ライダー斬月・真[231][340]、仮面ライダーブラーボ[231]、レデュエ[337]、セイリュウインベス（18[337]） - 渡辺淳
- 仮面ライダーグリドン[341]、インベス[338]、仮面ライダー鎧武（40）[342]、仮面ライダー黒影（47）[343] - 岡田和也
- 仮面ライダーブラーボ[341][326]、仮面ライダー黒影[199]、ロシュオ[344][326] - 今井靖彦
- 仮面ライダーデューク[231]、仮面ライダーブラーボ（17）[325] - 富永研司
- 仮面ライダーシグルド[231] - 金子起也
- 仮面ライダーマリカ[231] - 佃井皆美
- 仮面ライダーマリカ[231]、仮面ライダー邪武[336]、セイリュウインベス[341] - 藤田慧
- 仮面ライダー鎧武（乗馬 / 1、オープニング）[345] - 竹内康博
- キカイダー[346] - 荒川真

## スタッフ
東映側プロデューサーは『仮面ライダーオーズ/OOO』の武部直美が本シリーズで3度目の起用となる。
監督陣は田﨑竜太が『オーズ/OOO』以来のパイロットを担当。JAE代表の金田治は監督としては第16話からの参加だが、企画段階から武部に相談を受けており、鎧武が馬に乗ったビジュアルなどのアイデアを出している。中澤祥次郎は前作『仮面ライダーウィザード』から引き続き参加する予定であったが、『烈車戦隊トッキュウジャー』のメイン監督を担当するため、第8話・第9話のみで降板した。その後、中澤は『鎧武/ガイム』と『トッキュウジャー』の両方を担当していることから『烈車戦隊トッキュウジャーVS仮面ライダー鎧武 春休み合体スペシャル』の監督を務めた。
大きな特徴として、本作品の制作にはニトロプラスに所属経験のあるスタッフが参加している。取締役の虚淵玄はこれまでゲームシナリオやアニメ脚本を執筆しており、本作品で実写作品のメインライターを初担当する。起用の理由について、武部直美は自身が『劇場版 魔法少女まどか☆マギカ』を観て虚淵に興味を持ったのがきっかけでツイッターで共通の知人を探した結果、後に本作品にもデェムシュの声で出演することとなる虚淵が参加していたアニメ『翠星のガルガンティア』に出演していた声優の杉田智和を通して、接点を得たと述べている。虚淵はスケジュールの都合から1人での執筆が難しかったため個人ではなくニトロプラス名義で参加しており、虚淵が手直しをしやすいニトロプラス出身のライター陣で文芸チームを編成している。ニトロプラス以外では平成仮面ライダーシリーズで脚本執筆経験のある少年社中の毛利亘宏も参加している。
インベスのデザインは東映特撮の常連である篠原保の他、共にシリーズ初参加となる山田章博、Niθ、中央東口が手がける。このうち、Niθと中央東口はニトロプラス出身者であり、両名ともニトロプラス代表のでじたろうからの誘いで参加した。山田は以前から親交のあった出渕裕からの紹介で参加しており、元々は出渕へのオファーであったという。
アクション監督の石垣広文は次作『仮面ライダードライブ』への参加のため、終盤で竹田道弘と交代している。
また東映特撮作品の撮影監督で40年以上のキャリアを持ついのくままさおは第32・33話を持って現場を引退した。
劇伴音楽はスーパー戦隊シリーズやスーパーヒーロー大戦シリーズに関わった経験がある山下康介が仮面ライダーシリーズで初起用されている。田﨑の提案により変身シーンなどに用いられるBGMには、マオリ族の民族舞踊ハカが取り入れられている。
- 原作 - 石ノ森章太郎
- 連載 - テレビマガジン、てれびくん、幼稚園、めばえ、たのしい幼稚園、おともだち、コロコロイチバン!
- スーパーバイザー - 小野寺章
- プロデュース - 佐々木基（テレビ朝日）、武部直美・望月卓（36 - 47）（東映）
- 脚本 - 虚淵玄（ニトロプラス）、七篠トリコ（ニトロプラス）、砂阿久雁（ニトロプラス）、毛利亘宏、鋼屋ジン（ニトロプラス）、海法紀光（ニトロプラス）
- 原案(37) - 鋼屋ジン（ニトロプラス）
- 監修(47) - 虚淵玄（ニトロプラス）
- 監督 - 田﨑竜太、柴﨑貴行、諸田敏、中澤祥次郎、石田秀範、金田治（ジャパンアクションエンタープライズ）、山口恭平
- 音楽 - 山下康介
- 撮影 - 松村文雄、倉田幸治、植竹篤史、小林元、いのくままさお
- 照明 - 斗沢秀、佐々木康雄、水本富男、西田文彦
- 美術 - 大嶋修一
- 美術助手 - 奥山れもん
- 録音 - 村上洋祐、遠藤和生、畑幸太郎、渡辺潤、堀江二郎、平直樹
- 助監督 - 山口恭平、杉原輝昭、塩川純平、上堀内佳寿也、葉山康一郎、越知靖、原田拓明、石井千晶[注釈 58]、永井大裕
- アクションコーディネーター（30） - 江澤大樹、荒川真
- アクション協力（30） - スタントチームgocco
- 編集 - 佐藤連
- EED - 緩鹿秀隆
- 選曲 - 金成謙二（ドンカンパニー）
- 音響効果 - 大野義彦
- MA - 曽我薫
- ラインプロデューサー - 富田幸弘（1 - 37)  → 下前明弘（38 - 47）
- プロデューサー補 - 菅野あゆみ、望月卓（1 - 35）、井元隆佑
- 操演 - 高木友善、苗村真志（40 - 47)（ライズ）
- カースタントコーディネーター - 西村信宏（タケシレーシング）
- クリーチャーデザイン - 篠原保[注釈 59]、Niθ[注釈 60]、山田章博[注釈 61]、中央東口[注釈 62]
- キャラクターデザイン - 田嶋秀樹、PLEX
- 資料担当 - 山辺浩一、金子しん一
- 衣裳デザイン協力 - 三杜シノヴ、山田外朗
- キャラクター管理 - 小野島泰宏
- 造型 - ブレンドマスター
- 視覚効果 - 日本映像クリエイティブ、マリンポスト、林デジタル工務店
- 特撮コーディネーター - 中根伸治
- 特撮スーパーバイザー - 足立亨
- ミニチュア制作 - 松浦芳
- モニターグラフィック - 小林真吾
- CG制作 - 特撮研究所
- 特撮監督 - 佛田洋
- アクション監督 - 石垣広文、竹田道弘（ジャパンアクションエンタープライズ）
- アクション監督補佐 - おぐらとしひろ（ジャパンアクションエンタープライズ）
- 制作 - テレビ朝日、東映、ADK

## 音楽
主題歌
「JUST LIVE MORE」
作詞 - 藤林聖子 / 作曲・編曲 - 鳴瀬シュウヘイ / 歌 - 鎧武乃風
最終話では挿入歌として流れ、エンドクレジットでは「JUST LIVE MORE（Orchestra Edit）」（シングルに収録）が流れた。
挿入歌
本作品の挿入歌（エンディングテーマ）は仮面ライダーGIRLS・出演俳優がそれぞれ歌唱を担当している。出演俳優による楽曲（キャラクターソング）は放送終了間際に発売されたアルバム『仮面ライダー鎧武 Music Arms』にて初収録された。なお同アルバム収録の呉島光実（CV：高杉真宙）による楽曲「Point Of No Return」は作中未使用である。
「E-X-A (Exciting × Attitude)」（3・5・11）
作詞 - 藤林聖子 / 作曲・編曲 - tatsuo / 歌 - 仮面ライダーGIRLS
仮面ライダー鎧武のテーマソング。
「Never Surrender」（8・26・37）
作詞 - 藤林聖子 / 作曲・編曲 - 五十嵐"IGAO"淳一 / 歌 - TEAM BARON（駆紋戒斗・ザック・ペコ / CV：小林豊・松田岳・百瀬朔）
仮面ライダーバロンのテーマソング。
「時の華」（17・21・29）
作詞 - 藤林聖子 / 作曲 - NAOKI MAEDA / 編曲 - 鳴瀬シュウヘイ / 歌 - 仮面ライダーGIRLS
仮面ライダー鎧武 ジンバーレモンアームズのテーマソング。
「Rise Up Your Flag」（24・28・30・37）
作詞 - 藤林聖子 / 作曲・編曲 - tatsuo / 歌 - 葛葉紘汰（CV：佐野岳）
仮面ライダー鎧武 カチドキアームズのテーマソング。
スペシャル番組『烈車戦隊トッキュウジャーVS仮面ライダー鎧武 春休み合体スペシャル』では主題歌として使用された。
「乱舞 Escalation」（36・37・39・41・45）
作詞 - 藤林聖子 / 作曲・編曲 - 鳴瀬シュウヘイ / 歌 - 葛葉紘汰&駆紋戒斗（CV：佐野岳&小林豊）
仮面ライダー鎧武 極アームズのテーマソング。

### 関連CD
主題歌CDはJUST LIVE MOREを参照。
E-X-A (Exciting × Attitude)
2013年12月23日リリース。CDとCD＋DVDの2種発売。
仮面ライダー鎧武 オリジナルサウンドトラック
2013年12月11日リリース。劇中BGM44曲と主題歌TVサイズ収録。
仮面ライダー鎧武 Music Arms
2014年9月24日リリース。主題歌・挿入歌8曲とそのinstrumental計16曲を収録。CDとCD＋DVDの2種発売。
仮面ライダー鎧武 CD-BOX
2014年11月12日リリース。CD6枚＋DVD1枚の7枚組。

## 制作

### 企画の経緯
制作発表の時点で鎧武・バロン・龍玄・斬月・グリドンの5人の仮面ライダーが公開され、『仮面ライダー龍騎』や『仮面ライダーカブト』のような多人数ライダーの作品であることが明らかにされた。東映プロデューサーの武部直美によれば、近年の仮面ライダーシリーズは「テレビで主に活躍するライダーは2人」という形式が続いていたことに疑問を持ったこと、AKB48のようなグループアイドルやプロ野球や水泳や体操などのスポーツの団体戦が人気であることから、多人数が登場する作品にしたという。
鎧武者という案は、武部とバンダイボーイズトイ事業部ライダーチームとの会議で前作『仮面ライダーウィザード』の戦闘描写がCGエフェクトによる魔法が中心となっていたこととの差別化として、武器を手にしての戦いを発想したことに起因する。当初は全員が戦国武将ライダーという構想だったがキャラクターの差別化が難しく、バンダイ提案によるフルーツの要素が取り入れられ、鎧のバリエーションも洋風や中華風のものが取り入れられた。
フルーツ案は上述の脅威である自然災害が植物であり果物であることや、子供の好みであることや、世代を問わず話題にすることができる存在であることから提案され、鎧だけではシンプルに格好良くなってしまうことから”引っかかり”の要素として取り入れられた。主役ライダーの鎧武のモチーフ（基本形態）は、人気・知名度の高さや、赤を主体としていた『仮面ライダーウィザード』との差別化などからオレンジが選ばれた。それ以外のフルーツも人気・知名度の高いものが選ばれているが、ロックシードのクラス分けのためにドングリなどの木の実も取り入れている。企画の構想では「果物を食べる鳥」をモチーフに進めていたため、鎧武のデザインには羽根の意匠の名残が残っている。
ダンスチーム案はフルーツより濃いもので気を逸らすため、スケープゴートのような要素として設定された。
変身ベルトのデザインは、オレンジの断面が仮面ライダー1号のベルトの風車部分に似ていると発想したことによる。多人数ライダーであることから複数の仮面ライダーが同型のベルトを使用することとなったが、個々の差別化として携帯電話のカバーから発想した各仮面ライダーのフェイスプレートが採用された。
脚本を担当した虚淵玄はシリアスなストーリーや平成仮面ライダー初期の雰囲気への回帰を要望されていたが、既に決定していたフルーツや錠前といったモチーフからはシリアスなヒーローを発想することは難しかった。そのため、序盤ではアーマードライダーやロックシードなどをインベスゲームで使用する「おもちゃ」として描写し、明るい雰囲気から徐々にシリアスな展開へと転じていく形に構成した。虚淵はフルーツというモチーフから旧約聖書の禁断の果実を題材に物語を構想し、「フリーターの青年が神となり他の星に旅立つ」という最初のプロットがそのまま採用された。
人ならざるものへと変化していく登場人物たちという展開は、虚淵の提案から初代『仮面ライダー』のように仮面ライダーの前提が禍々しい力や異形の力である敵の力を使って変身することにあることから、敵と同じ力を使う以上、そういった結末になるのが必然であることから設定された。終盤で紘汰や戒斗が人ならざる存在になるという展開は、虚淵が最も強烈なライダーとしてあった『仮面ライダーBLACK』の漫画版を意識しており、同作品では戦いの勝者やその勝者が何をするかは曖昧なまま終わったため、その先を描きたいという思いから生まれた。
『仮面ライダーW』以降に登場していた小型サポートメカは、毎年絵面が変わらないことや物語の後半では出しにくくなることなどから廃止された。従来の作品では、特撮研究所がサポートメカのCGを、日本映像クリエイティブが変身シーンをそれぞれ担当していたが、本作品ではサポートメカがなくなったため特撮研究所が変身シーンのCGを担当している。
戦闘シーンの演出では、パイロット監督の田﨑竜太の要望により流血描写の代替として果汁が飛び散る様が描写されている。

## 放送日程
各話終了時、その時点でアーマードライダー変身者（紘汰・戒斗・光実・貴虎の4人）いずれかの所持しているロックシードが表示される。基本的に紘汰のものが表示されるが、それ以外の変身者が新たにロックシードを入手・披露した場合もしくはメインで活躍した場合は、その変身者のものが表示される。
- 紘汰 - 第1 - 7,9,11,13 - 14,16,18 - 19,21 - 27,30,32,35,37 - 41,43 - 45話
- 戒斗 - 第8,20,29,31話
- 光実 - 第10,15,17,28,33,34,36,42話[注釈 63]
- 貴虎 - 第12話

| 放送日         | 放送回 | サブタイトル                   | 登場上級インベス オーバーロード（太字） | 脚本              | アクション監督補佐 | アクションコーディネーター | アクション監督 | 監督     |
| -------------- | ------ | ------------------------------ | --- | ----------------- | ------------------ | -------------------------- | -------------- | -------- |
| 2013年10月06日 | 1      | 変身!空からオレンジ!?          | - ビャッコインベス | 虚淵玄            |                    |                            | 石垣広文       | 田﨑竜太 |
| 10月13日       | 2      | 必殺!パインキック!             | - シカインベス（声 - 穴井勇輝） - シカインベス 強化体 | 虚淵玄            |                    |                            | 石垣広文       | 田﨑竜太 |
| 10月20日       | 3      | 衝撃!ライバルがバナナ変身!?    | ― | 虚淵玄            | 柴﨑貴行           |                            | 石垣広文       |          |
| 10月27日       | 4      | 誕生!3人目のぶどうライダー!    | - シカインベス（4話） - コウモリインベス | 虚淵玄            | 柴﨑貴行           |                            | 石垣広文       |          |
| 11月10日       | 5      | 復活!友情のイチゴアームズ!     | - シカインベス（4話） - コウモリインベス | 虚淵玄            | 柴﨑貴行           |                            | 石垣広文       |          |
| 11月17日       | 6      | ドリアンライダー、参戦!        | ― | 虚淵玄            | おぐらとしひろ     | 諸田敏                     | 石垣広文       |          |
| 11月24日       | 7      | 大玉スイカ、ビッグバン!        | - イノシシインベス - シカインベス - コウモリインベス | 虚淵玄            | おぐらとしひろ     | 諸田敏                     | 石垣広文       |          |
| 12月01日       | 8      | バロンの新しき力、マンゴー!    | - セイリュウインベス（8話） - コウモリインベス 変種体 | 虚淵玄 七篠トリコ | おぐらとしひろ     | 中澤祥次郎                 | 石垣広文       |          |
| 12月8日        | 9      | 怪物インベス捕獲大作戦!        | - セイリュウインベス（8話） - コウモリインベス 変種体 | 虚淵玄            | おぐらとしひろ     | 中澤祥次郎                 | 石垣広文       |          |
| 12月15日       | 10     | ライダー大集結!森の謎を暴け!   | - カミキリインベス | 虚淵玄 砂阿久雁   |                    | 柴﨑貴行                   | 石垣広文       |          |
| 12月22日       | 11     | クリスマスゲームの真実         | ― | 虚淵玄 毛利亘宏   |                    | 柴﨑貴行                   | 石垣広文       |          |
| 2014年01月05日 | 12     | 新世代ライダー登場！           | - シカインベス - コウモリインベス - カミキリインベス | 虚淵玄            | 石田秀範           |                            | 石垣広文       |          |
| 1月12日        | 13     | 鎧武、バロンの友情タッグ!      | - セイリュウインベス（13話） - セイリュウインベス 強化体（13話） - ヘキジャインベス（声 - 穴井勇輝） - ビャッコインベス（14話） | 虚淵玄            | 石田秀範           |                            | 石垣広文       |          |
| 1月19日        | 14     | ヘルヘイムの果実の秘密         | - セイリュウインベス（13話） - セイリュウインベス 強化体（13話） - ヘキジャインベス（声 - 穴井勇輝） - ビャッコインベス（14話） | 虚淵玄            | 諸田敏             |                            | 石垣広文       |          |
| 1月26日        | 15     | ベルトを開発した男             | ― | 虚淵玄            | 諸田敏             |                            | 石垣広文       |          |
| 2月02日        | 16     | 新アームズ!ジンバーレモン誕生! | - ライオンインベス | 虚淵玄            | 金田治             |                            | 石垣広文       |          |
| 2月9日         | 17     | 桃のライダー、マリカ光臨!      | ― | 虚淵玄            | 金田治             |                            | 石垣広文       |          |
| 2月16日        | 18     | さらばビートライダーズ         | - コウモリインベス - カミキリインベス - セイリュウインベス | 虚淵玄 毛利亘宏   | 石田秀範           |                            | 石垣広文       |          |
| 2月23日        | 19     | 贈られた秘密兵器               | ― | 虚淵玄 毛利亘宏   | 石田秀範           |                            | 石垣広文       |          |
| 3月02日        | 20     | 世界のおわり はじまる侵略      | - シカインベス - コウモリインベス - カミキリインベス - ライオンインベス | 虚淵玄            | 諸田敏             |                            | 石垣広文       |          |
| 3月09日        | 21     | ユグドラシルの秘密             | ― | 虚淵玄            | 諸田敏             |                            | 石垣広文       |          |
| 3月16日        | 22     | 7分の1の真実                   | ― | 虚淵玄            | 金田治             |                            | 石垣広文       |          |
| 3月23日        | 23     | いざ出陣!カチドキアームズ!     | ― | 虚淵玄            | 金田治             |                            | 石垣広文       |          |
| 4月06日        | 24     | 新たな強敵 オーバーロード      | ― | 虚淵玄            | 石田秀範           |                            | 石垣広文       |          |
| 4月13日        | 25     | グリドン・ブラーボ 最強タッグ  | - シカインベス - コウモリインベス - ライオンインベス | 虚淵玄 鋼屋ジン   | 石田秀範           |                            | 石垣広文       |          |
| 4月20日        | 26     | バロンのゲネシス変身!          | ― | 虚淵玄 鋼屋ジン   | 諸田敏             |                            | 石垣広文       |          |
| 4月27日        | 27     | 真実を知る時                   | ― | 虚淵玄            | 諸田敏             |                            | 石垣広文       |          |
| 5月04日        | 28     | 裏切りの斬月                   | - カミキリインベス | 虚淵玄 鋼屋ジン   | 柴﨑貴行           |                            | 石垣広文       |          |
| 5月11日        | 29     | オーバーロードの王             | ― | 虚淵玄            | 柴﨑貴行           |                            | 石垣広文       |          |
| 5月18日        | 30     | 赤と青のキカイダー             | - ハカイダー（声 - 青木玄徳） - ヤギインベス | 毛利亘宏          | 江澤大樹 荒川真    | 田﨑竜太                   | 石垣広文       |          |
| 5月25日        | 31     | 禁断の果実のゆくえ             | ― | 虚淵玄            |                    | 田﨑竜太                   | 石垣広文       |          |
| 6月01日        | 32     | 最強の力!極アームズ!           | - シカインベス - コウモリインベス - セイリュウインベス - カミキリインベス - ライオンインベス - ヤギインベス - デェムシュ - デェムシュ（進化体） | 虚淵玄            | 石田秀範           |                            | 石垣広文       |          |
| 6月08日        | 33     | ビートライダーズ大集結!        | - シカインベス - ライオンインベス - デュデュオンシュ（声 - 上田燿司） | 虚淵玄 海法紀光   | 石田秀範           |                            | 石垣広文       |          |
| 6月22日        | 34     | 王の力と王妃復活               | - セイリュウインベス - ライオンインベス（34話） - ヤギインベス（34話） - グリンシャ（声 - 穴井勇輝） - シカインベス（35話） - コウモリインベス（35話） | 虚淵玄 鋼屋ジン   | 諸田敏             |                            | 石垣広文       |          |
| 6月29日        | 35     | ミッチの箱舟                   | - セイリュウインベス - ライオンインベス（34話） - ヤギインベス（34話） - グリンシャ（声 - 穴井勇輝） - シカインベス（35話） - コウモリインベス（35話） | 虚淵玄            | 諸田敏             |                            | 石垣広文       |          |
| 7月06日        | 36     | 兄弟の決着!斬月VS斬月・真!     | ― | 虚淵玄            | 柴﨑貴行           |                            | 石垣広文       |          |
| 7月13日        | 37     | バロン・サッカー対決 夏の陣!   | - イナゴ怪人 | 毛利亘宏          | 柴﨑貴行           |                            | 石垣広文       |          |
| 7月20日        | 38     | プロフェッサーの帰還           | - シンムグルン - シカインベス（39話） - コウモリインベス（39話） - セイリュウインベス（39話） - カミキリインベス（39話） - ライオンインベス（39話） - ヤギインベス（39話）                                                                                          | 虚淵玄 鋼屋ジン   | 山口恭平           |                            | 石垣広文       |          |
| 7月27日        | 39     | 決死のタワー突入作戦!          | - シンムグルン - シカインベス（39話） - コウモリインベス（39話） - セイリュウインベス（39話） - カミキリインベス（39話） - ライオンインベス（39話） - ヤギインベス（39話）                                                                                          | 虚淵玄            | 山口恭平           |                            | 石垣広文       |          |
| 8月10日        | 40     | オーバーロードへの目覚め       | - ビャッコインベス（声 - 佐野岳） - セイリュウインベス - デュデュオンシュ - シンムグルン - カミキリインベス - コウモリインベス | 虚淵玄            | 石田秀範           |                            | 石垣広文       |          |
| 8月17日        | 41     | 激突！オーバーロードの王       | - シカインベス - セイリュウインベス - カミキリインベス - ライオンインベス - ヤギインベス - レデュエ - ロシュオ | 虚淵玄 鋼屋ジン   | 石田秀範           |                            | 石垣広文       |          |
| 8月24日        | 42     | 光実!最後の変身!               | - シカインベス - セイリュウインベス - カミキリインベス - ライオンインベス - ヤギインベス | 虚淵玄 鋼屋ジン   | 石垣広文 竹田道弘  | 諸田敏                     |                |          |
| 8月31日        | 43     | バロン 究極の変身！            | - ロード・バロン（声 - 小林豊） - ライオンインベス（44,45話） - ヤギインベス（44,45話） - シカインベス（45話） - シカインベス 強化体（45話） - セイリュウインベス（45話） - セイリュウインベス 強化体（45話） - イノシシインベス（45話） - カミキリインベス（45話） | 虚淵玄            | 石垣広文 竹田道弘  | 諸田敏                     |                |          |
| 9月07日        | 44     | 二人の目指す未来は             | - ロード・バロン（声 - 小林豊） - ライオンインベス（44,45話） - ヤギインベス（44,45話） - シカインベス（45話） - シカインベス 強化体（45話） - セイリュウインベス（45話） - セイリュウインベス 強化体（45話） - イノシシインベス（45話） - カミキリインベス（45話） | 虚淵玄 鋼屋ジン   | 石垣広文 竹田道弘  | 金田治                     |                |          |
| 9月14日        | 45     | 運命の二人 最終バトル!         | - ロード・バロン（声 - 小林豊） - ライオンインベス（44,45話） - ヤギインベス（44,45話） - シカインベス（45話） - シカインベス 強化体（45話） - セイリュウインベス（45話） - セイリュウインベス 強化体（45話） - イノシシインベス（45話） - カミキリインベス（45話） | 虚淵玄            | 石垣広文 竹田道弘  | 金田治                     |                |          |
| 9月21日        | 46     | 運命の勝者                     | - ロード・バロン（声 - 小林豊） - ライオンインベス（44,45話） - ヤギインベス（44,45話） - シカインベス（45話） - シカインベス 強化体（45話） - セイリュウインベス（45話） - セイリュウインベス 強化体（45話） - イノシシインベス（45話） - カミキリインベス（45話） | 虚淵玄            | 石垣広文 竹田道弘  | 石田秀範                   |                |          |
| 9月28日        | 47     | 変身!そして未来へ              | - 仮面ライダー邪武（声 - 斧アツシ） - イナゴ怪人 - シカインベス - コウモリインベス - セイリュウインベス | 鋼屋ジン          | 石垣広文 竹田道弘  | 石田秀範                   |                |          |

## 他媒体展開

### 他テレビシリーズ
『仮面ライダーウィザード』
本作品の放送開始に先駆けて、第52・53話に葛葉紘汰 / 仮面ライダー鎧武が登場。
『仮面ライダージオウ』
仮面ライダー鎧武が2068年の世界に歴代平成仮面ライダーの銅像のひとつとして登場。
EP10のエピローグで葛葉紘汰が登場。EP11・12に葛葉紘汰（始まりの男）、駆紋戒斗のほか、初級インベス、EP29に仮面ライダーバロン バナナアームズ、EP40に仮面ライダー鎧武 スイカアームズ、EP41に仮面ライダー鎧武 オレンジアームズ、EP47からLAST（最終回）にインベスとユグドラシルタワー、LASTに仮面ライダー鎧武 パインアームズが登場。

### 映画
『仮面ライダー×仮面ライダー 鎧武&ウィザード 天下分け目の戦国MOVIE大合戦』
2013年12月14日公開。本作品と『仮面ライダーウィザード』をメインとしたクロスオーバー作品。
公開時期にあたるテレビシリーズ（本放送時）の第8話から第13話まで、同作品の映像がOPで使用されている。
スーパーヒーロー大戦シリーズ
いずれも仮面ライダーシリーズとスーパー戦隊シリーズのクロスオーバー作品。
『平成ライダー対昭和ライダー 仮面ライダー大戦 feat.スーパー戦隊』
2014年3月29日公開。鎧武のほか、バロン、龍玄、斬月・真が登場。
公開時期にあたるテレビシリーズ（本放送時）の第22話から第27話まで、同作品の映像がOPで使用されている。
『スーパーヒーロー大戦GP 仮面ライダー3号』
2015年3月21日公開。仮面ライダー鎧武とデェムシュ進化体が登場。
『仮面ライダー×スーパー戦隊 超スーパーヒーロー大戦』
2017年3月25日公開。仮面ライダー龍玄、仮面ライダー斬月・真、レデュエが登場。
『劇場版 仮面ライダー鎧武 サッカー大決戦!黄金の果実争奪杯!』
2014年7月19日公開。本作品の単独映画作品。同作品ではJリーグとコラボレーションしている。
公開時期にあたるテレビシリーズ（本放送時）の第37話から第42話まで、同作品の映像がOPで使用されている。
『仮面ライダー×仮面ライダー ドライブ&鎧武 MOVIE大戦フルスロットル』
2014年12月13日公開。『仮面ライダードライブ』と本作品のクロスオーバー作品。他に本作品の映像も一部使用されている。
『仮面ライダー平成ジェネレーションズ Dr.パックマン対エグゼイド&ゴーストwithレジェンドライダー』
2016年12月10日公開。『仮面ライダーエグゼイド』と『仮面ライダーゴースト』をメインとしたクロスオーバー作品。仮面ライダー鎧武が登場。
『仮面ライダー平成ジェネレーションズ FINAL ビルド&エグゼイドwithレジェンドライダー』
2017年12月9日公開。『仮面ライダービルド』と『仮面ライダーエグゼイド』をメインとしたクロスオーバー作品。葛葉紘汰 / 仮面ライダー鎧武が登場。
『劇場版 仮面ライダービルド Be The One』
2018年8月4日公開。『仮面ライダービルド』の単独作品。エピローグで鎧武 オレンジアームズ、ロード・バロンが登場。
『平成仮面ライダー20作記念 仮面ライダー平成ジェネレーションズ FOREVER』
2018年12月22日公開。『仮面ライダージオウ』と『仮面ライダービルド』をメインとしたクロスオーバー作品。仮面ライダー鎧武、初級インベスが登場。
『劇場版 仮面ライダージオウ Over Quartzer』
2019年7月26日公開。『仮面ライダージオウ』の単独作品。仮面ライダー鎧武、仮面ライダー斬月 カチドキアームズが登場。
『セイバー+ゼンカイジャー スーパーヒーロー戦記』
2021年7月22日公開。仮面ライダー50周年×スーパー戦隊45作品記念作品。仮面ライダー鎧武が登場。

### テレビスペシャル
『烈車戦隊トッキュウジャーVS仮面ライダー鎧武 春休み合体スペシャル』
2014年3月30日放送。『烈車戦隊トッキュウジャー』と本作品のクロスオーバー特番。

### Webドラマ
『dビデオスペシャル 仮面ライダー4号』
dビデオで配信された『スーパーヒーロー大戦GP 仮面ライダー3号』のスピンオフ作品。仮面ライダーバロンが登場。
『仮面戦隊ゴライダー』
auビデオパスで配信された『仮面ライダー×スーパー戦隊 超スーパーヒーロー大戦』のスピンオフ作品。駆紋戒斗 / 仮面ライダーバロンと湊耀子 / 仮面ライダーマリカが登場。
『ドライブサーガ 仮面ライダーブレン』
『仮面ライダードライブ』のスピンオフ作品。仮面ライダーデュークとデェムシュ（進化体）が登場。
『鎧武外伝 仮面ライダーグリドンVS仮面ライダーブラーボ』
2020年10月25日および11月1日に東映特撮ファンクラブで配信。全2話。
『仮面ライダーリバイス The Mystery（ザ・ミステリー）』
『仮面ライダーリバイス』のスピンオフ作品。城乃内秀保 / 仮面ライダーグリドンと凰蓮・ピエール・アルフォンゾ / 仮面ライダーブラーボが登場。
『仮面ライダーガッチャードVS仮面ライダーレジェンド』
『仮面ライダーガッチャード』のスピンオフ作品。仮面ライダー鎧武が登場。
『仮面ライダーマジェード withガールズリミックス』
『仮面ライダーガッチャード』のスピンオフ作品。湊耀子 / 仮面ライダーマリカが登場。

### 超バトルDVD
『てれびくん超バトルDVD 仮面ライダー鎧武 フレッシュオレンジアームズ誕生! 〜君もつかめ!フレッシュの力〜』
オレンジロックシードとバナナロックシードが錆びてしまったため謎の少女の試練を受ける内容。DVDオリジナルのフレッシュオレンジロックシードで変身したフレッシュオレンジアームズが登場したほか、バロンのイチゴ&キウイ&メロンアームズ、斬月のイチゴ&ブドウ&マンゴーアームズ、龍玄のバナナ&パイン&メロンアームズ、フレッシュパインロックシードも登場した。特典として料理レシピカードも付属。

キャスト
- 葛葉紘汰 / 仮面ライダー鎧武 - 佐野岳
- 駆紋戒斗 / 仮面ライダーバロン - 小林豊
- 高司舞 / 謎の少女 - 志田友美

声の出演
- 仮面ライダー龍玄 - 高杉真宙
- 仮面ライダー斬月 - 久保田悠来

スーツアクター
- 仮面ライダー鎧武 - 高岩成二
- 永徳
- 佐藤太輔
- 渡辺淳

スタッフ

- 原作 - 石ノ森章太郎
- 監督 - 山口恭平
- 脚本 - 毛利亘宏
- アクション監督 - 石垣広文
- プロデュース - 武部直美、望月卓
- 製作担当 - 加藤寛士、紀野良輔
- キャラクターデザイン - PLEX
- 製作・発行 - 小学館

### オリジナルビデオ・DVD
『鎧武/ガイム外伝 仮面ライダー斬月/仮面ライダーバロン』
2015年4月22日発売。貴虎（斬月）と戒斗（バロン）を主人公とした2つのエピソードが同時収録されている。
『鎧武/ガイム外伝 仮面ライダーデューク/仮面ライダーナックル』
2015年11月11日発売。『鎧武/ガイム外伝』第2弾として制作が発表されている。凌馬（デューク）とザック（ナックル）を主人公とした2つのエピソードが同時収録されている。

### Web動画
YouTube『東映特撮』で配信の再編集動画。
- 『「仮面ライダー鎧武」おもしろ変身特集!』

2013年11月7日にver.1、11月10日にver.2を配信。鎧武から黒影&グリドンまでの序盤の変身を紹介。
- 『4分でわかる「仮面ライダー鎧武」』

2013年12月26日に、第1 - 5話までを紹介したその1、第6 - 11話までを紹介したその2を配信。

### 演劇
舞台『仮面ライダー斬月』-鎧武外伝-
斬月を主人公とした仮面ライダーシリーズ初の演劇作品。2019年3月9日-24日に東京都・日本青年館ホール、2019年3月28日-31日に京都府・京都劇場で公演。

#### 出演（演劇）
- 呉島貴虎 / 仮面ライダー斬月 - 久保田悠来
- アイム / プロト鎧武 - 萩谷慧悟
- 鎮宮影正 / プロト龍玄 - 原嶋元久
- 雪叢・ベリアル・グランスタイン / プロトブラーボ - 小沼将太
- フォラス / プロトグリドン - 宇野結也
- パイモン - 後藤大
- グラシャ / プロトバロン - 増子敦貴
- ベリト - 千田京平
- グシオン - 高橋奎仁
- オセ - 田淵累生
- 鎮宮雅仁 / 仮面ライダー斬月 / オーバーロード体 - 丘山晴己
- 鎮宮鍵臣 - 大高洋夫
- 飯塚大夢
- 北川雄也
- 木村充希
- 拳多
- 鯉江至音
- 高橋広吏
- 夛田将秀
- 本間勇ニロイド
- 佐藤公介
- 中西奨
- 福田慶晶
- 八巻紀一
- 池田優樹
- ナレーション - 大塚芳忠

#### スタッフ（演劇）
- 原作 - 石ノ森章太郎
- 脚本・演出 - 毛利亘宏（少年社中）
- シリーズ原案・監修 - 虚淵玄（ニトロプラス）
- 脚本協力 - 鋼屋ジン（ニトロプラス）
- 音楽 - 山下康介
- 振付 - EBATO
- アクション監督 - 栗田政明（倉田プロモーション）
- キャラクター・エンプレムデザイン - 田嶋秀樹（石森プロ）
- キャラクターデザイン - PLEX
- キャラクター造形 - ブレンドマスター
- 舞台『仮面ライダー斬月』製作委員会 - 中村恒太（東映）、川嶋紗也子（東映）、大暮理奈（ニトロプラス）、中原広絵（ニトロプラス）、下泉さやか（ネルケプランニング）、堀内雪子（ネルケプランニング）
- プロデューサー - 吉元央（東映）、武部直美（東映）、小坂崇气（ニトロプラス）、松田誠（ネルケプランニング）
- 主催 - 東映、ニトロプラス、ネルケプランニング

### ゲーム
『仮面ライダー トラベラーズ戦記』
2013年11月28日に発売されたニンテンドー3DS専用ゲームソフト。鎧武を主演格に添えた仮面ライダーゲーム初のアクションアドベンチャーとなる第二期平成ライダー競演作品。
『仮面ライダー バトライド・ウォーII』
2014年6月26日に発売されたPS3、Wii U専用のゲームソフト。テレビシリーズとはIF世界観である『天下分け目の戦国MOVIE大合戦』から続く物語を描いている。
『チャリ走 DX2 ギャラクシー』
ニンテンドー3DS専用のダウンロード専用ゲームソフト。2014年3月26日に鎧武コラボステージが追加（有料）された。

### 小説
『REAL RIDERS 駆紋戒斗外伝』
書籍『仮面ライダー鎧武ザ・ガイド』に収録。著者は江波光則、監修は虚淵玄、イラストはserori。
高校生時代の駆紋戒斗を主人公とするスピンオフ。
『小説 仮面ライダー鎧武』
著：砂阿久雁、鋼屋ジン、監修：虚淵玄。講談社キャラクター文庫（講談社）より2016年3月24日に発売。
『鎧武外伝』と連動した内容となっているほか、先行する映画やイベントで登場した要素も使われている。同作品オリジナルの形態として仮面ライダー斬月 ジンバーメロンアームズ、仮面ライダー龍玄 ジンバードラゴンフルーツアームズ、仮面ライダーセイヴァー ゴールデンアームズ、ダークネスアームズ、魔蛇アームズが登場する他、クウガからウィザード、ドライブまでの仮面ライダーが存在する世界の描写もある。
『S.I.C. HERO SAGA』
早瀬マサトによるジオラマ小説。本作品を元にしたものは作品が掲載されている。
「KIKAIDER REBIRTH アンドロイドは電気羊の夢を見るか」
『小説 仮面ライダー鎧武外伝〜仮面ライダー斬月〜』
著：毛利亘宏。講談社キャラクター文庫（講談社）より2020年6月1日に発売。
上述の舞台のノベライズ版となる。
『S.I.C. HERO SAGA MASKED RIDER DECADE EDITION -オーズの世界-』
『仮面ライダーディケイド』と『仮面ライダーオーズ/OOO』のクロスオーバー作品で、本作品の登場人物やアーマードライダーがゲスト出演する。

### 映像ソフト
いずれも発売元は東映ビデオ。
テレビシリーズ
本作品のBlu-ray DiscとDVDは2014年2月21日より発売された。映像特典として第1巻には制作発表ダイジェストを、第2巻以降は天下分け目の国取り合戦とキャスト座談会を収録している。初回生産限定で全巻にライナーカードと蒔絵シールを封入しており、第1巻には全巻収納ボックスとライナーカードフォルダも付属している。
| 巻 | 発売日         | 収録話          | 映像特典 天下分け目の国取り合戦 | 規格品番  | 規格品番  |
| 巻 | 発売日         | 収録話          | 映像特典 天下分け目の国取り合戦 | Blu-ray   | DVD       |
| -- | -------------- | --------------- | ------------------------------- | --------- | --------- |
| 1  | 2014年02月21日 | 第1話 - 第4話   | なし                            | BSTD08891 | DSTD08891 |
| 2  | 2014年03月19日 | 第5話 - 第8話   | 戦国三種競技編                  | BSTD08892 | DSTD08892 |
| 3  | 2014年04月18日 | 第9話 - 第12話  | 陣太鼓を鳴らせ!                 | BSTD08893 | DSTD08893 |
| 4  | 2014年05月16日 | 第13話 - 第16話 | 腹が減っては戦ができぬ!         | BSTD08894 | DSTD08894 |
| 5  | 2014年06月20日 | 第17話 - 第20話 | 頭は生きてるうちに使え!         | BSTD08895 | DSTD08895 |
| 6  | 2014年07月18日 | 第21話 - 第24話 | 蹴球の戦い                      | BSTD08896 | DSTD08896 |
| 7  | 2014年08月08日 | 第25話 - 第28話 | 籠球の戦い                      | BSTD08897 | DSTD08897 |
| 8  | 2014年09月19日 | 第29話 - 第32話 | 頭は生きてるうちに使え!その2    | BSTD08898 | DSTD08898 |
| 9  | 2014年10月17日 | 第33話 - 第36話 | 三色城を守りぬけ!               | BSTD08899 | DSTD08899 |
| 10 | 2014年11月21日 | 第37話 - 第40話 | 腹が減っては戦ができぬ!その2    | BSTD08900 | DSTD08900 |
| 11 | 2014年12月05日 | 第41話 - 第44話 | 勝って鎧の緒を締めよ!（前編）   | BSTD08901 | DSTD08901 |
| 12 | 2015年01月16日 | 第45話 - 第47話 | 勝って鎧の緒を締めよ!（後編）   | BSTD08902 | DSTD08902 |
ヒーロークラブ
テレビシリーズの再編集DVD。全2巻。
| 巻 | 発売日         | サブタイトル                                                     | 使用話数    | 規格品番  |
| -- | -------------- | ---------------------------------------------------------------- | ----------- | --------- |
| 1  | 2013年12月20日 | フルーツで変身!?仮面ライダー鎧武登場!!                           | 第1話-第2話 | DSTD08748 |
| 2  | 2014年01月24日 | バナナとぶどうで変身!?仮面ライダーバロン、仮面ライダー龍玄登場!! | 第3話-第5話 | DSTD08749 |

### ネット配信
- 東映特撮YouTube Official…2020年11月28日 - 2021年5月8日、2024年3月9日 - 2024年8月17日
- 東映特撮ニコニコおふぃしゃる…2022年3月20日 - 2023年2月5日